# Dekanat Main-Spessart
Das Dekanat Main-Spessart ist seit dem 1. Oktober 2021 eines von neun Dekanaten im römisch-katholischen Bistum Würzburg. Es entstand im Zuge des Prozesses „Gemeinsam Kirche sein – Pastoral der Zukunft“ durch die Zusammenlegung der ehemaligen Dekanate Karlstadt und Lohr.
Das Gebiet des Dekanats entspricht dem Landkreis Main-Spessart. Es grenzt im Nordwesten an das Bistum Fulda, im Norden/Nordost an das Dekanat Bad Kissingen, im Südosten an das Dekanat Würzburg, im Süden an das Erzbistum Freiburg, im Südwesten an das Dekanat Miltenberg und im Westen an das Dekanat Aschaffenburg.
67 Pfarrgemeinden und 13 Kuratien haben sich bis 2023 zu 16 Pfarreiengemeinschaften bzw. Untergliederungen zusammengeschlossen, welche sich auf die Pastoralen Räume Gemünden a.Main, Karlstadt, Lohr a.Main sowie Marktheidenfeld verteilen.
Dekan ist (Stand 2024) Simon Mayer, Moderator des Pastoralen Raums Karlstadt. Sein Stellvertreter ist Johannes Werst, Pfarrer im Pastoralen Raum Gemünden a.Main. Verwaltungssitz ist Karlstadt.

## Gliederung
Sortiert nach den Pastoralen Räumen und deren Untergliederungen bzw. Pfarreiengemeinschaften werden die Pfarreien genannt, alle zu einer Pfarrei gehörigen Exposituren, Benefizien und Filialen werden nach der jeweiligen Pfarrei aufgezählt, danach folgen Kapellen, Klöster und Wallfahrtskirchen. Weiterhin werden auch die Einzelpfarreien am Ende aufgelistet.

### Pastoraler Raum Gemünden am Main

#### Pfarreiengemeinschaft An den drei Flüssen, Gemünden am Main
- Pfarrei Heiligste Dreifaltigkeit Gemünden am Main, Klosterkirche zum Heiligen Kreuz
- Pfarrei St. Peter und Paul Gemünden am Main
- Pfarrei St. Michael Hofstetten
- Pfarrei St. Ägidius Massenbuch

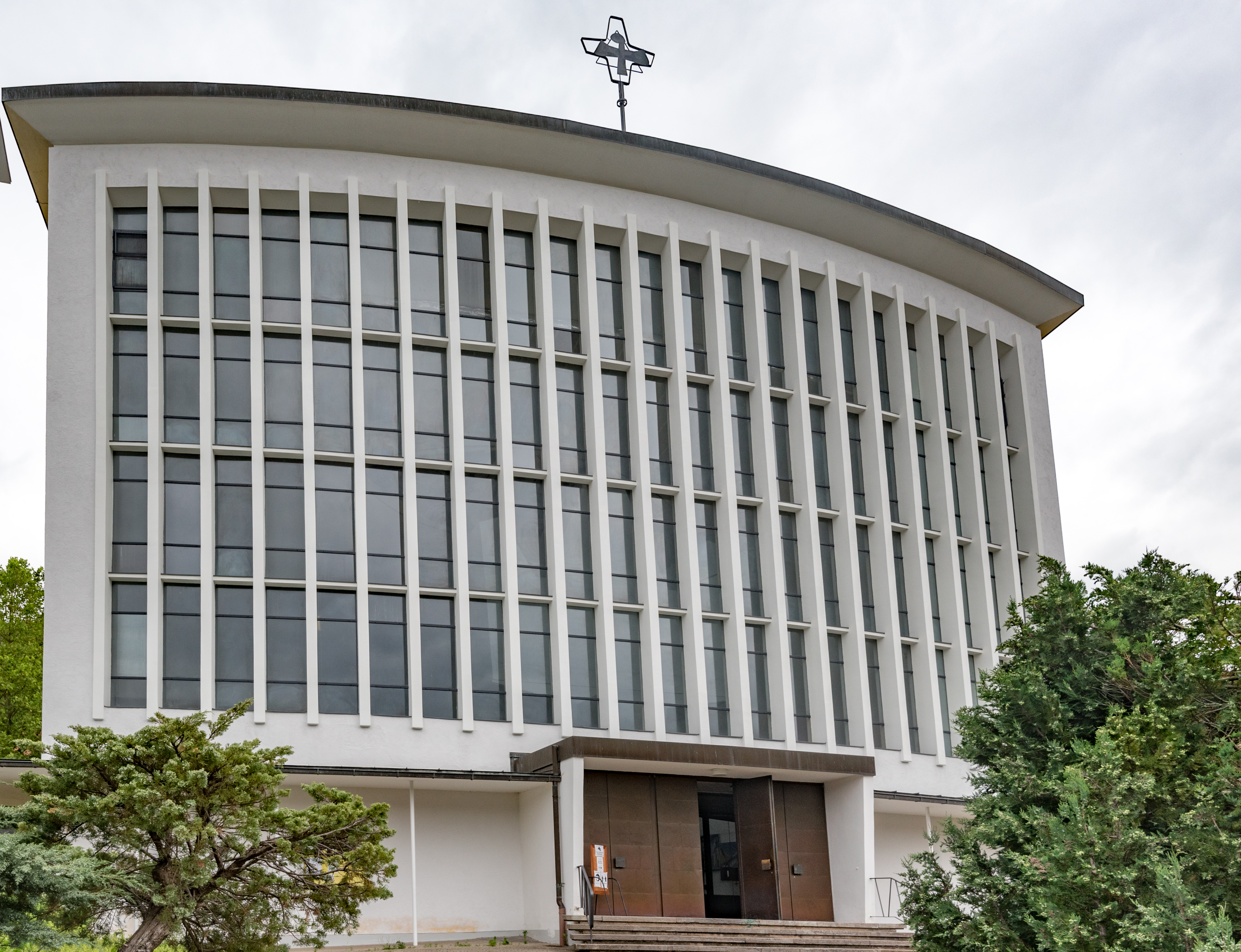
Heiligste Dreifaltigkeit
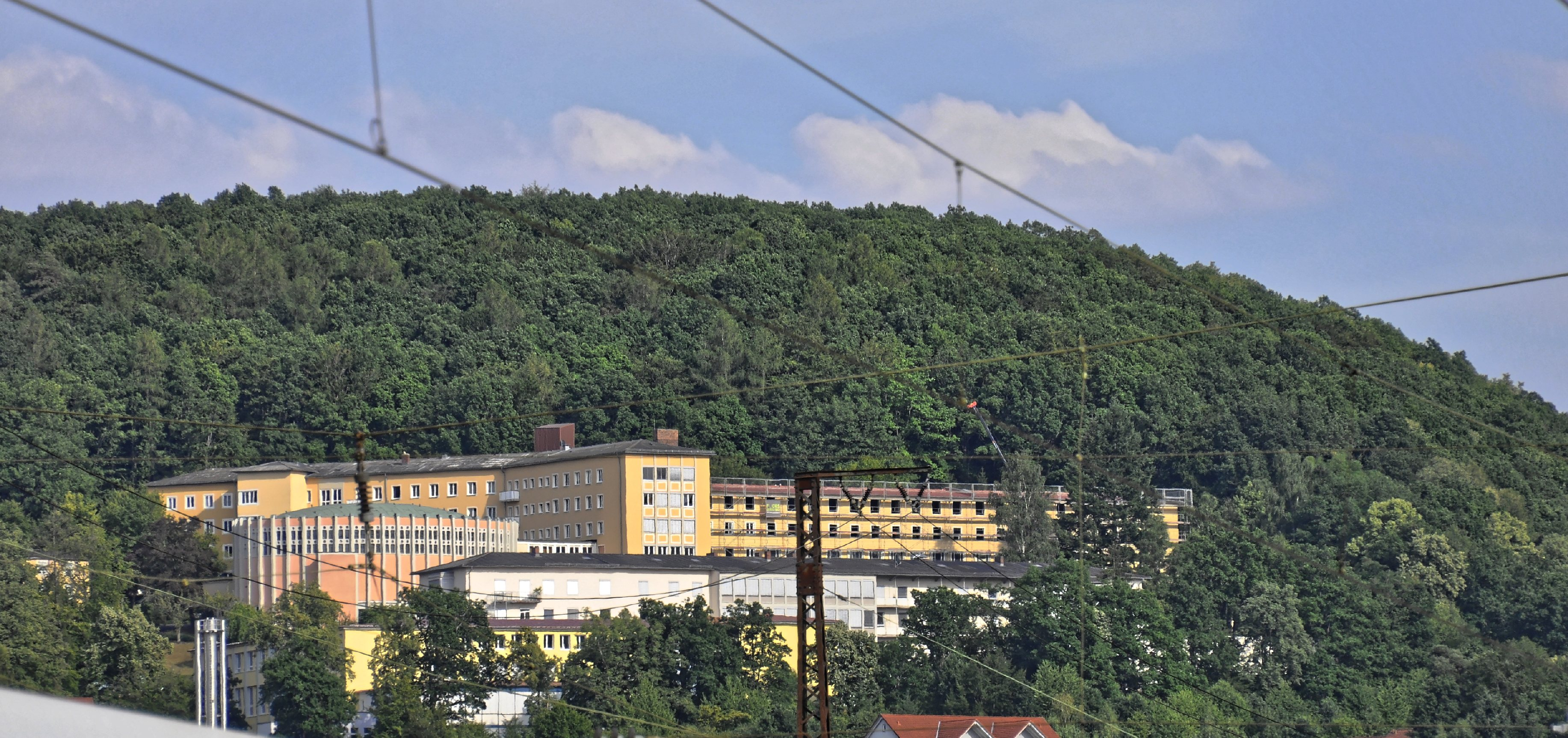
Klosterkirche zum Heiligen Kreuz (links)
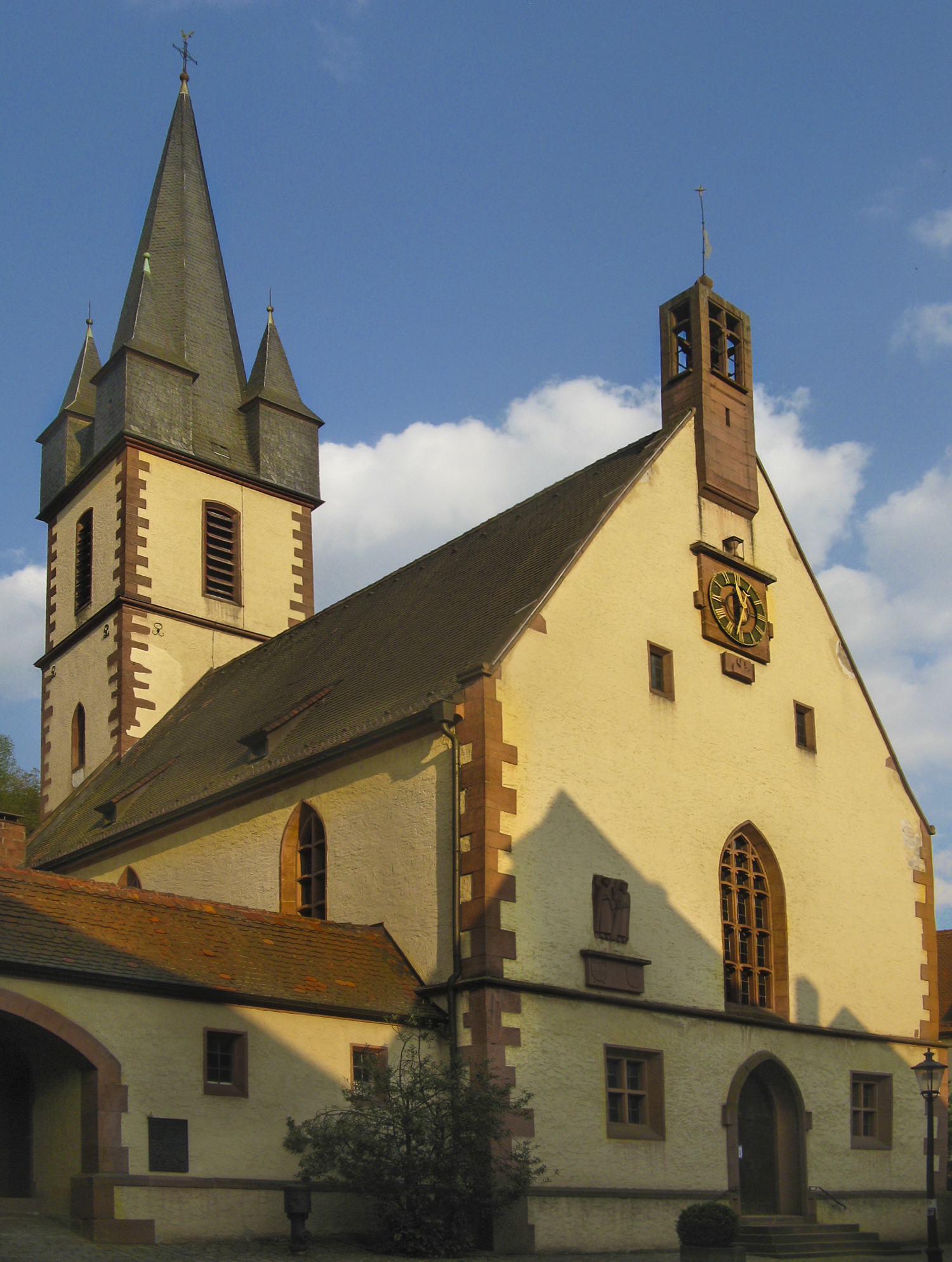
St. Peter und Paul
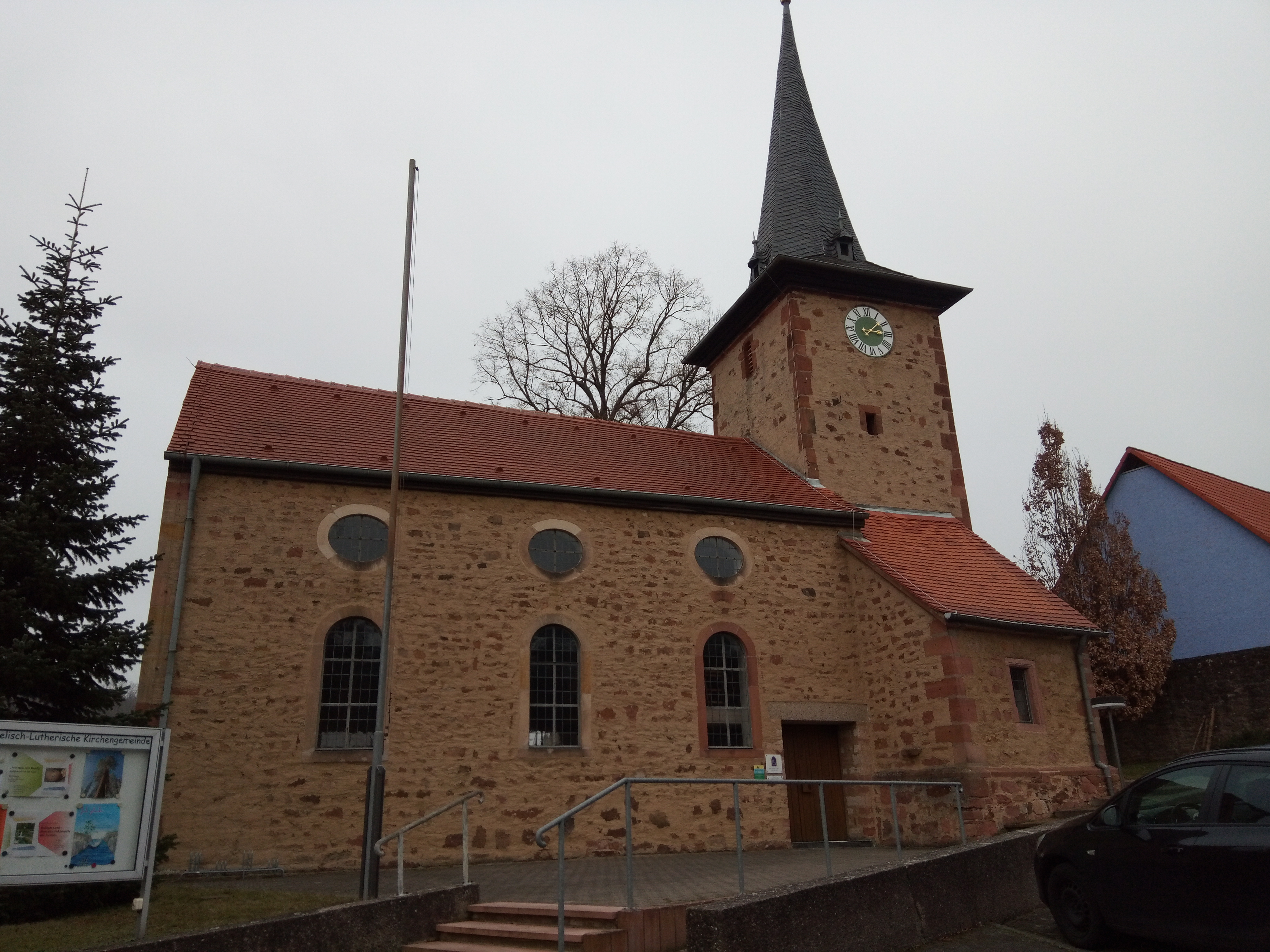
St. Michael

#### Pfarreiengemeinschaft Main-Sinn, Rieneck
- Pfarrei St. Wendelin Langenprozelten
- Pfarrei St. Johannes der Täufer Rieneck, Heiligkreuzkapelle
  - Filiale Heiligkreuz Schaippach

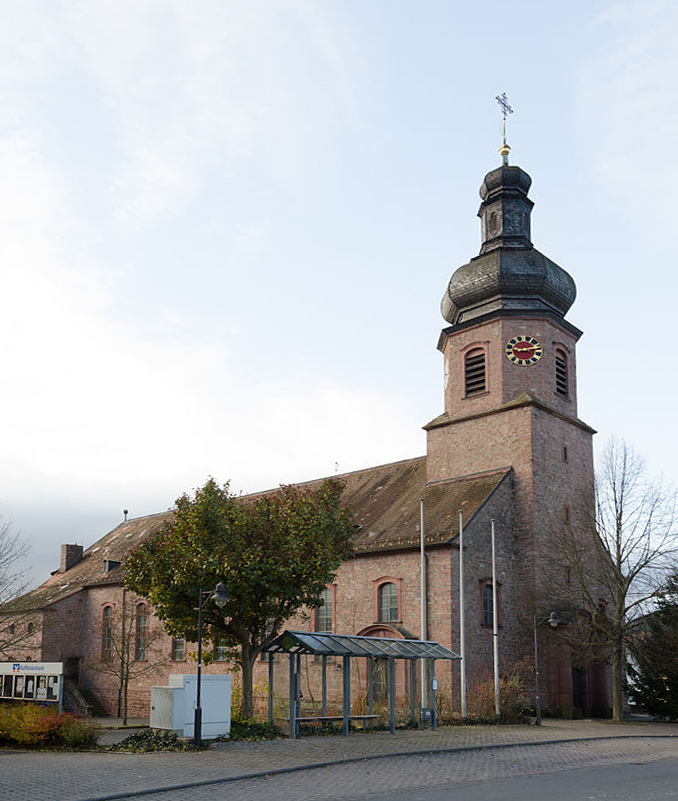
St. Wendelin
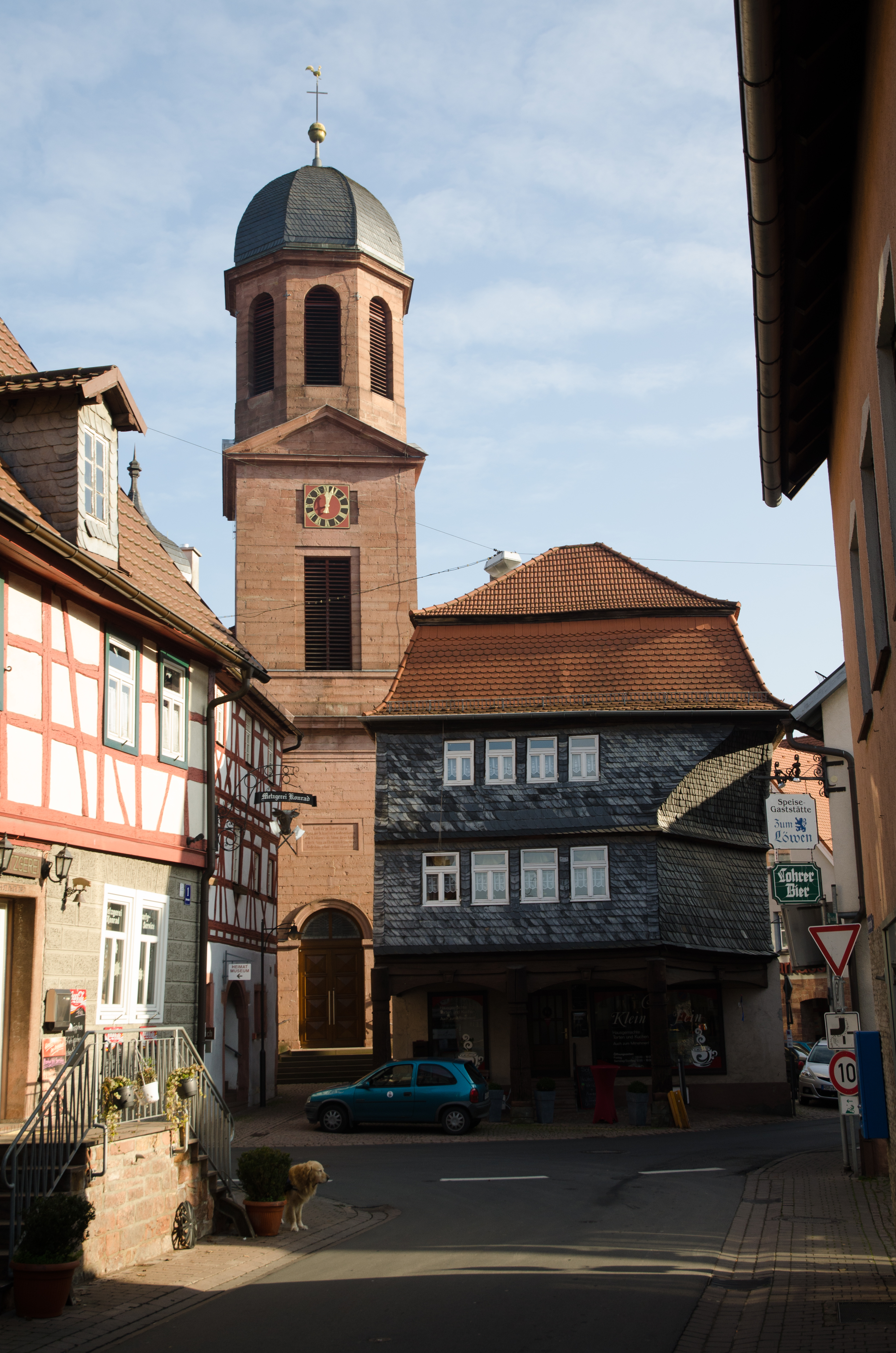
St. Johannes der Täufer
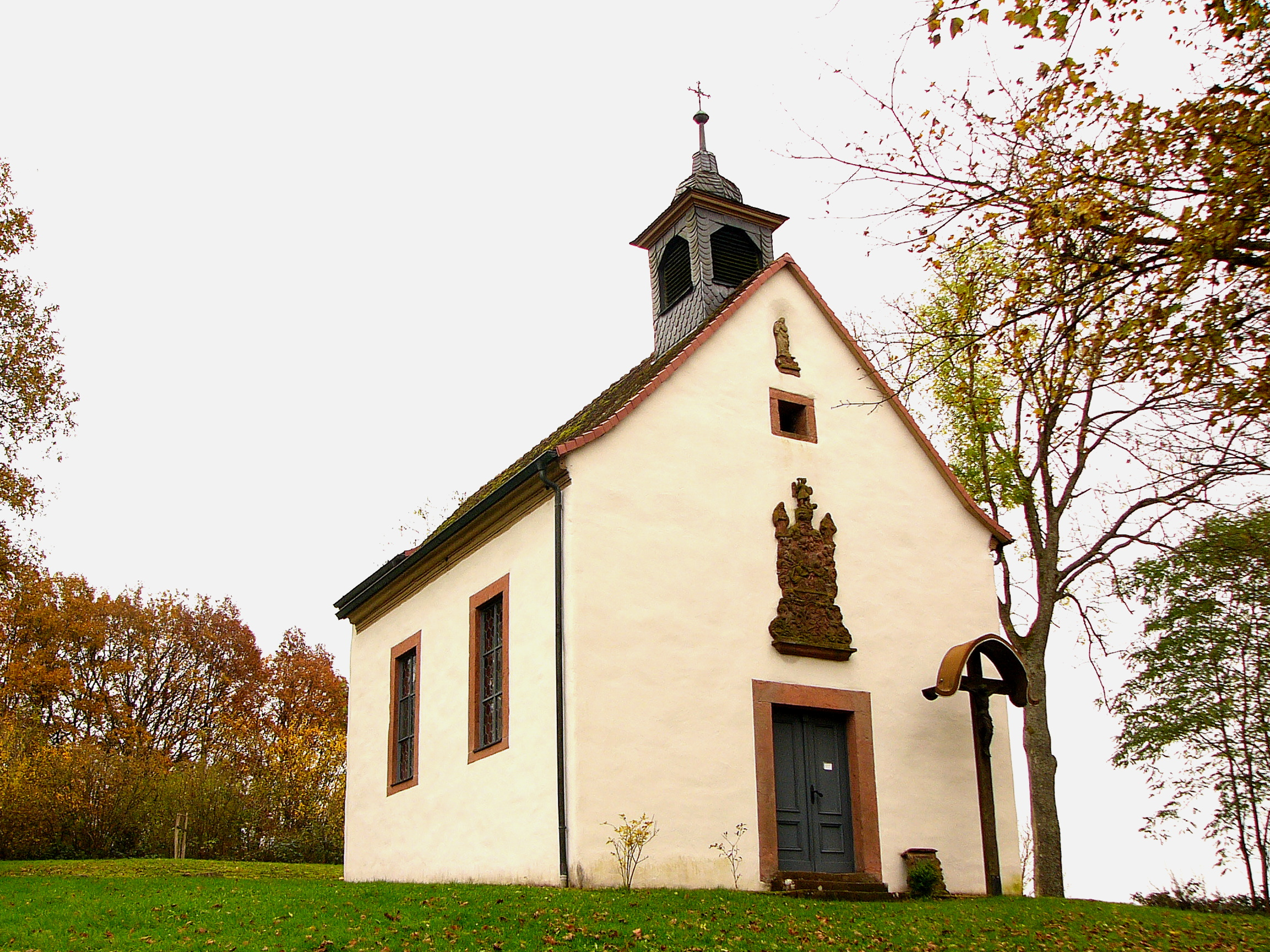
Heiligkreuzkapelle
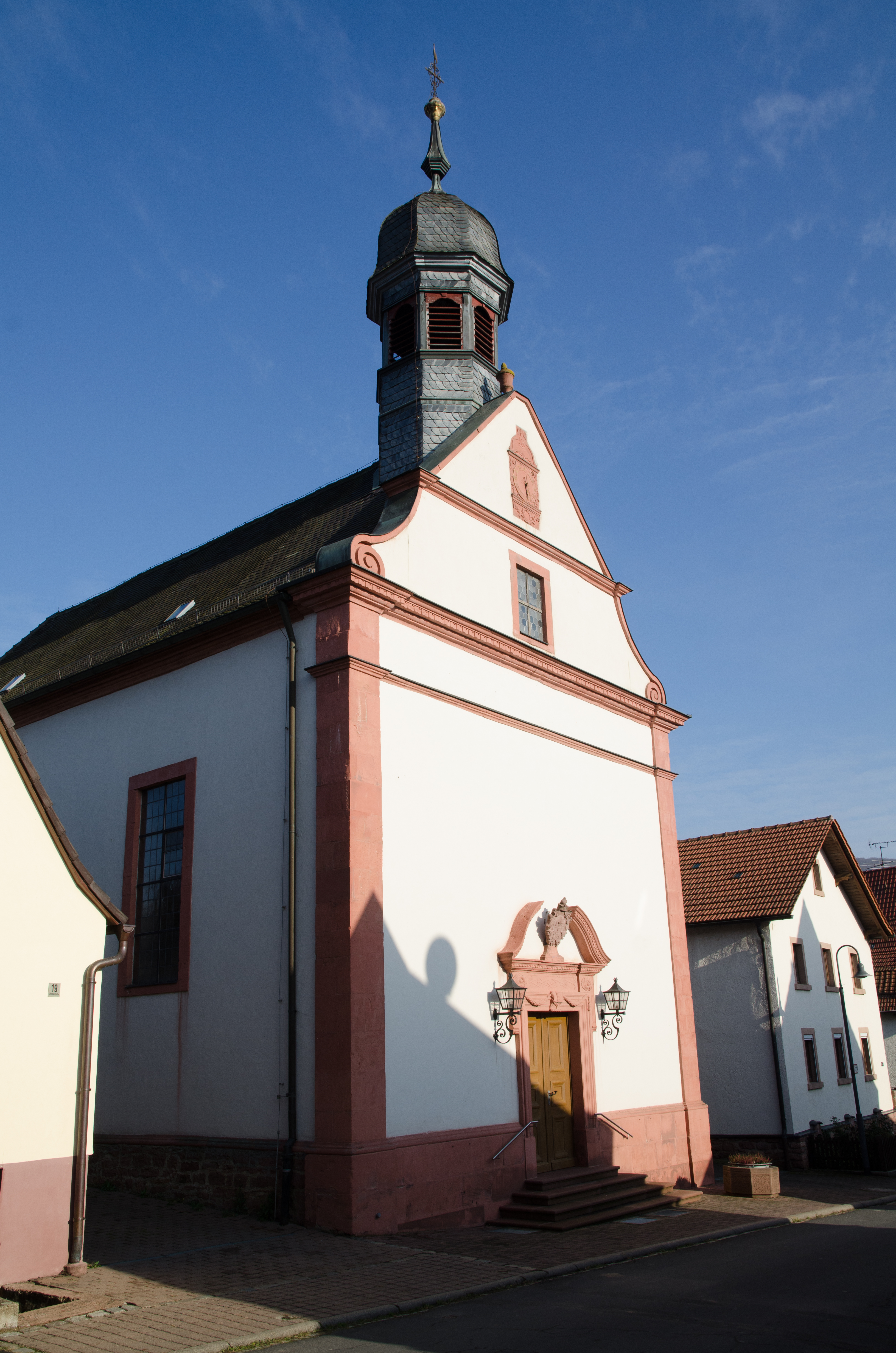
Heiligkreuz

#### Pfarreiengemeinschaft Pagus Sinna – Mittlerer Sinngrund, Burgsinn
- Kuratie Sieben Schmerzen Mariens Aura im Sinngrund, Friedhofskapelle St. Erasmus
- Pfarrei St. Michael Burgsinn
- Pfarrei St. Johannes der Täufer Fellen
  - Filiale Mariä Geburt Rengersbrunn (Wallfahrtskirche)
  - Filiale St. Kilian Wohnrod
- Pfarrei St. Jakobus der Ältere Obersinn, Nebenkirche Heilig Geist Mittelsinn

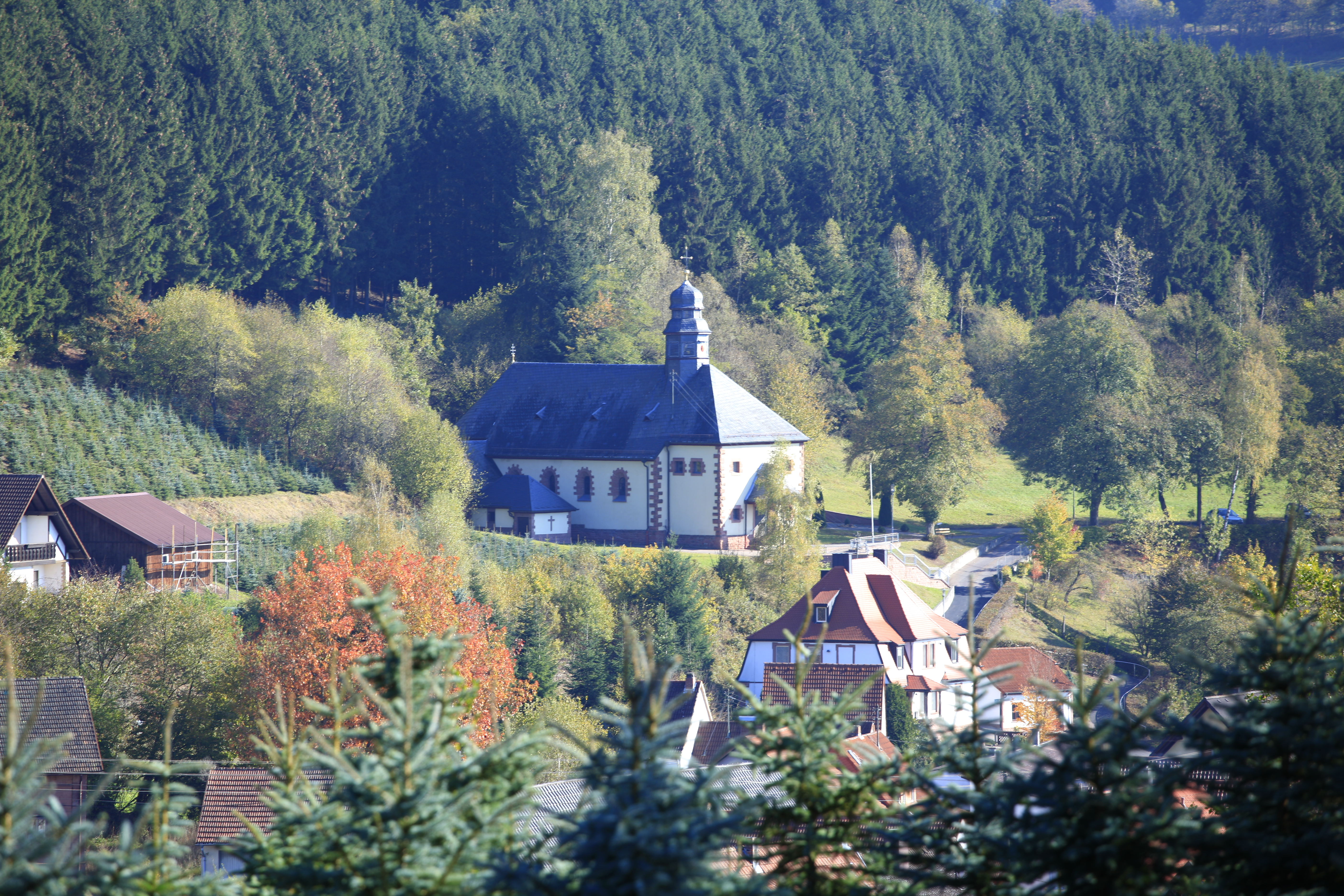
Sieben Schmerzen Mariens
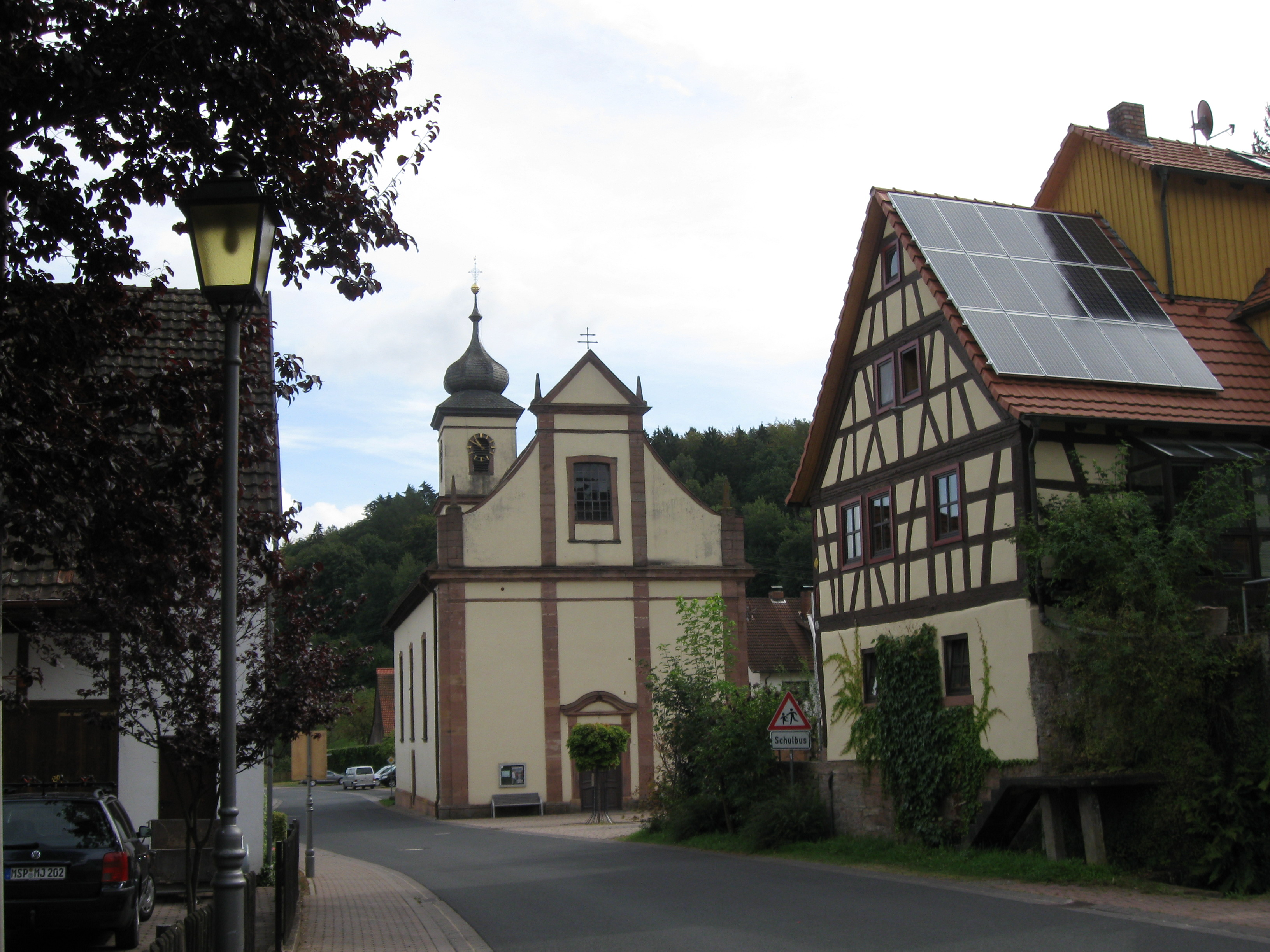
Mariä Geburt

#### Pfarreiengemeinschaft Sodenberg, Wolfsmünster
- Pfarrei Heilige Schutzengel Gräfendorf, Alte Schutzengelkirche
- Pfarrei St. Wolfgang Wolfsmünster, Nebenkirche Maria Patronin Bayerns Aschenroth, Wallfahrtskirche Unbefleckte Empfängnis Mariens Kloster Schönau, Marienkapelle Reichenbuch
  - Filiale St. Martin Michelau an der Saale
  - Filiale St. Laurentius Schonderfeld
  - Filiale St. Jakobus der Ältere Seifriedsburg
  - Filiale St. Johannes der Täufer Weickersgrüben

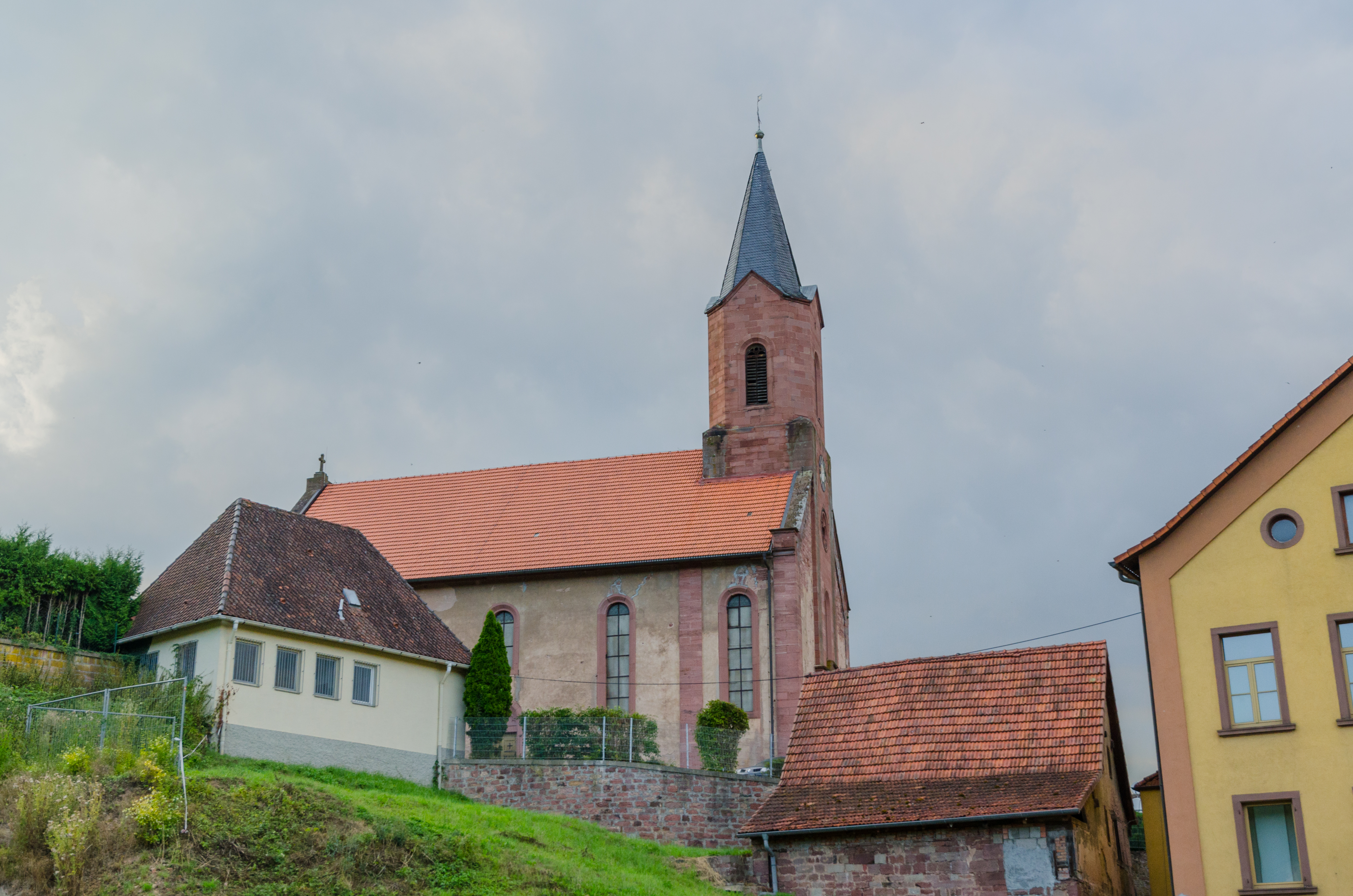
Hl. Schutzengel
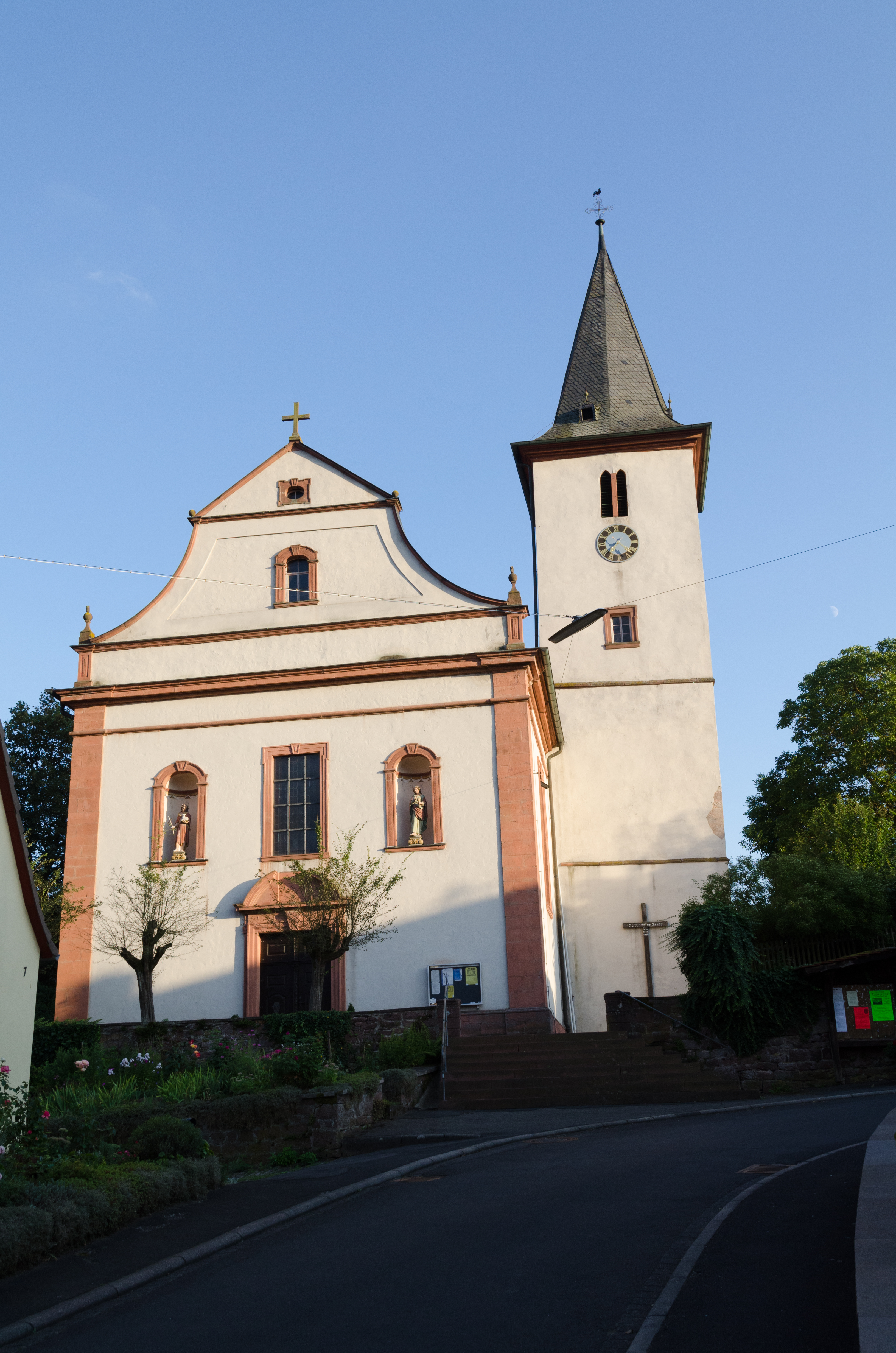
St. Wolfgang
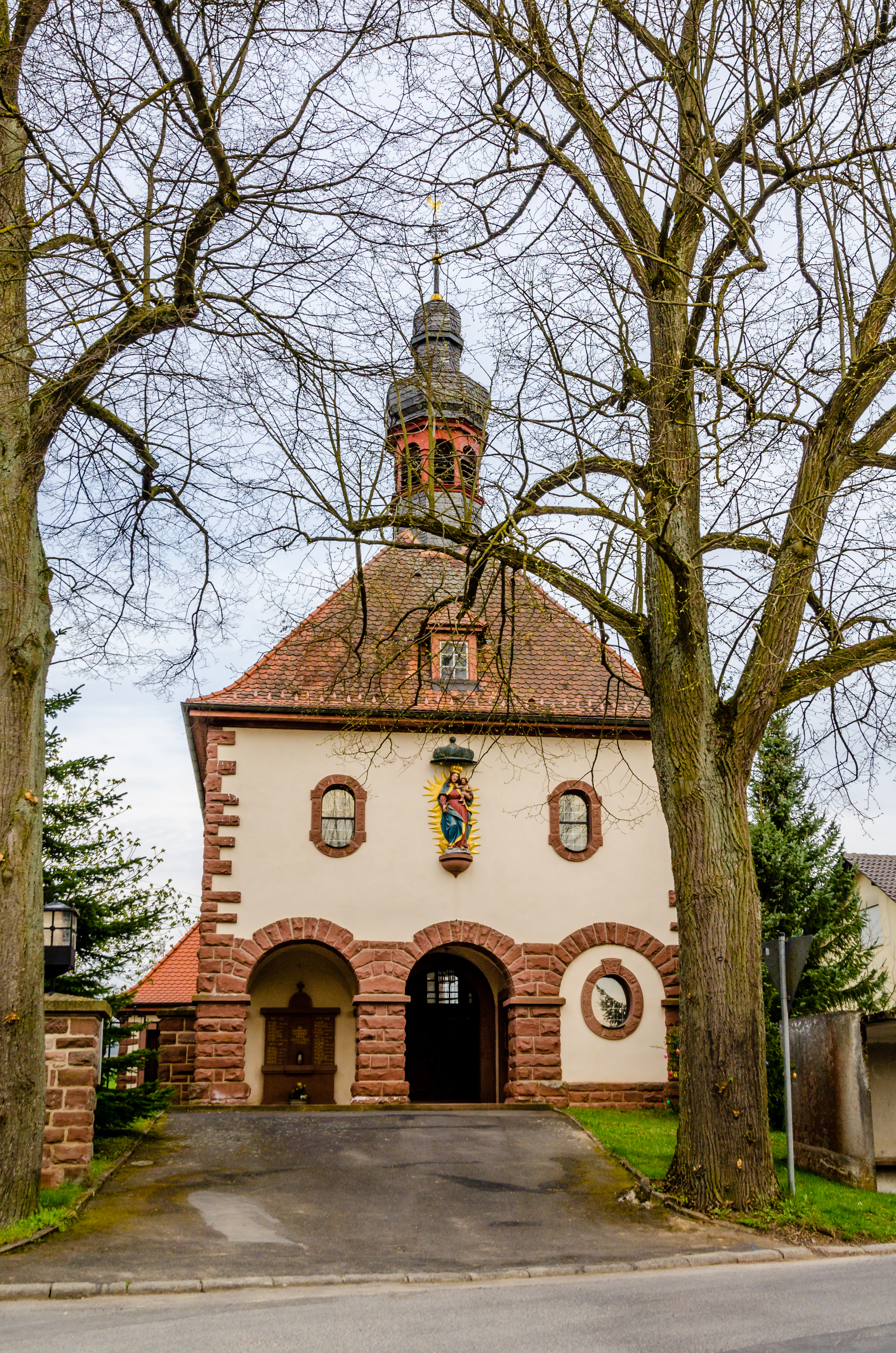
Maria Patronin Bayerns
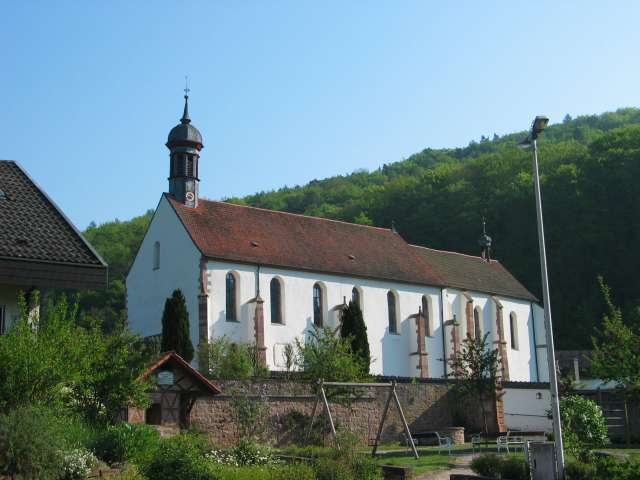
Unbefleckte Empfängnis Mariens
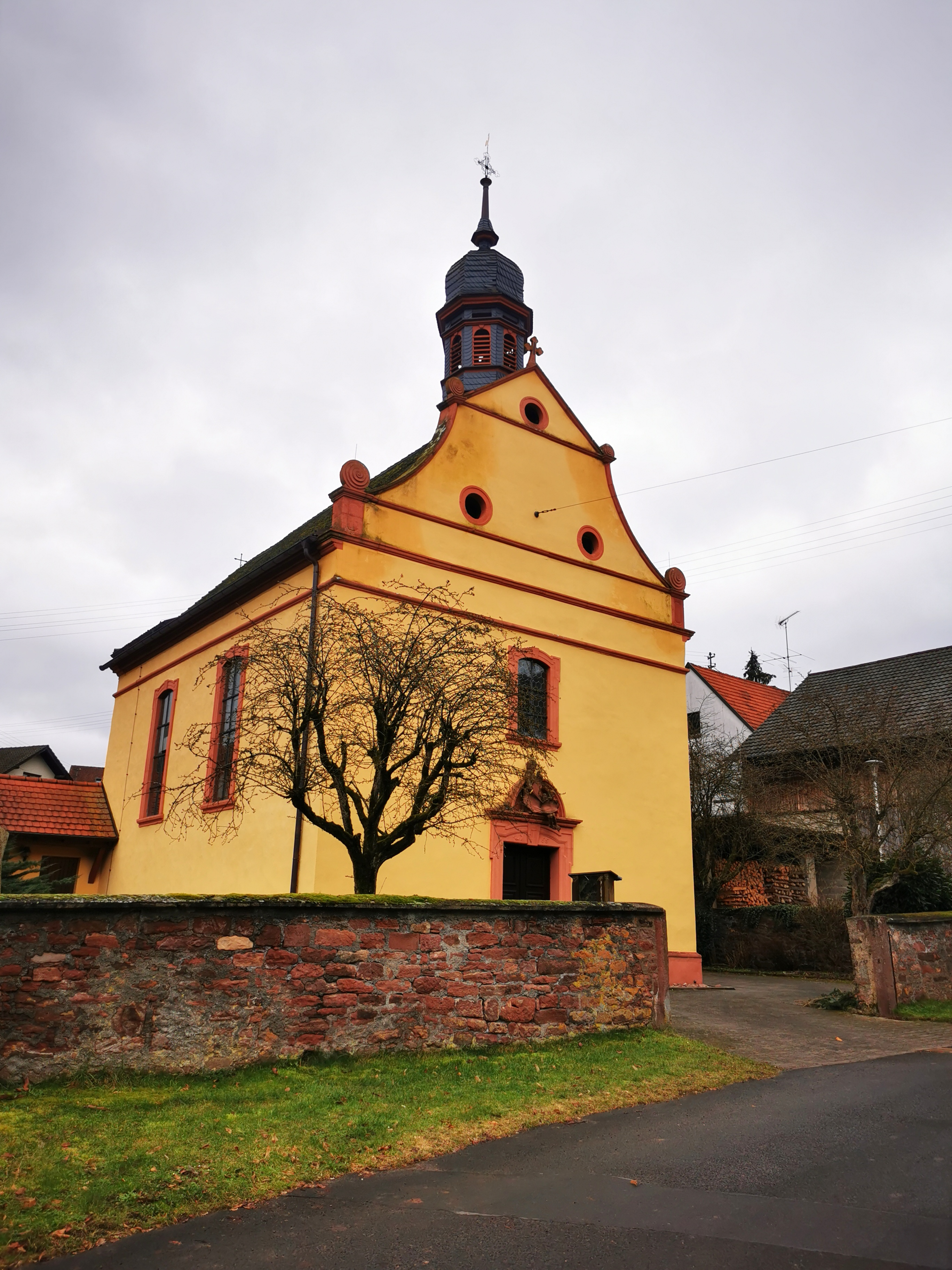
St. Martin
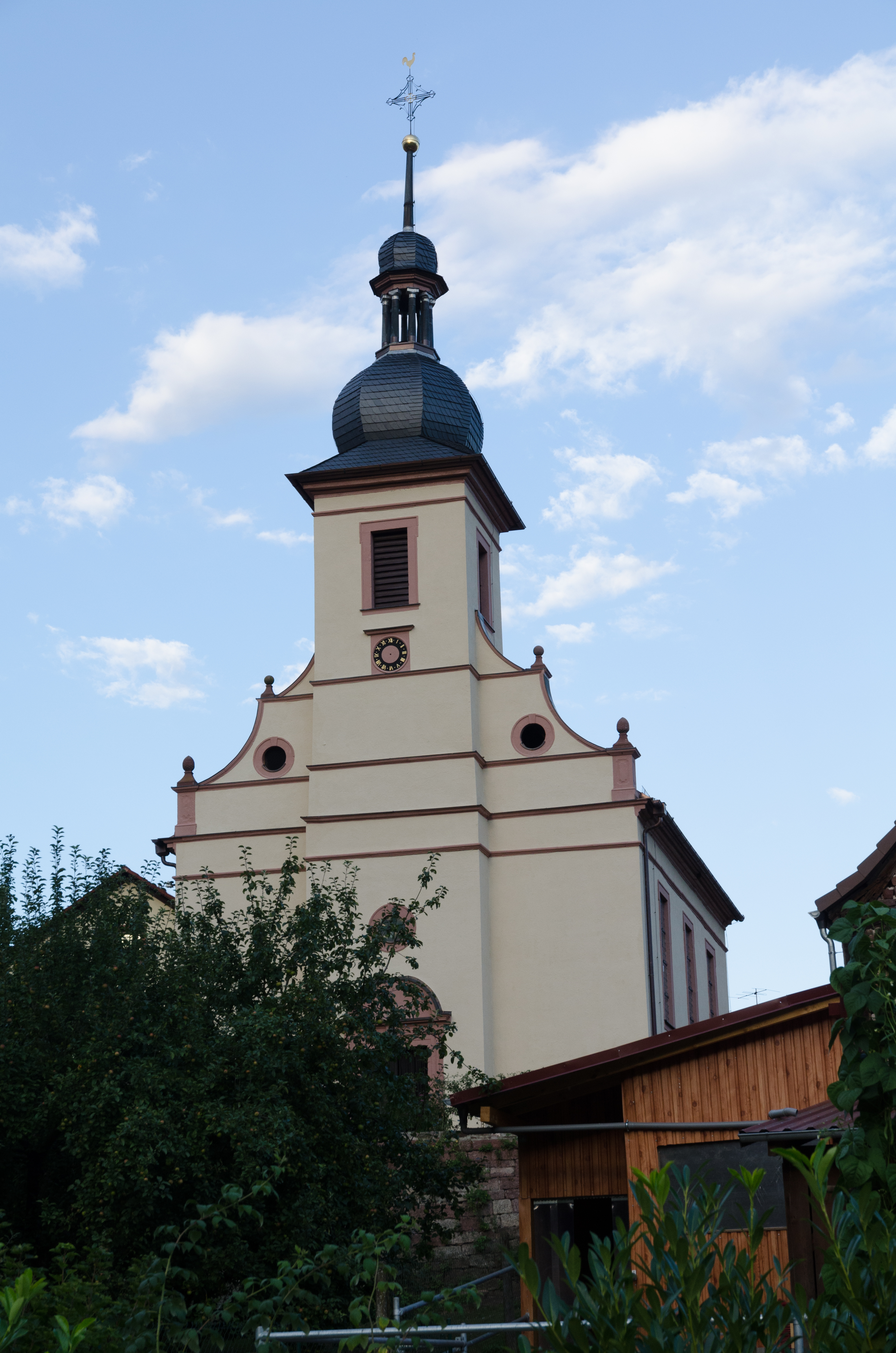
St. Laurentius
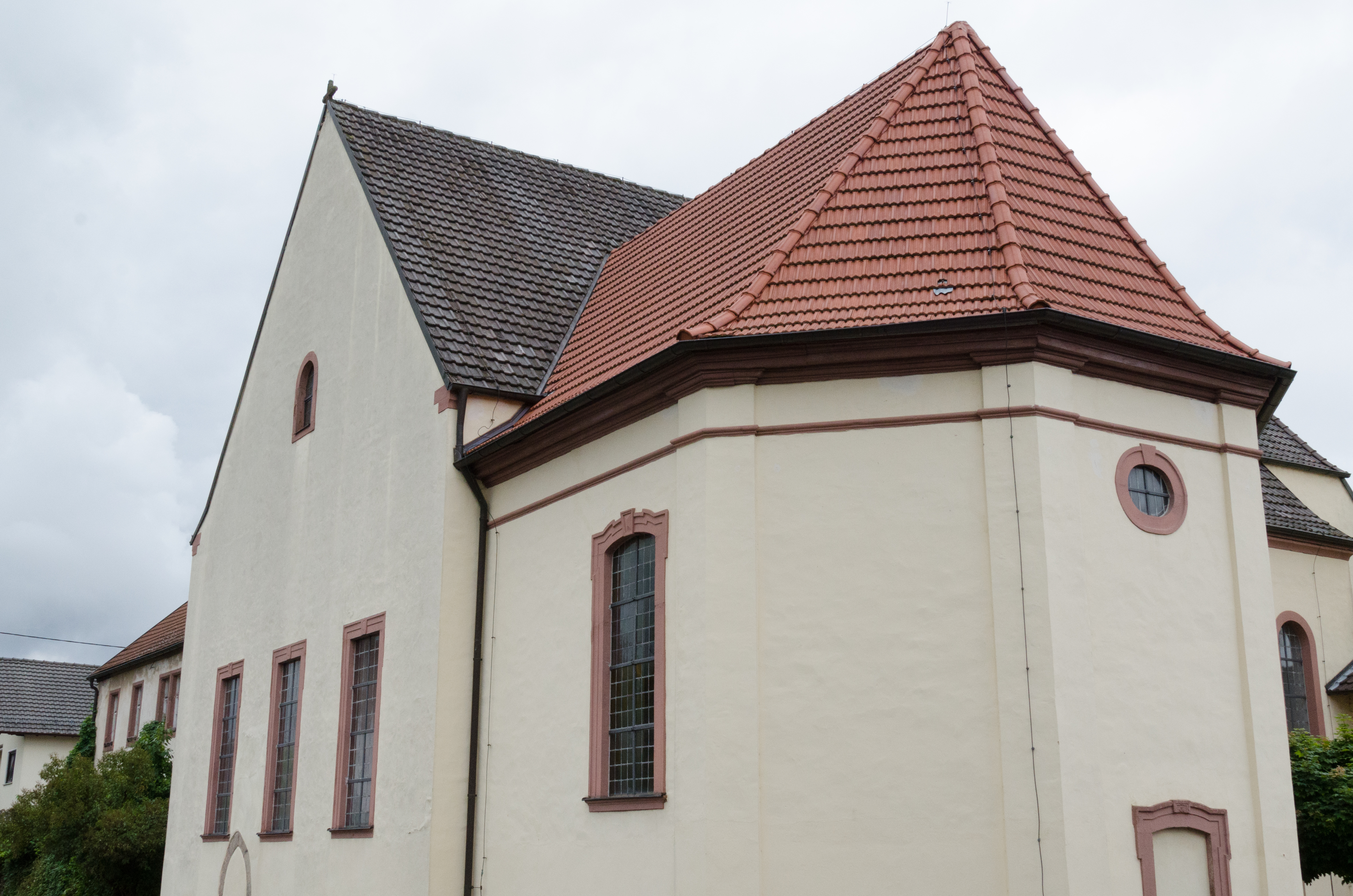
St. Jakobus d. Ä.
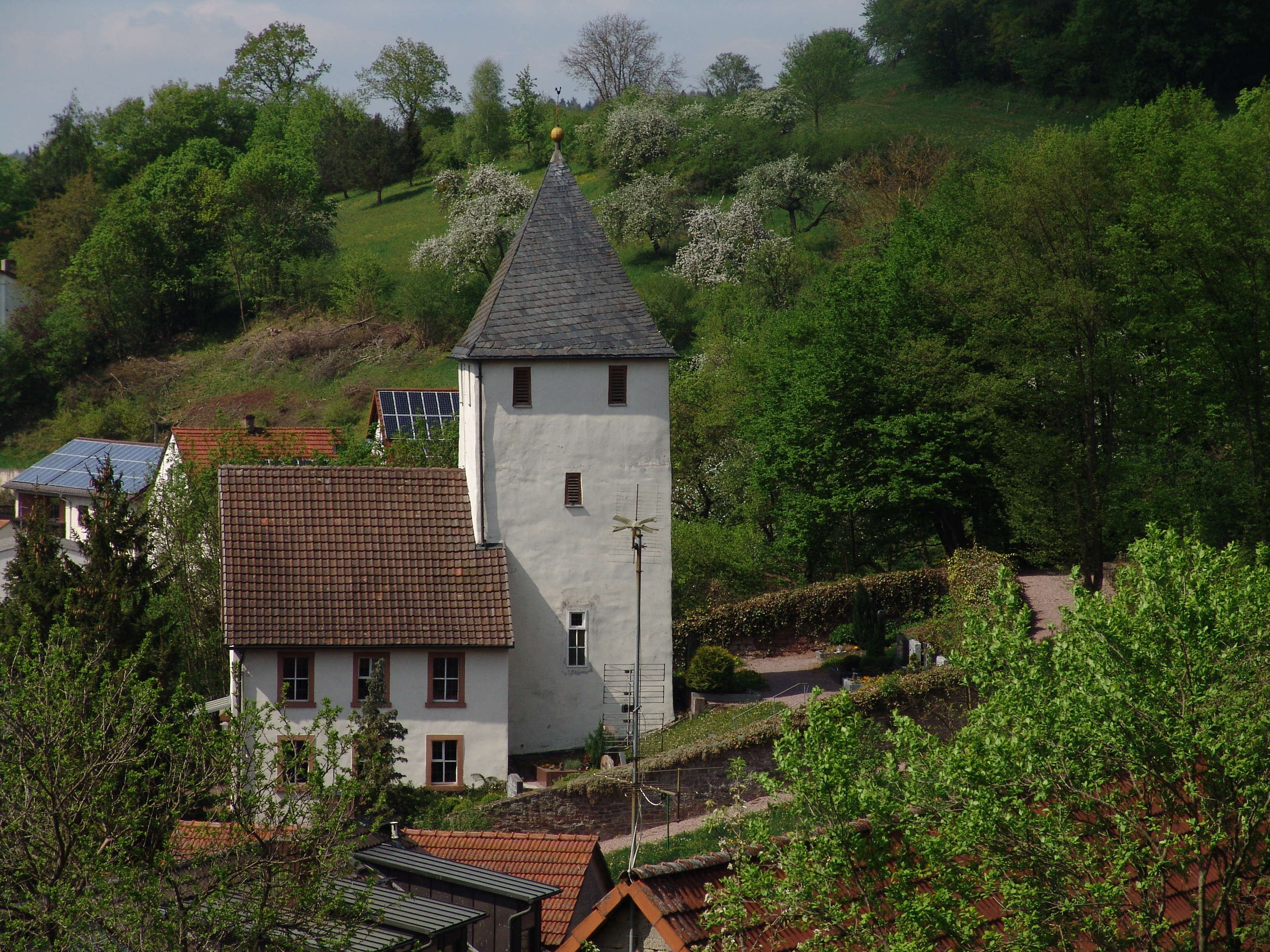
St. Johannes der Täufer

#### Pfarreiengemeinschaft Unter der Homburg, Gössenheim
- Pfarrei St. Radegundis Gössenheim, Kapelle Maria im Weinberg
  - Filiale St. Hubertus Sachsenheim
- Pfarrei St. Gertrud Karsbach
  - Filiale St. Alban Weyersfeld
- Pfarrei Mariä Himmelfahrt Wernfeld, Alte Pfarrkirche Mariä Himmelfahrt
  - Filiale St. Leonhard Adelsberg

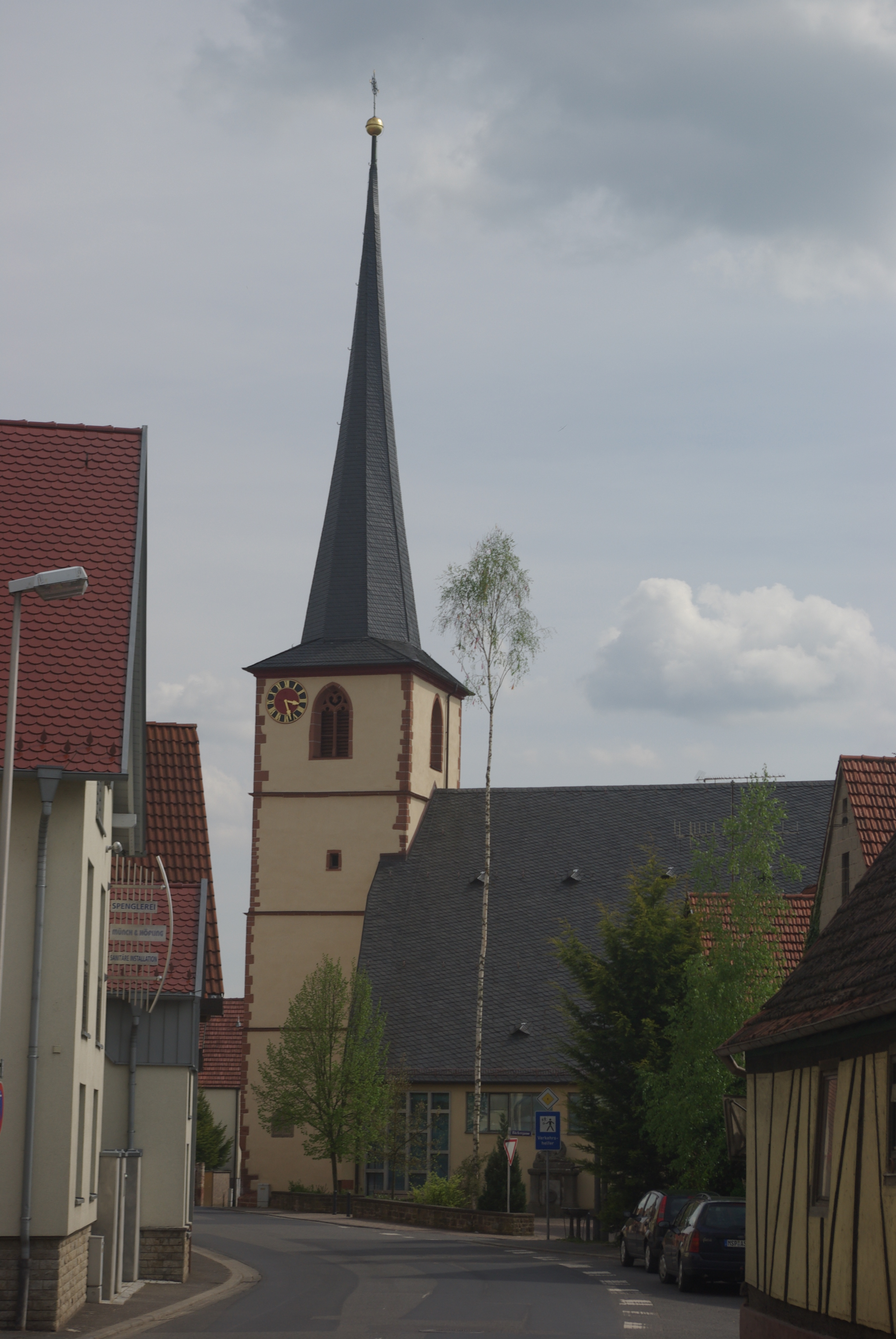
St. Radegundis
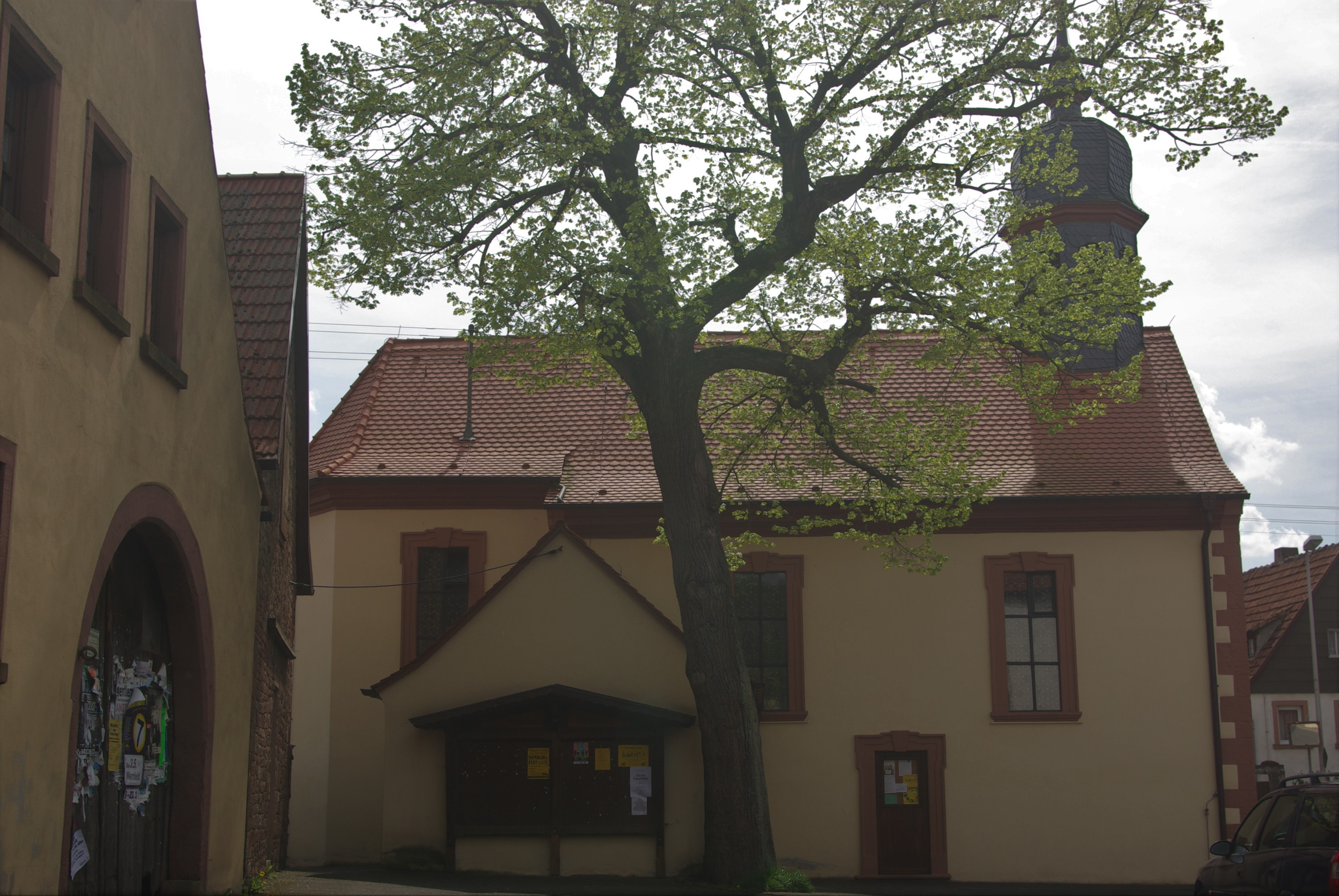
St. Hubertus
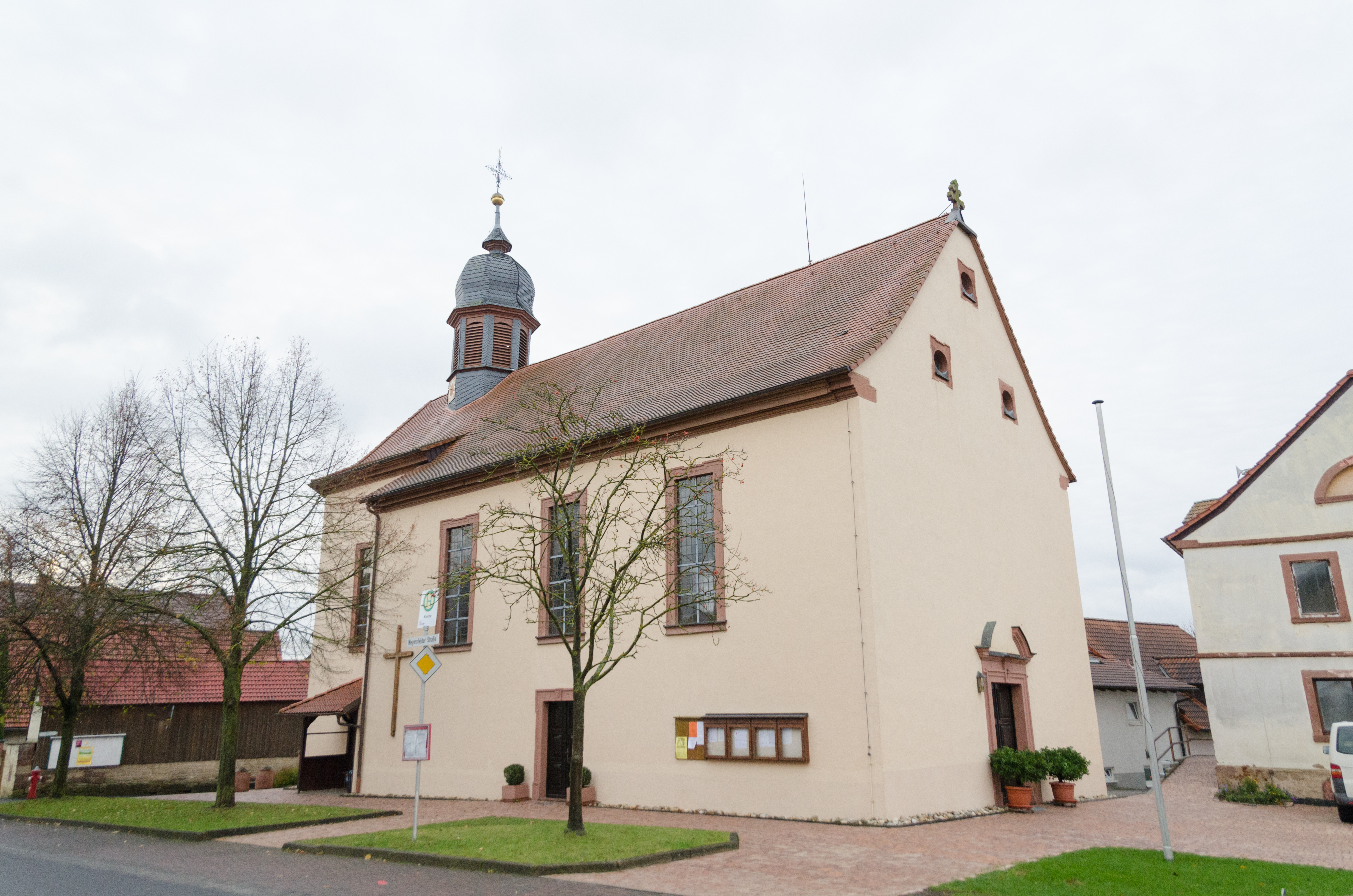
St. Alban
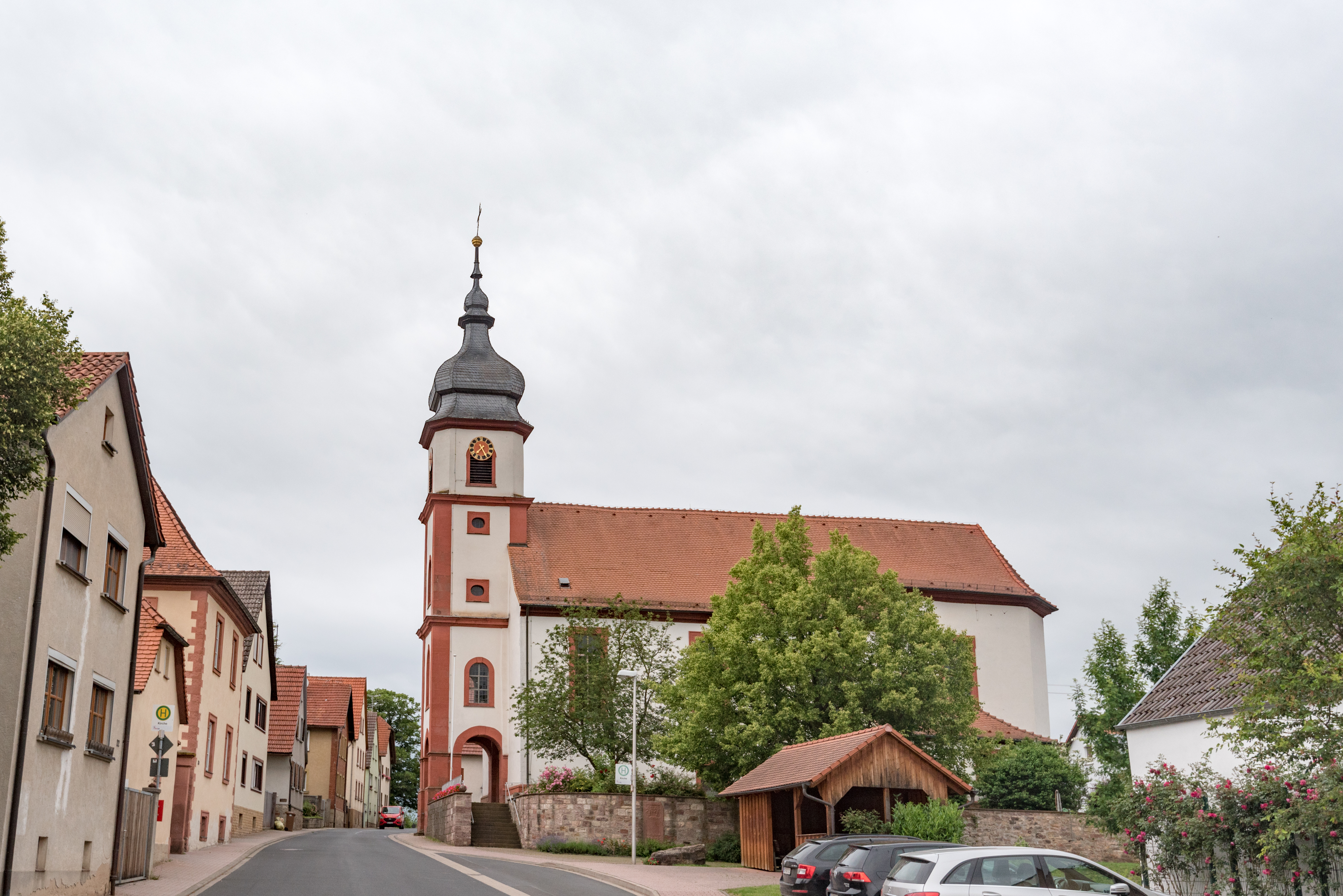
St. Gertrud
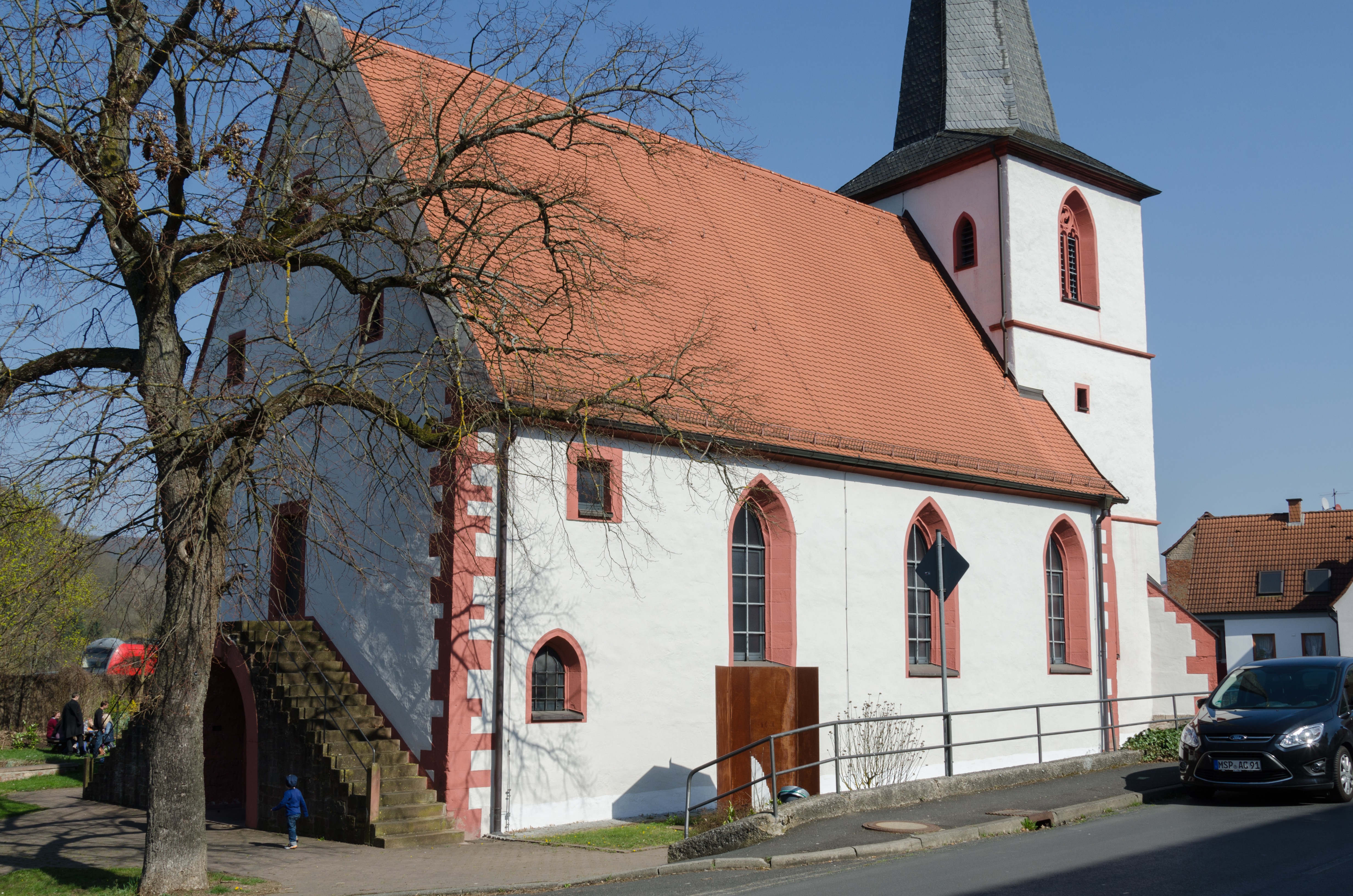
Mariä Himmelfahrt
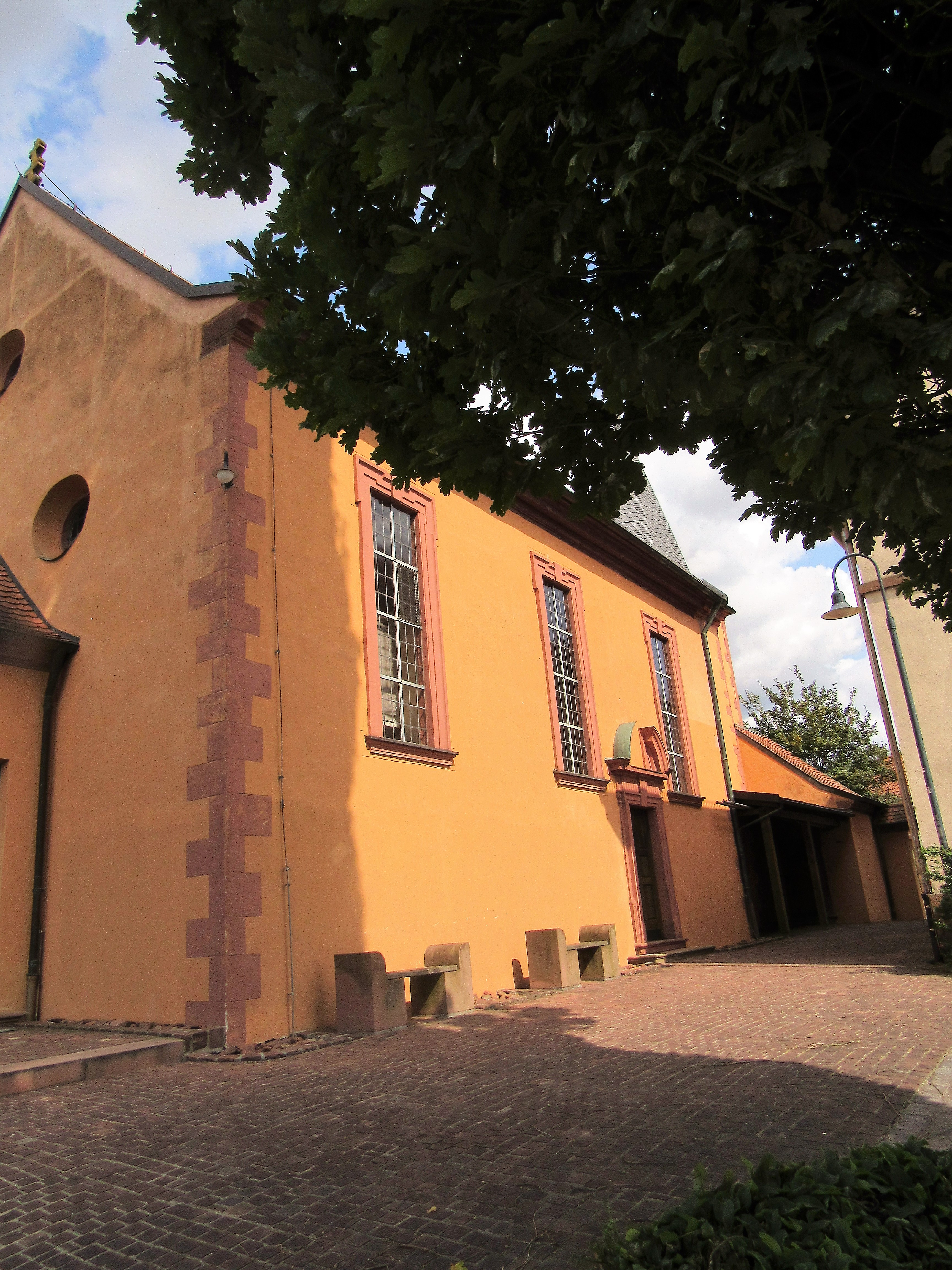
St. Leonhard

### Pastoraler Raum Karlstadt

#### Untergliederung Arnstein
- Pfarrei Mariä Himmelfahrt und St. Ägidius Altbessingen
  - Filiale St. Michael Neubessingen
- Pfarrei Unsere Liebe Frau vom Rosenkranz (Maria Sondheim) Arnstein, Stadtkirche St. Nikolaus, Marienkapelle Faustenbach
  - Filiale St. Margareta Heugrumbach
- Kuratie St. Jakobus der Ältere Binsbach
- Pfarrei St. Laurentius und St. Nikolaus Binsfeld
  - Filiale St. Sebastian Halsheim
- Pfarrei Mariä Heimsuchung und St. Nikolaus Büchold, Kapelle Heilige Familie Sachserhof
- Pfarrei St. Laurentius Gänheim
- Pfarrei St. Markus und St. Ulrich Müdesheim, Kapelle St. Radegundis
  - Filiale St. Johannes der Täufer Reuchelheim
- Pfarrei St. Michael Schwebenried

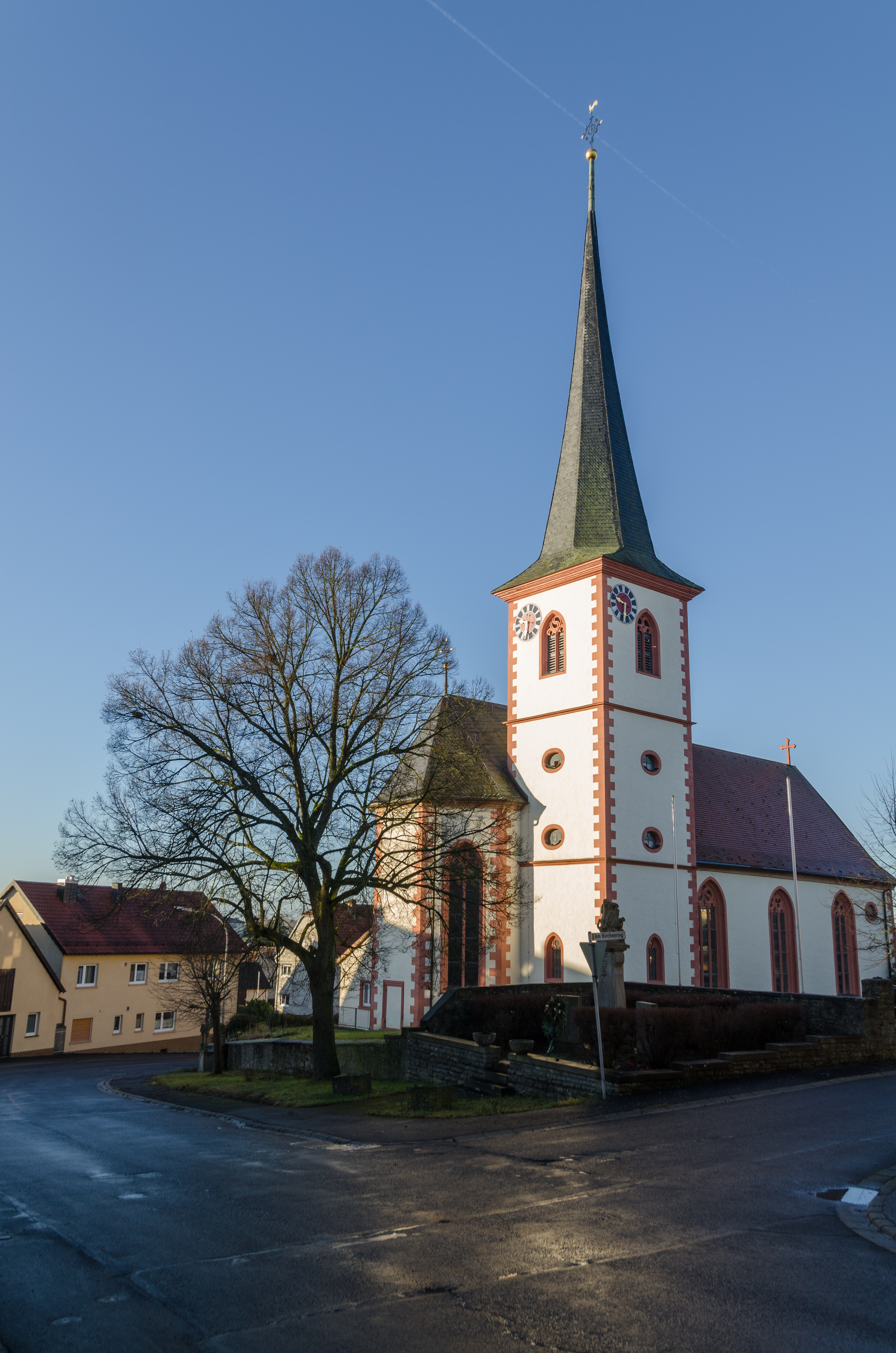
Mariä Himmelfahrt u. St. Ägidius
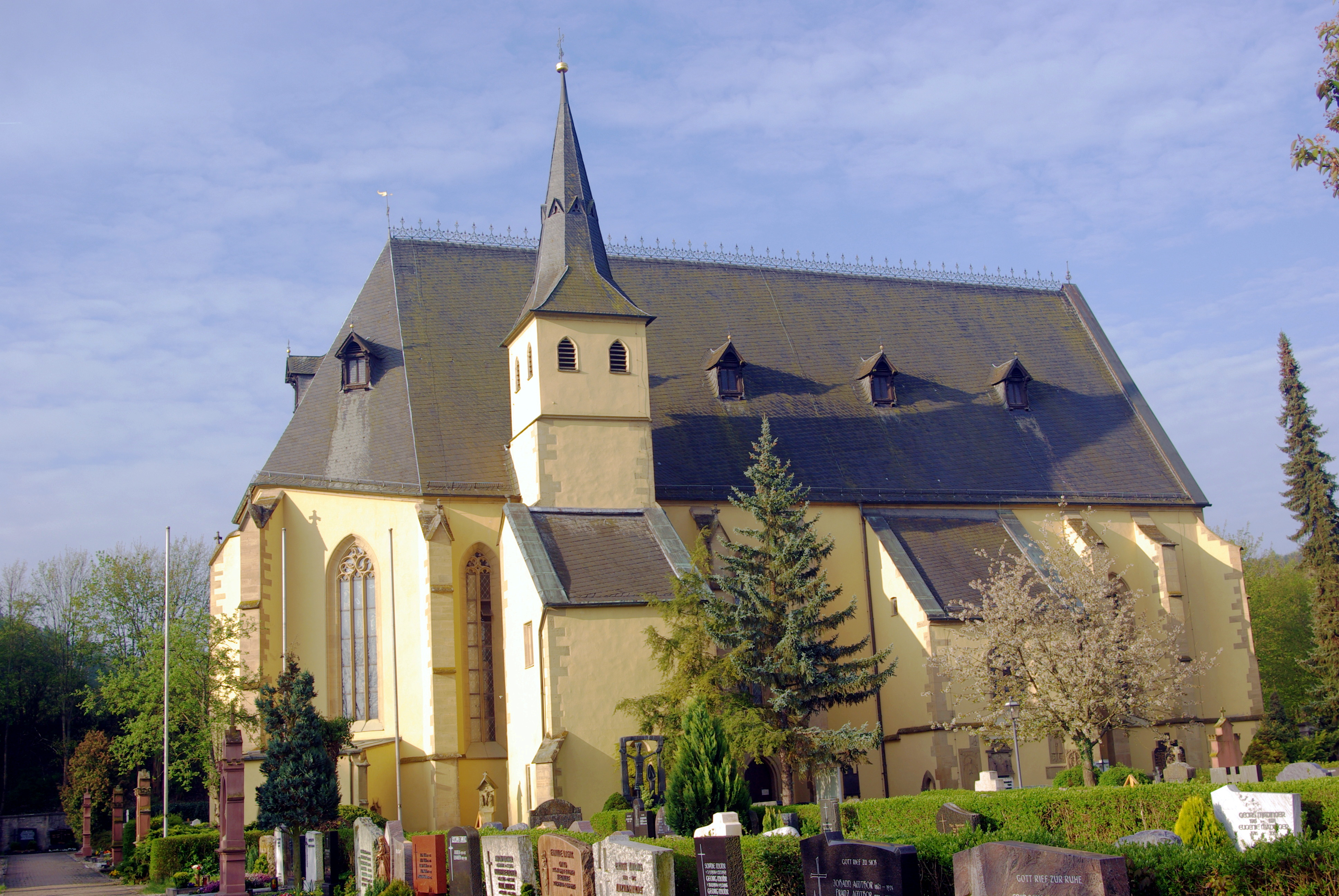
Maria Sondheim
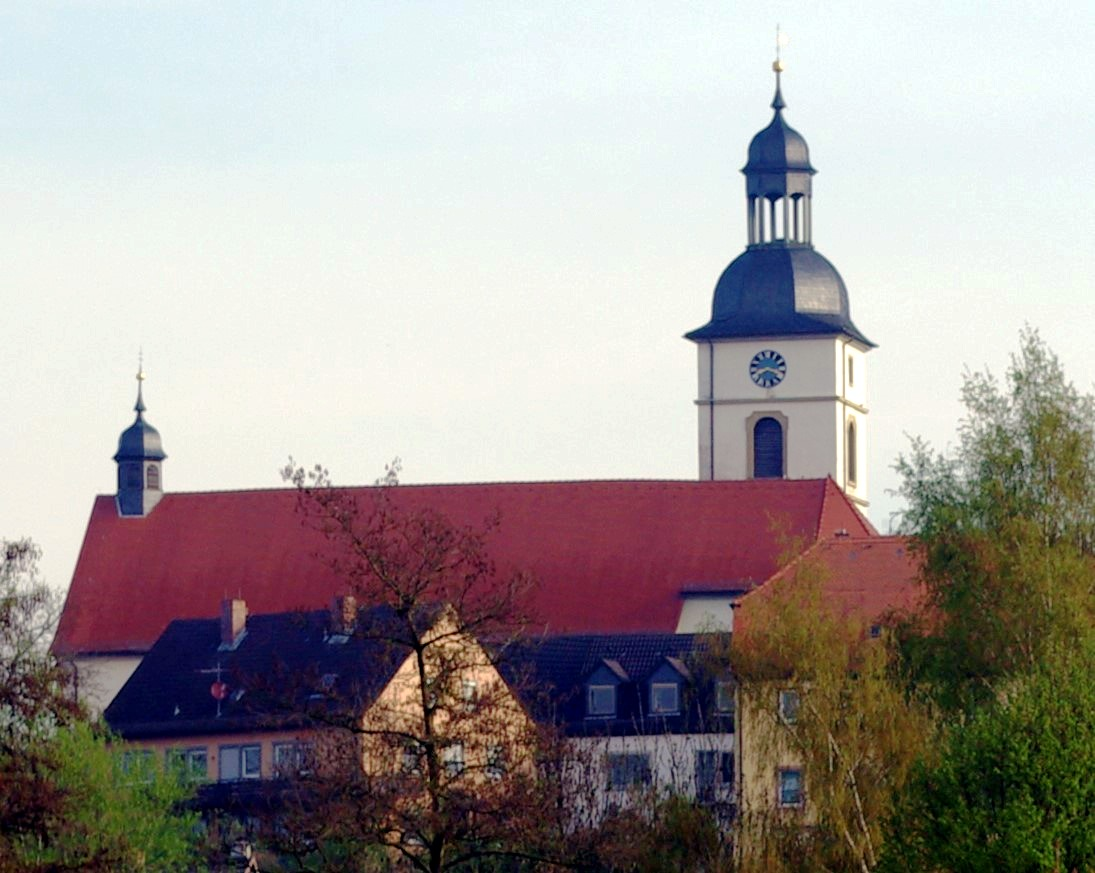
Stadtkirche St. Nikolaus
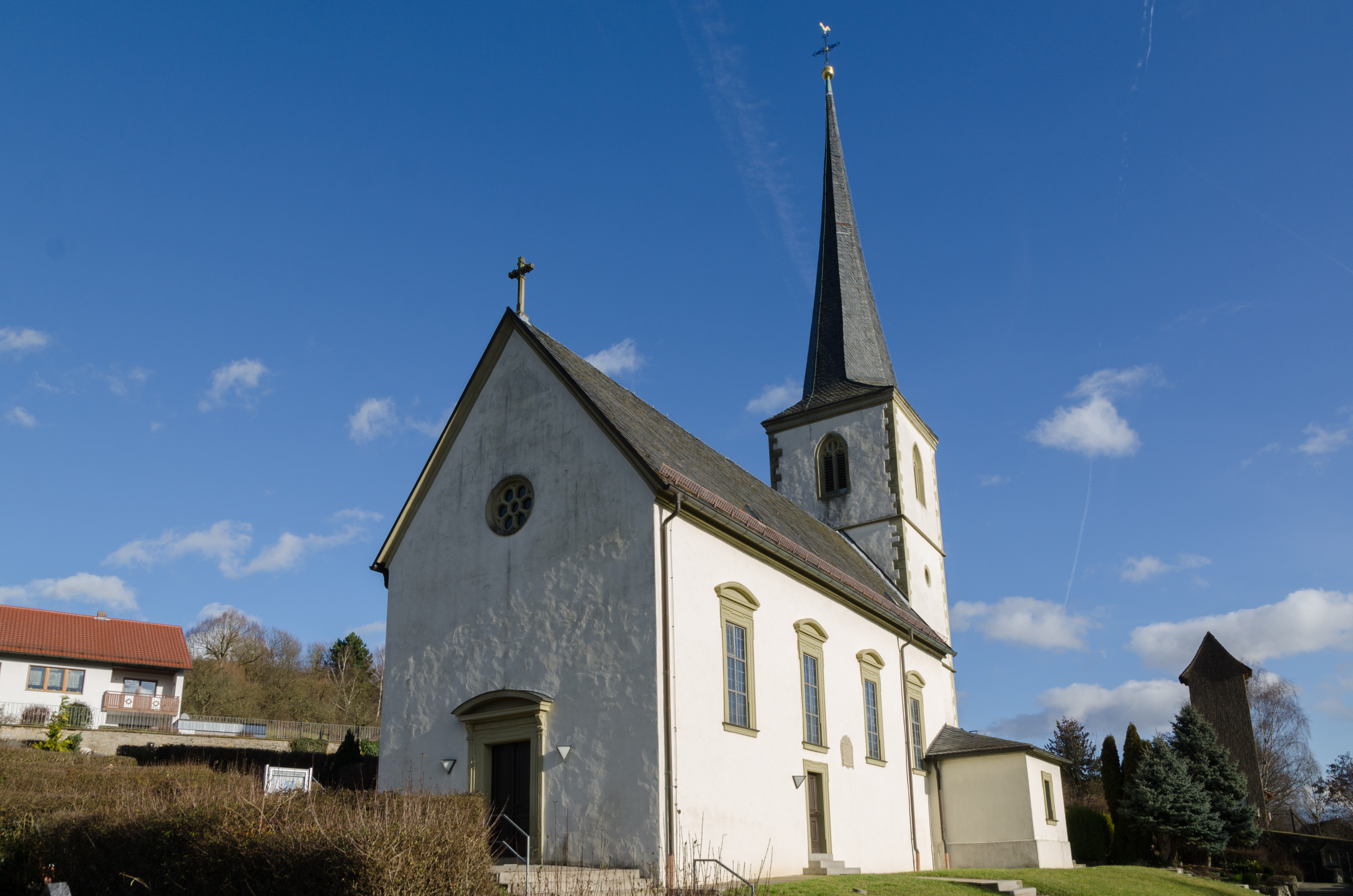
St. Margareta
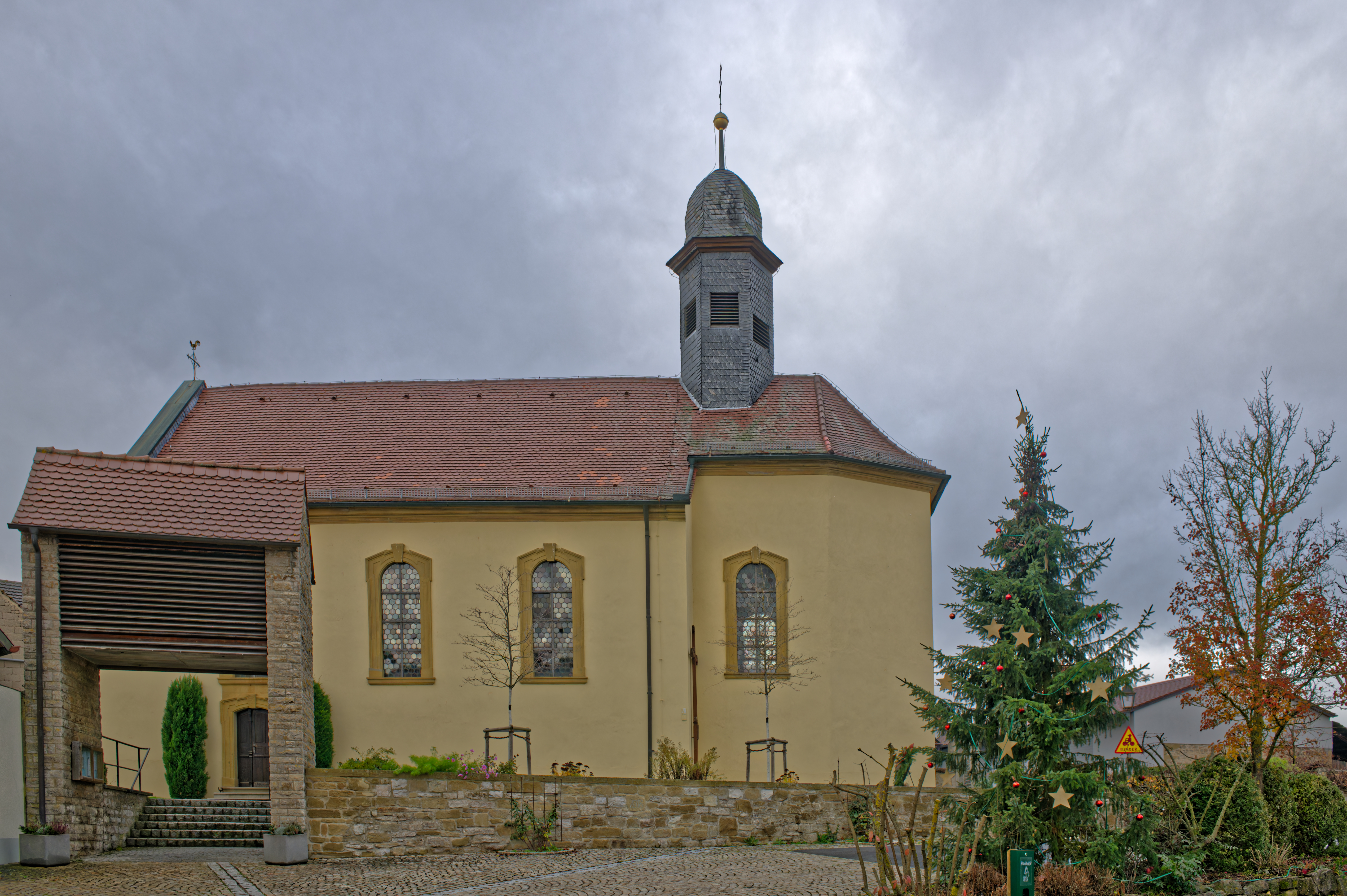
St. Jakobus d. Ä.
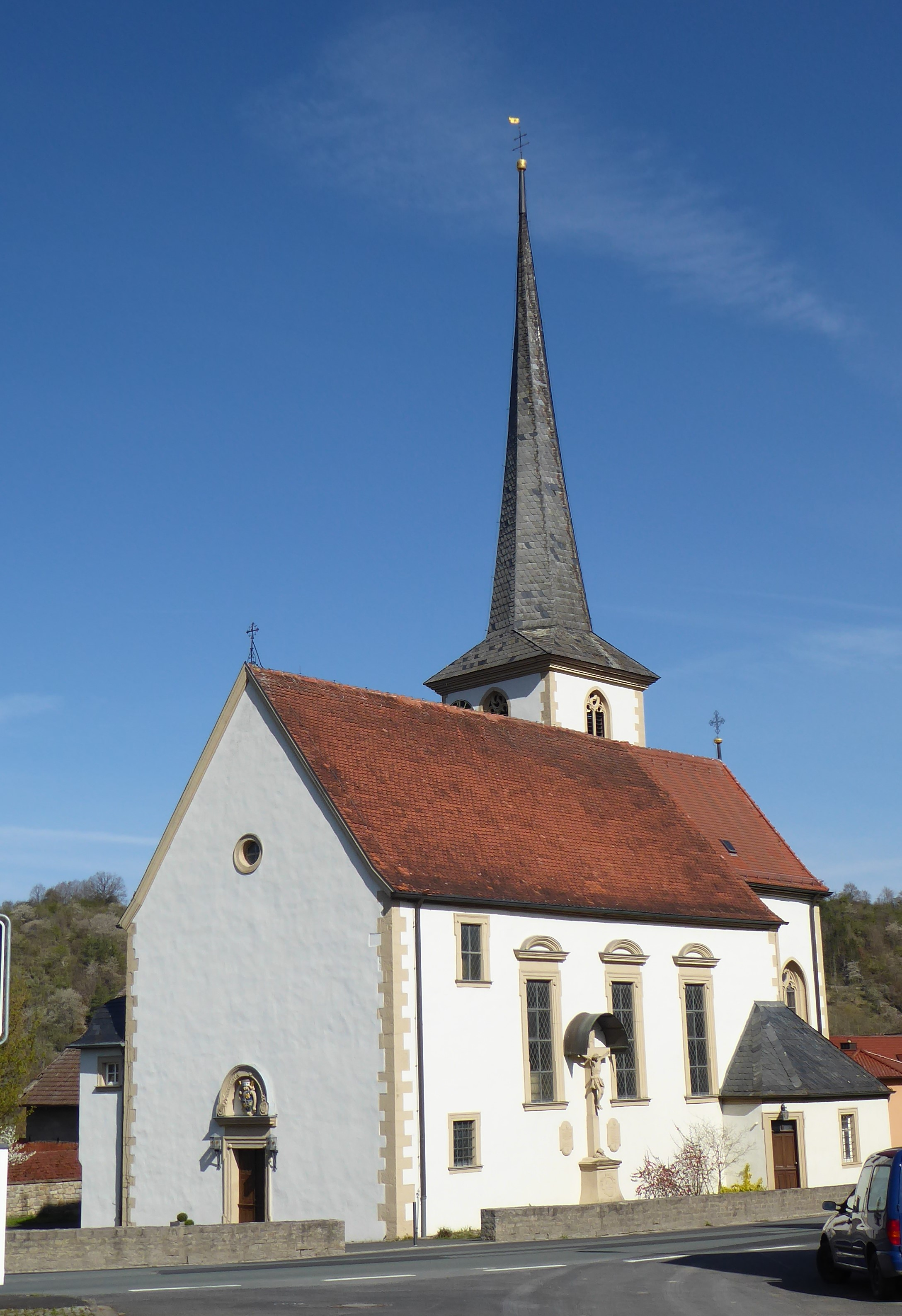
St. Laurentius u. St. Nikolaus
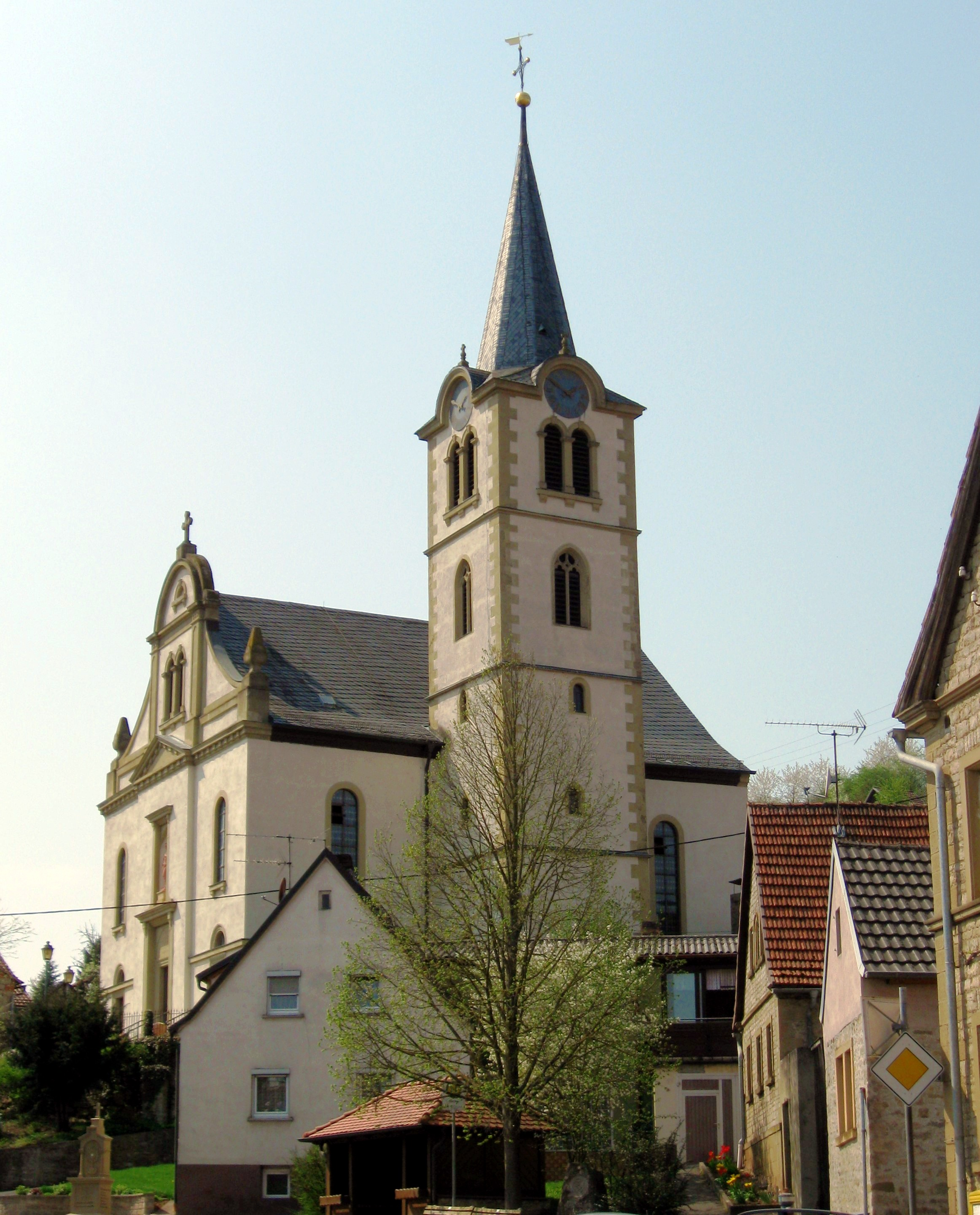
St. Sebastian
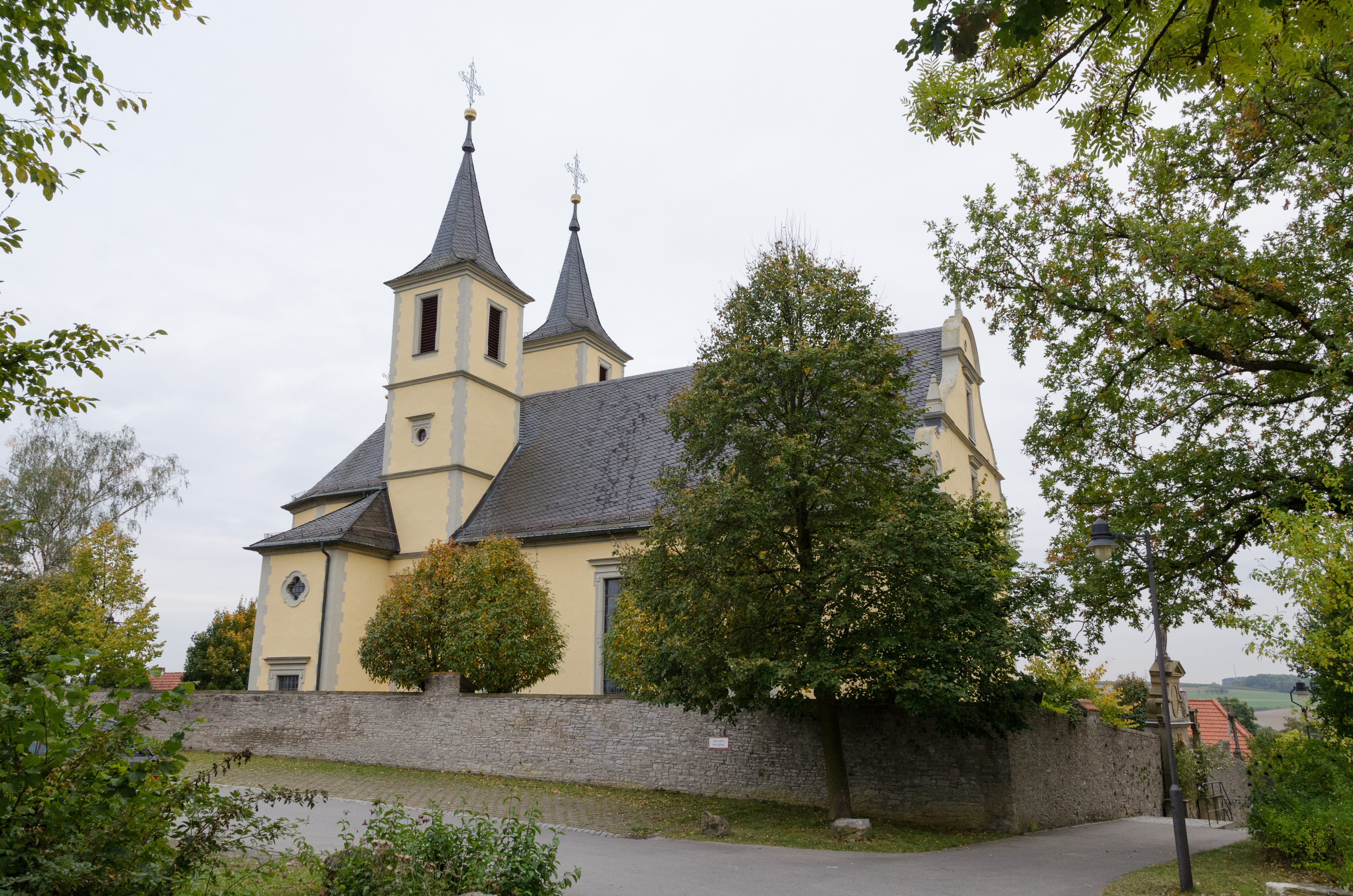
Mariä Heimsuchung u. St. Nikolaus
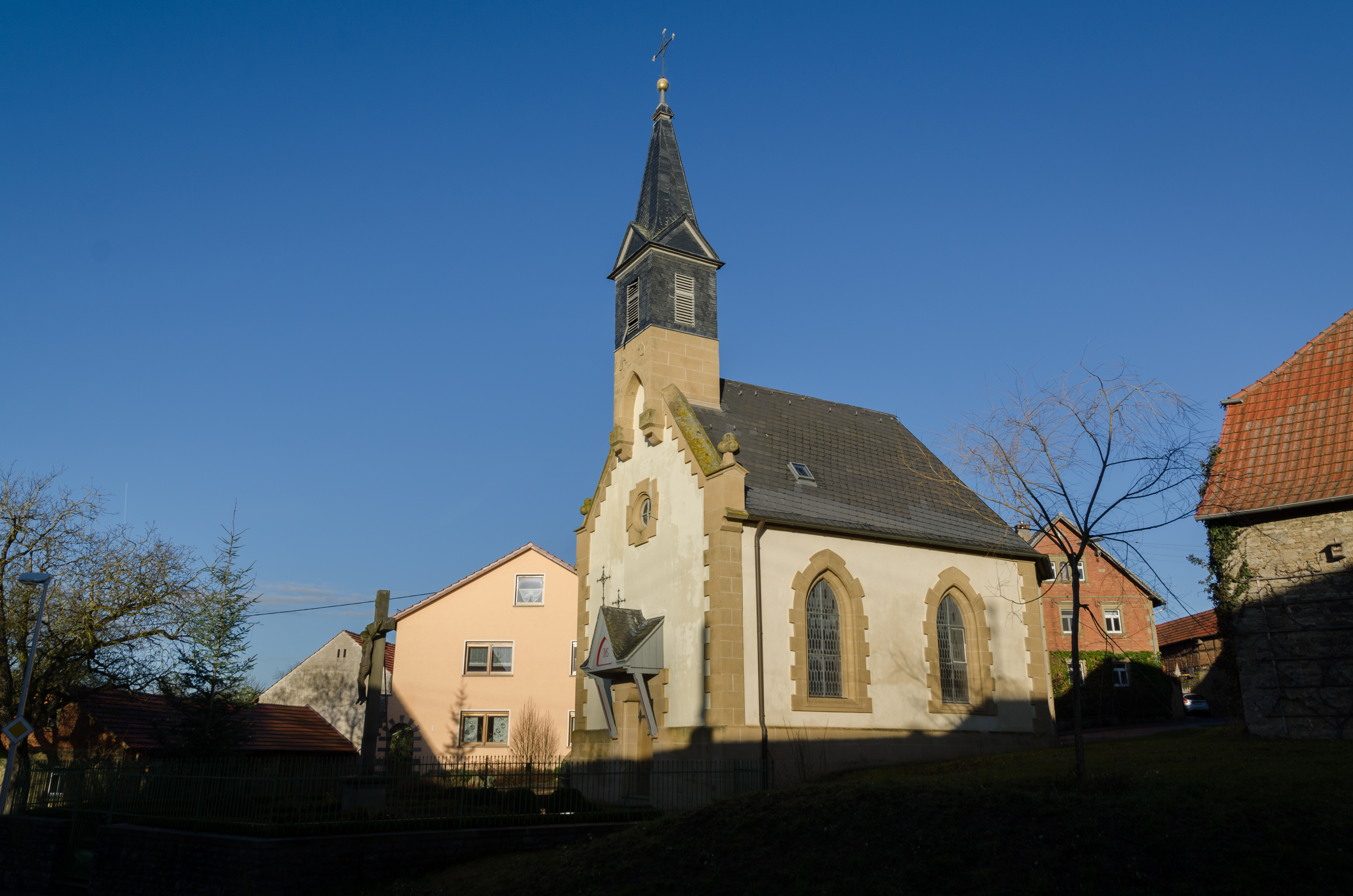
Heilige Familie
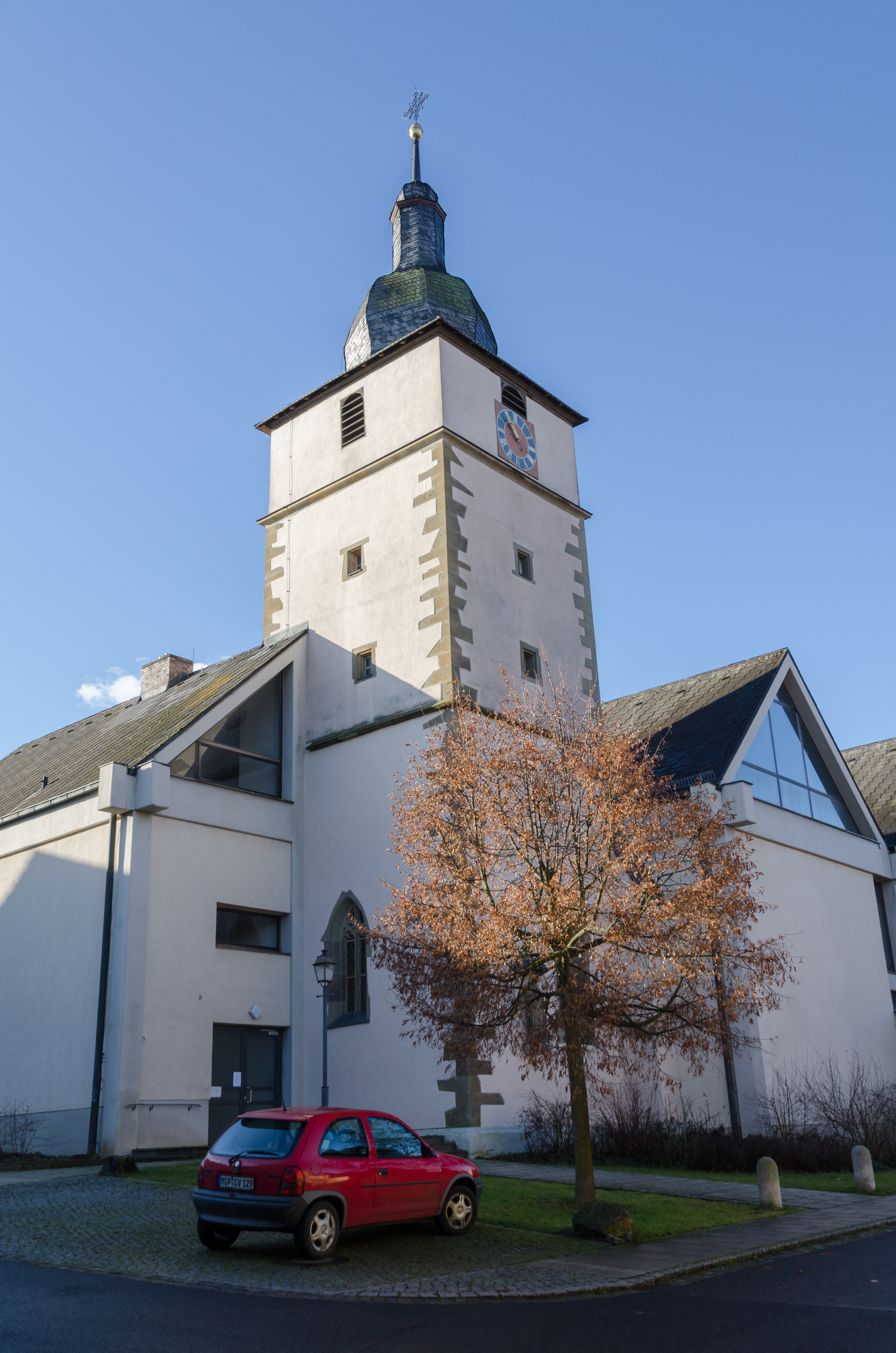
St. Laurentius
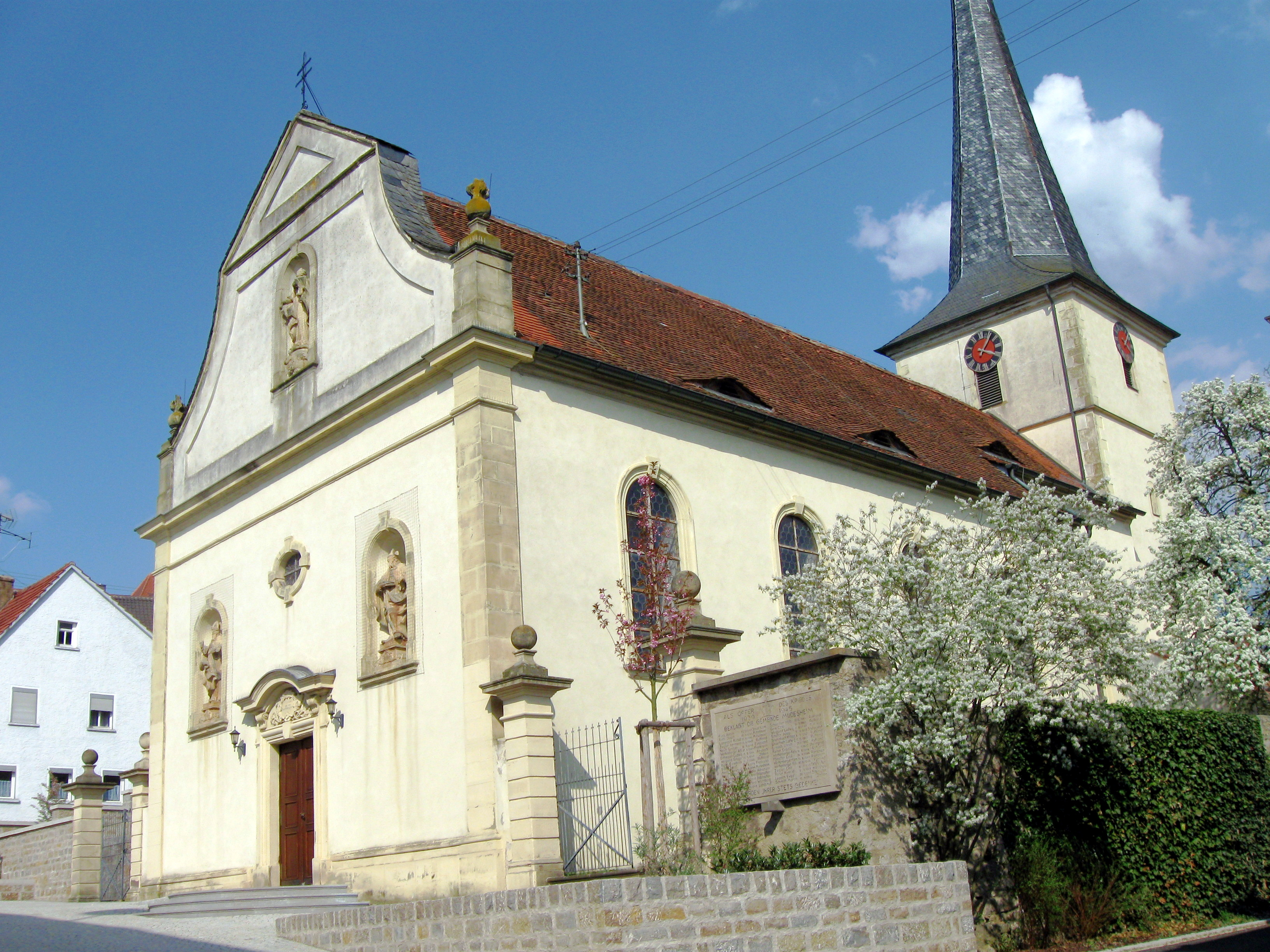
St. Markus und St. Ulrich
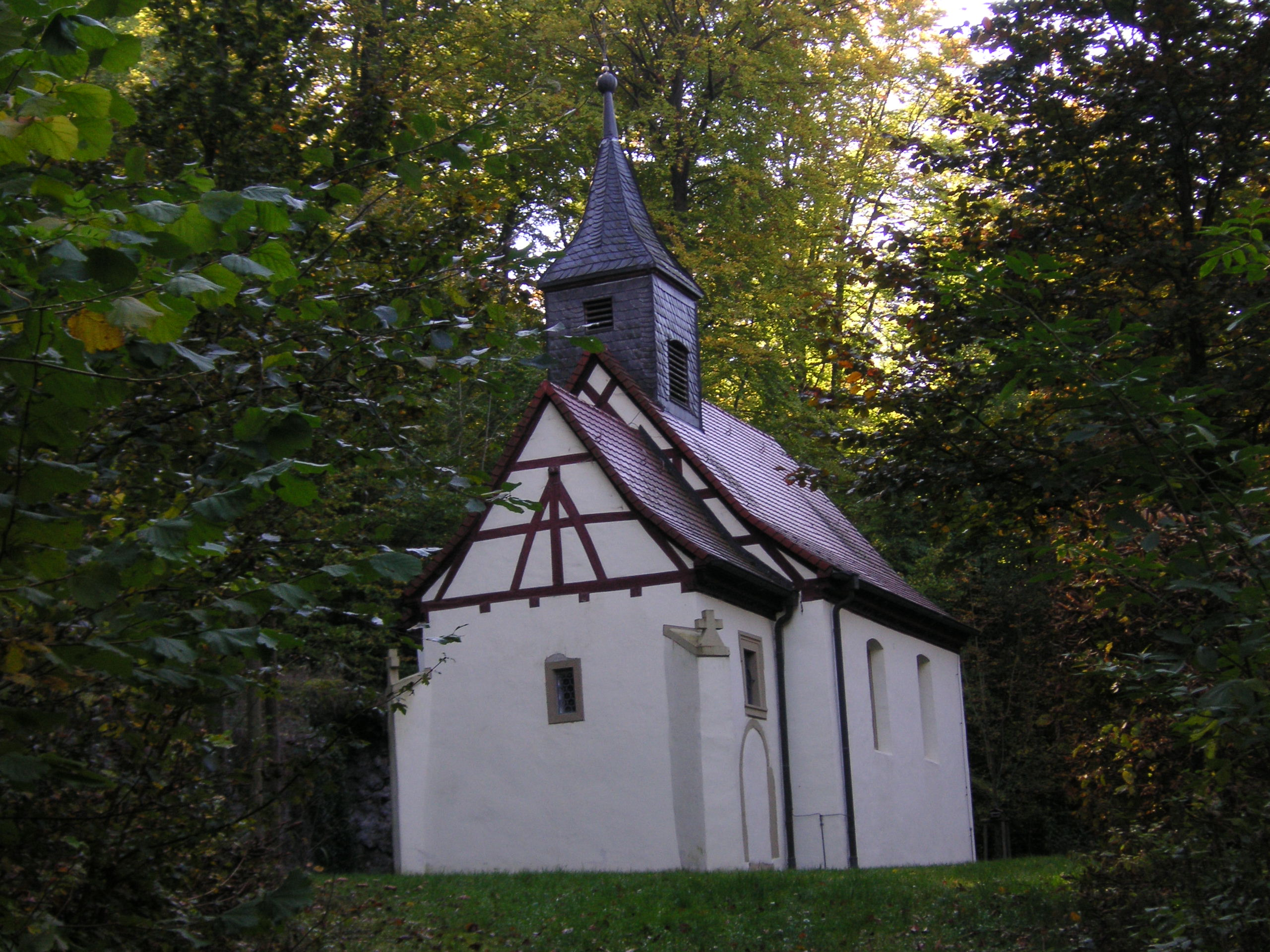
St. Radegundis
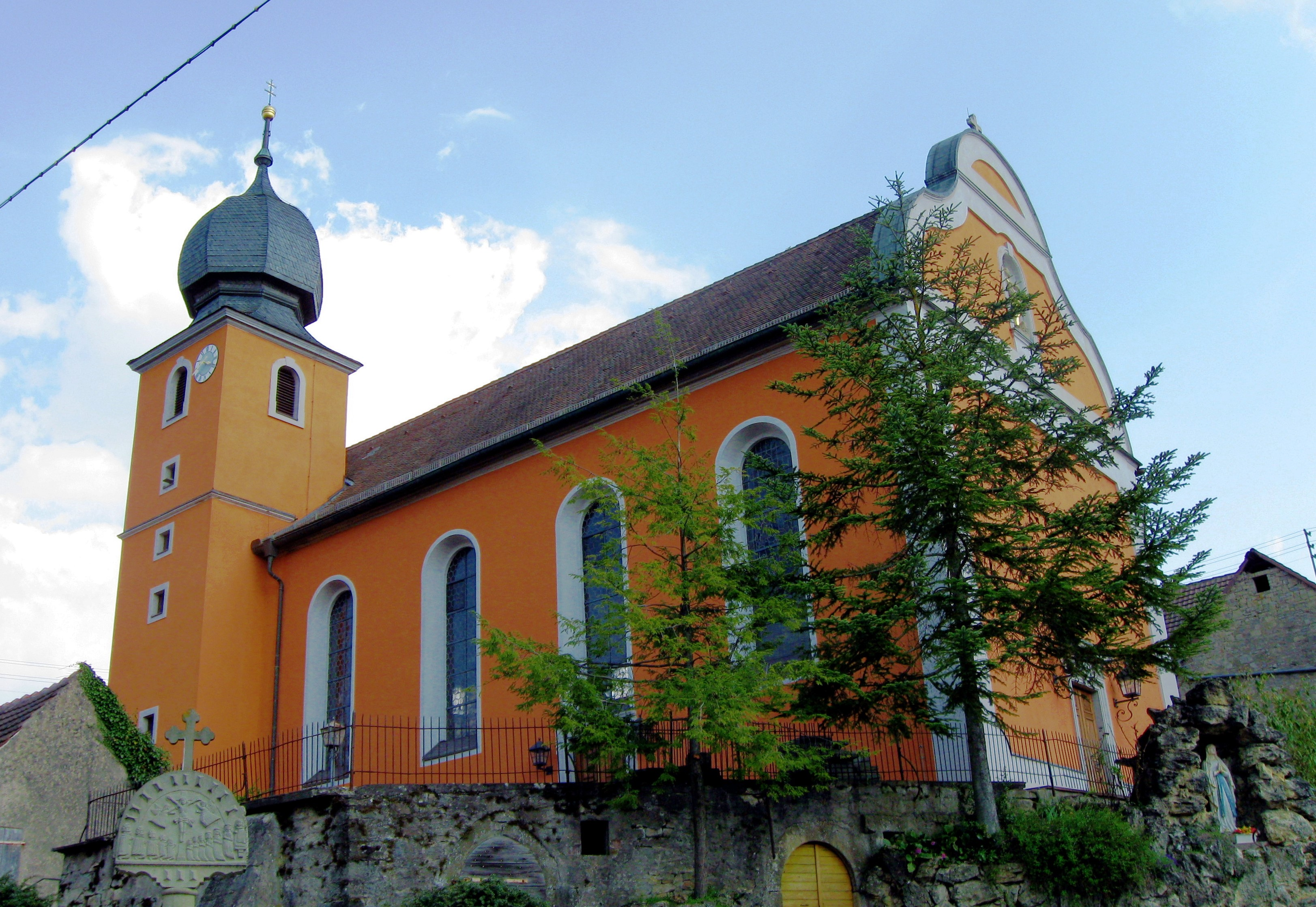
St. Johannes der Täufer
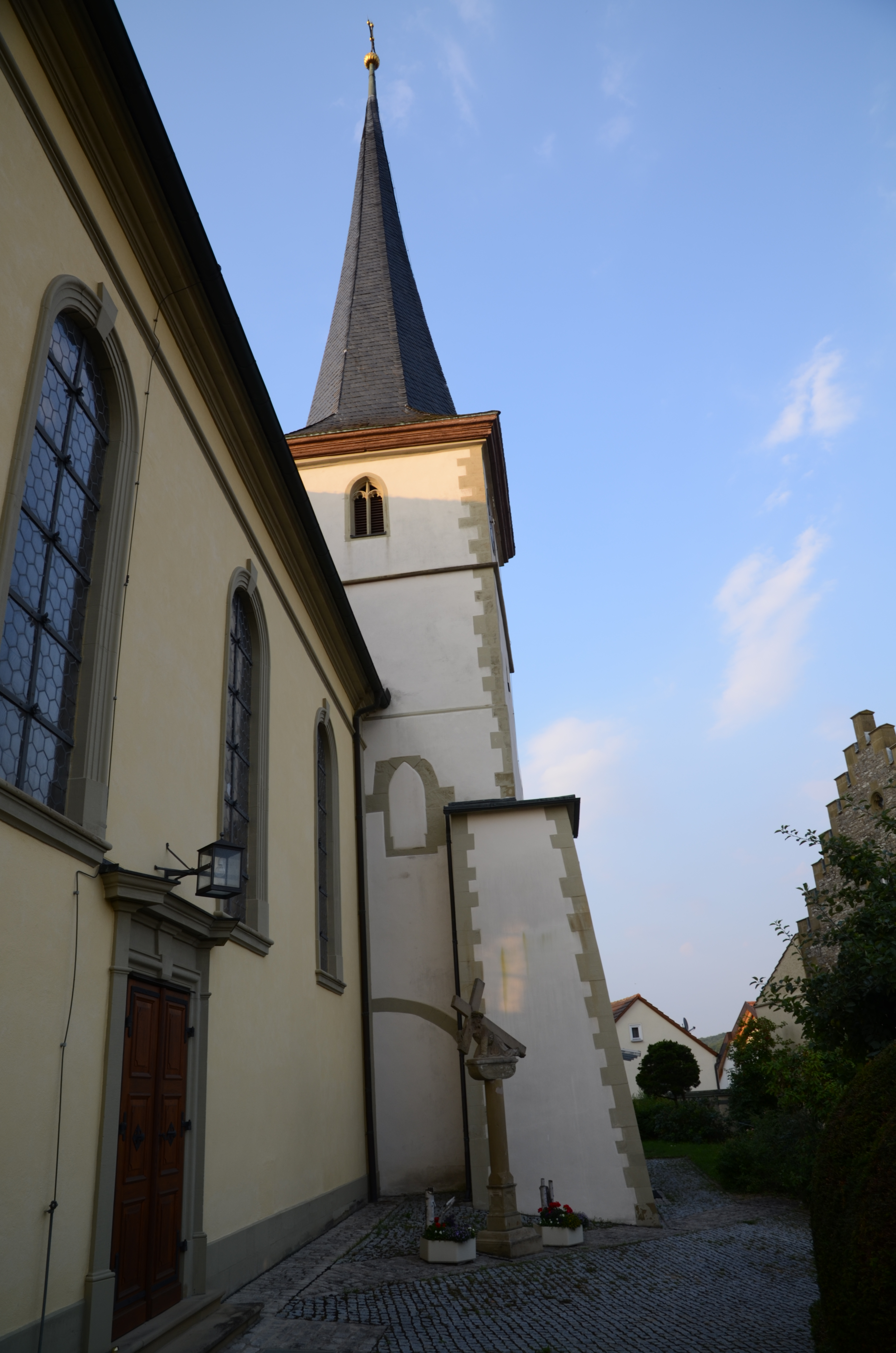
St. Michael

#### Untergliederung Karlstadt
- Pfarrei St. Bonifatius und St. Johannes vor der lateinischen Pforte Aschfeld, Maria-Hilf-Kapelle
- Pfarrei St. Nikolaus Bühler
  - Filiale St. Martin Münster, Vierzehn-Nothelfer-Kapelle
- Pfarrei St. Marcellinus und St. Petrus Eußenheim, Kapelle St. Veit
- Pfarrei St. Bartholomäus Gambach, Weinbergskapelle am Kalbenstein
- Pfarrei St. Michael Heßlar
- Pfarrei St. Andreas Hundsbach
  - Filiale St. Peter und Paul Obersfeld
- Pfarrei St. Johannes der Täufer Karlburg
- Pfarrei St. Andreas Karlstadt, Spitalkirche
- Pfarrei Zur Heiligen Familie Karlstadt, Flurkapelle Heilig Grab am Kalvarienberg
- Pfarrei St. Ägidius Laudenbach
- Pfarrei Vierzehn Nothelfer Mühlbach
- Pfarrei St. Valentin, St. Simon und St. Judas Thaddäus Rohrbach, Flurkapelle Heiligkreuz
- Pfarrei Mariä Himmelfahrt Stadelhofen
- Pfarrei St. Alban Stetten
  - Filiale St. Ottilia Schönarts
  - Filiale St. Kilian Thüngen
- Pfarrei Mariä Himmelfahrt Wiesenfeld, Dorfkirche Zur Heiligen Familie (St. Wendelin) Erlenbach
  - Filiale St. Antonius von Padua Harrbach

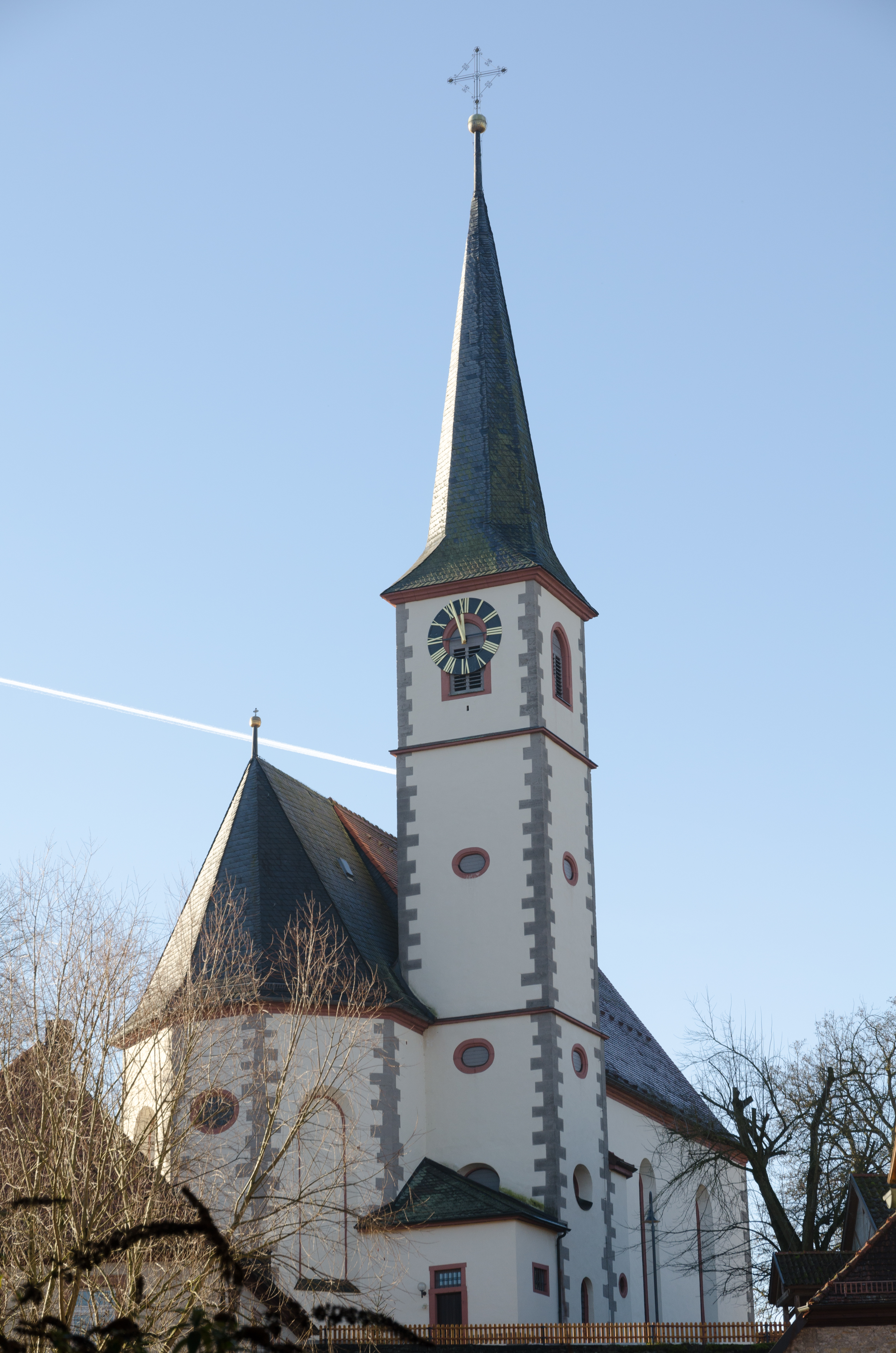
St. Bonifatius und St. Johannes
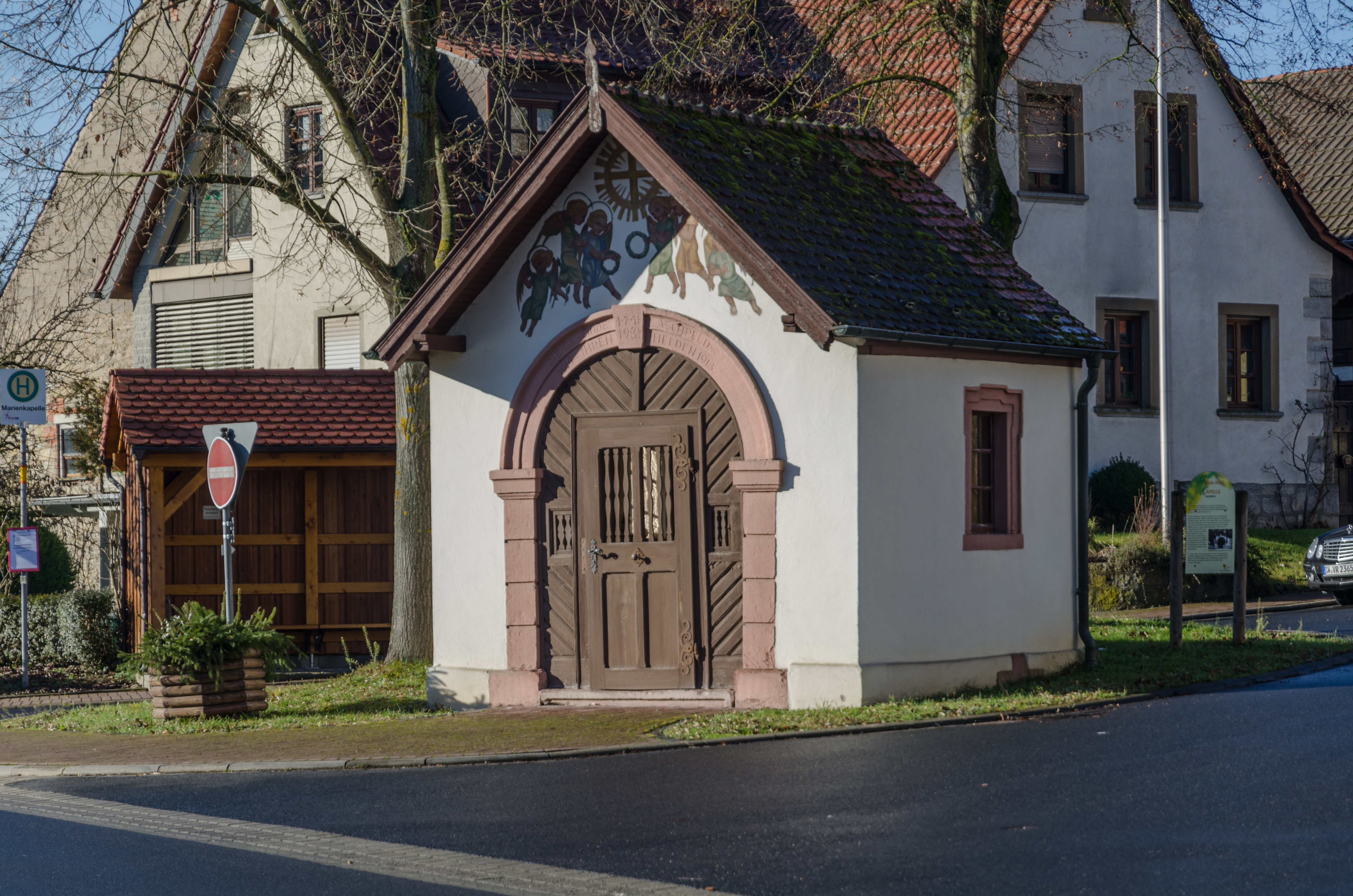
Maria-Hilf-Kapelle
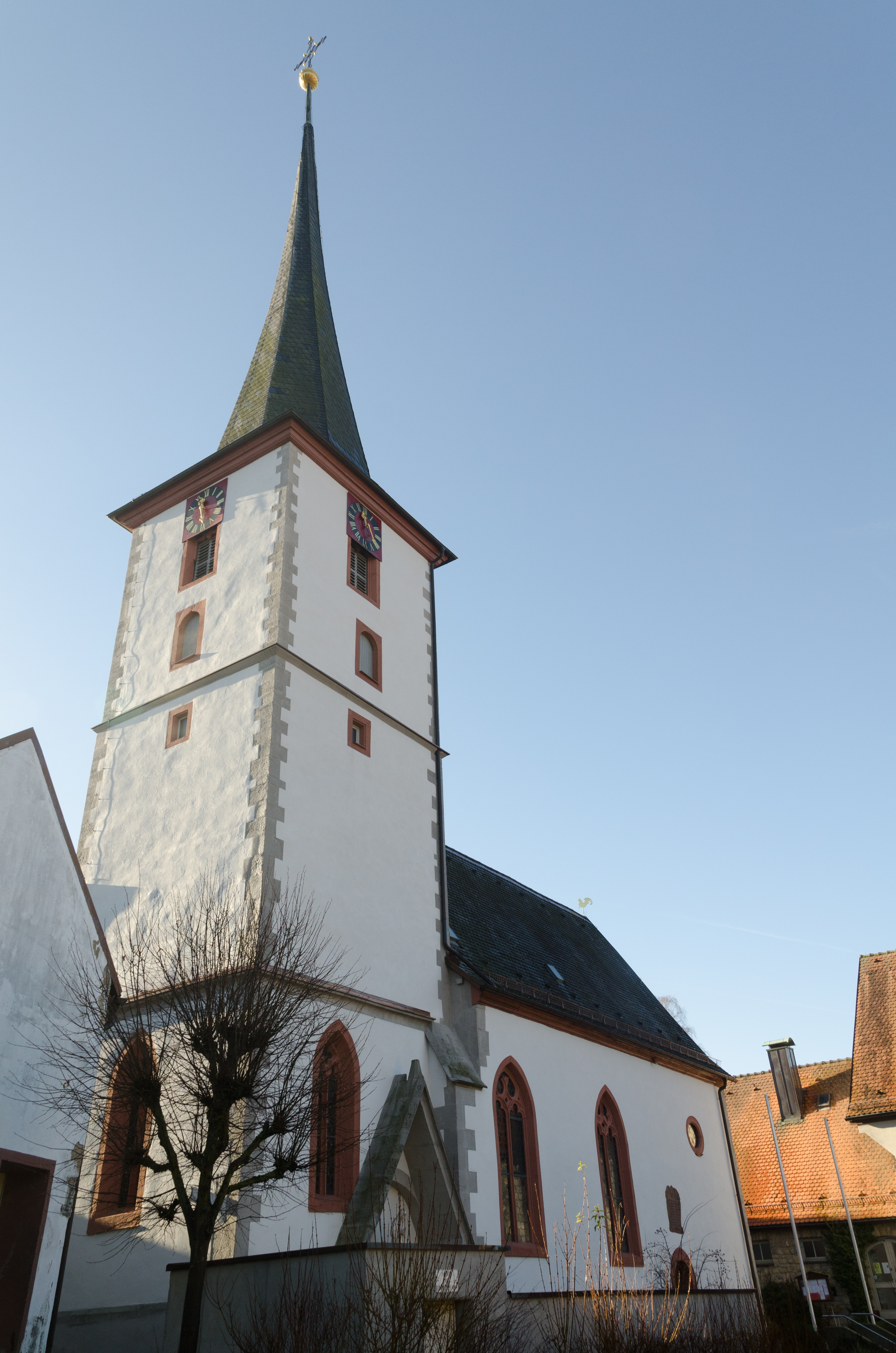
St. Nikolaus
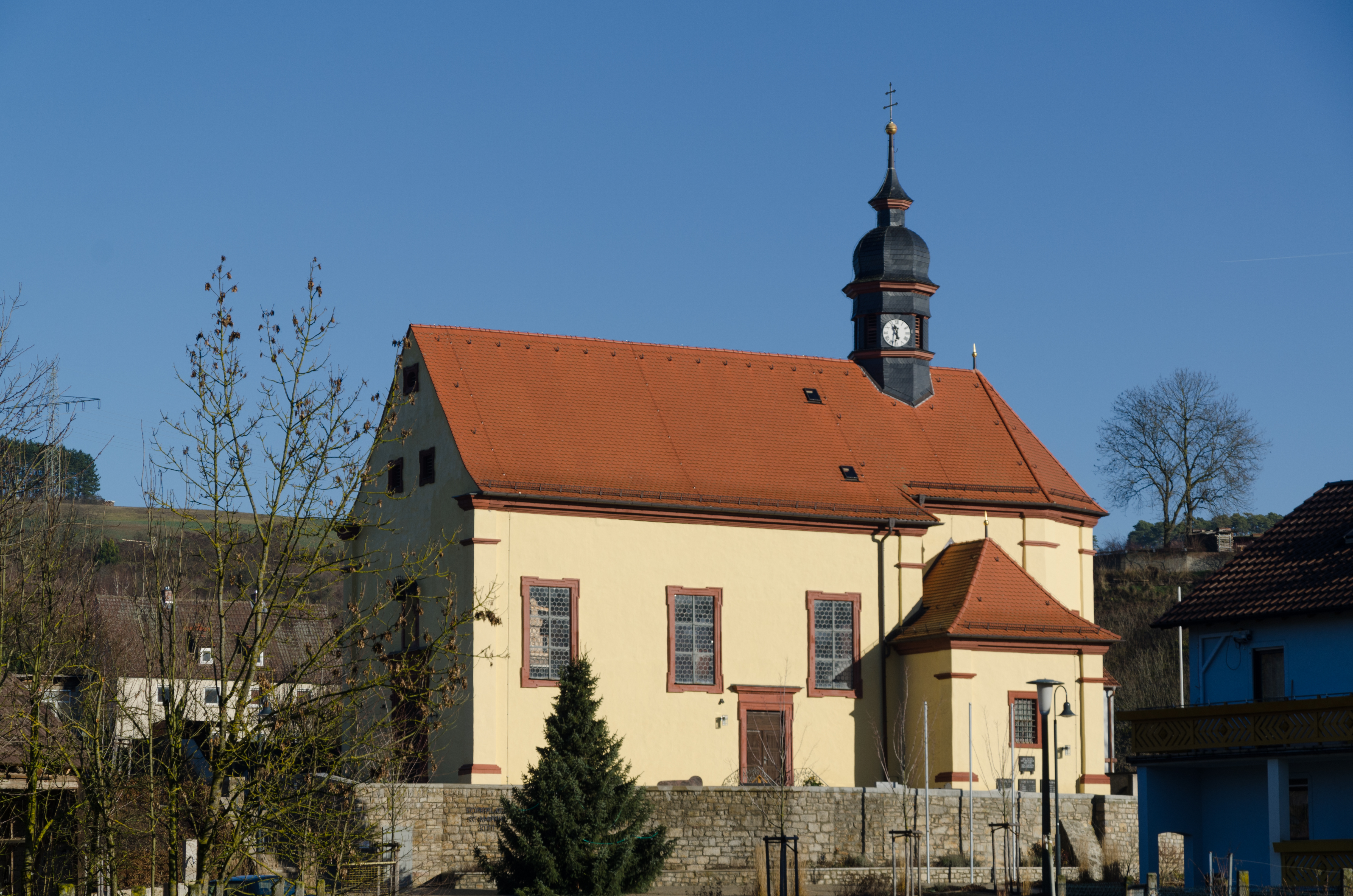
St. Martin
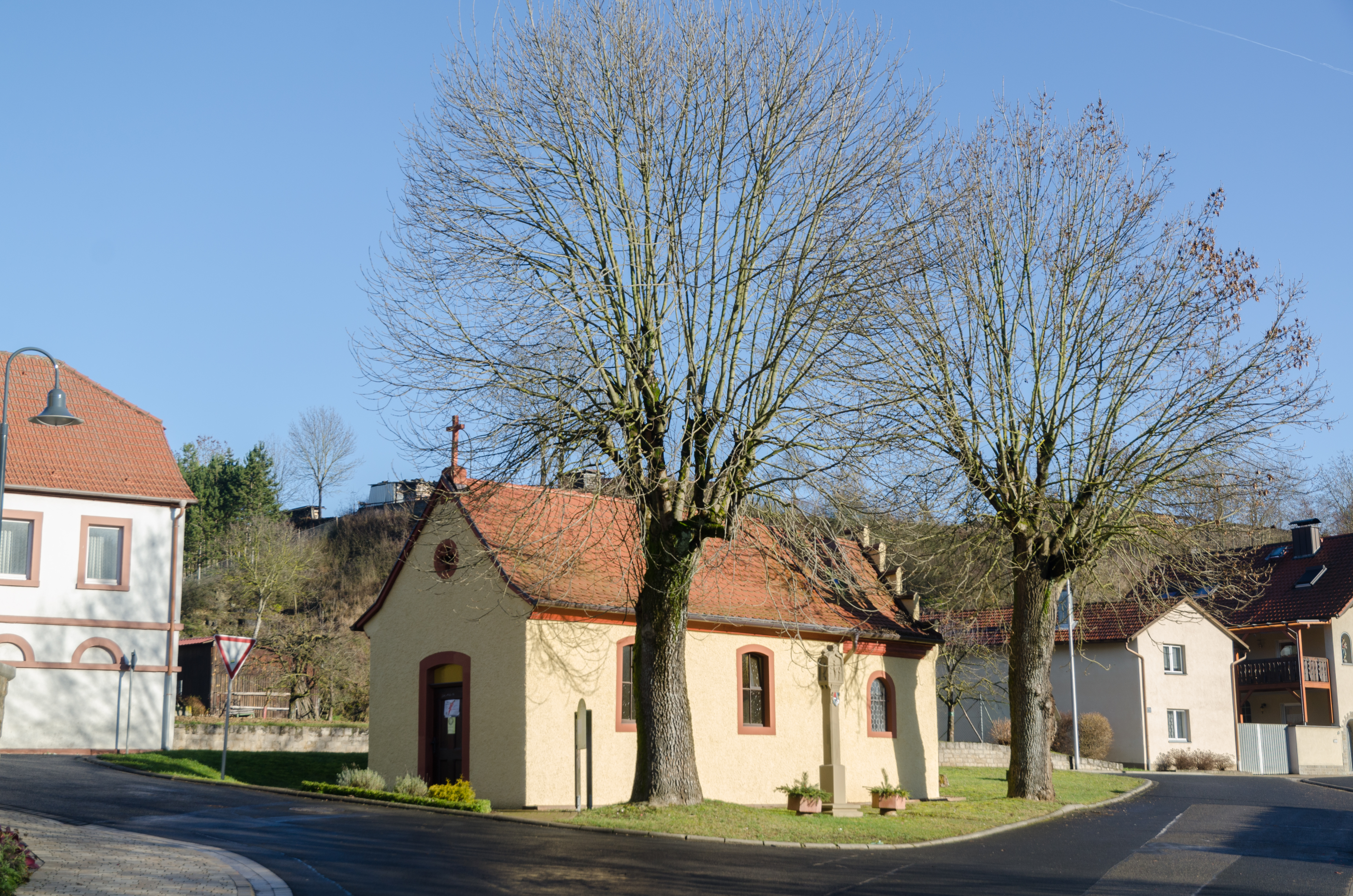
Vierzehn-Nothelfer-Kapelle
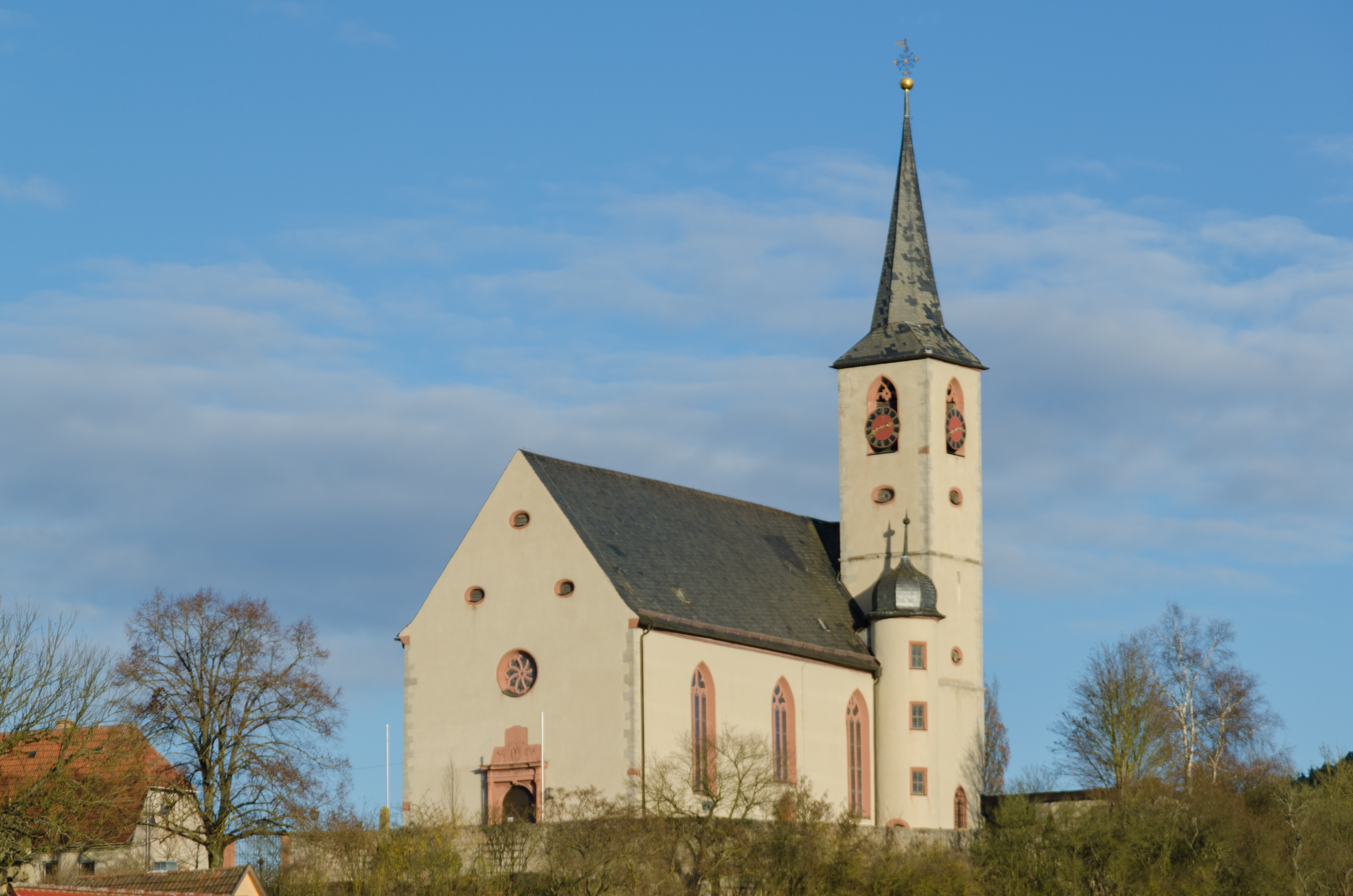
St. Marcellinus und St. Petrus
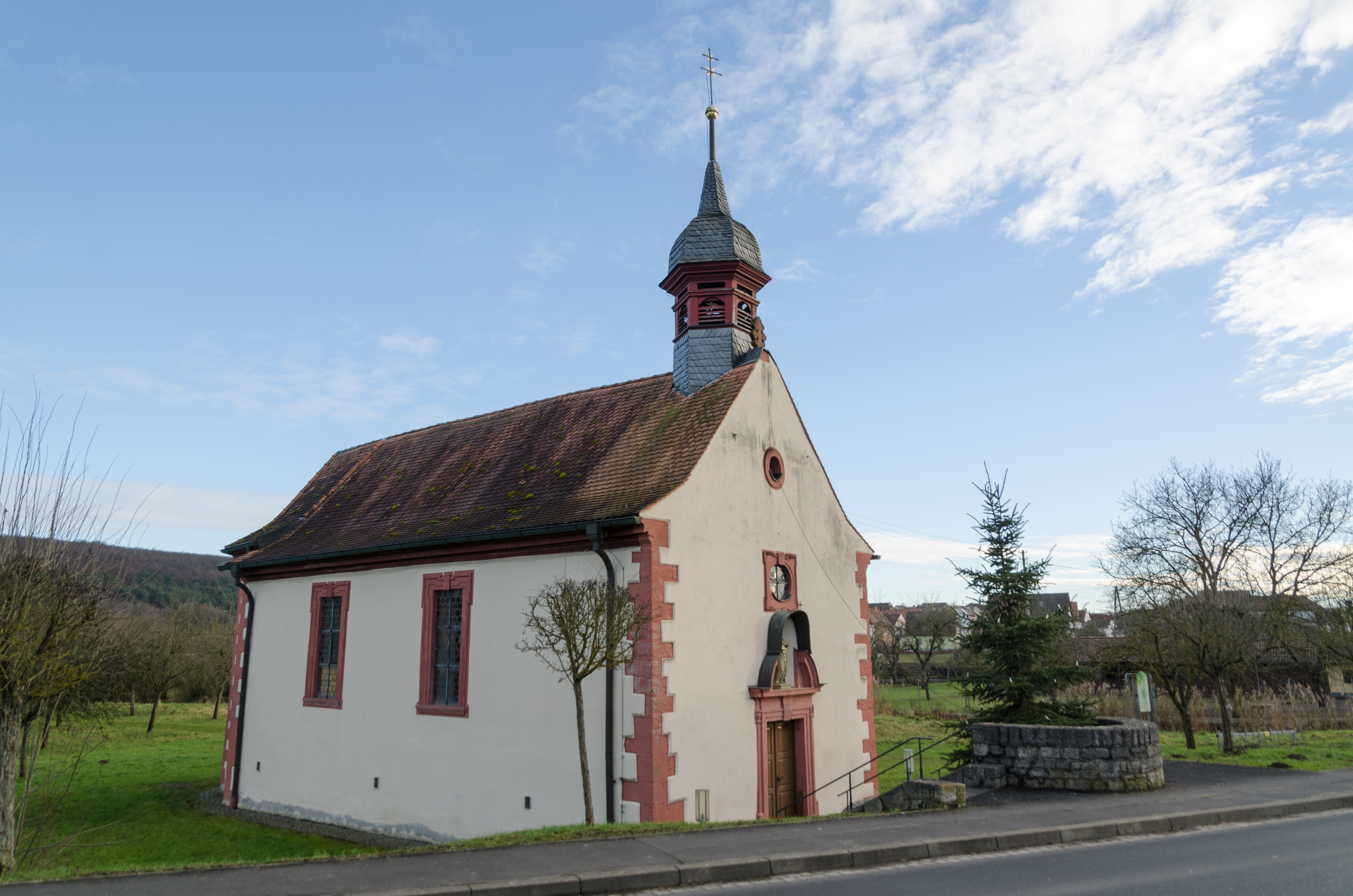
Kapelle St. Veit
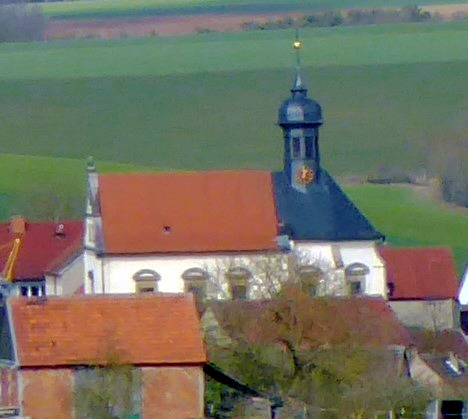
St. Michael
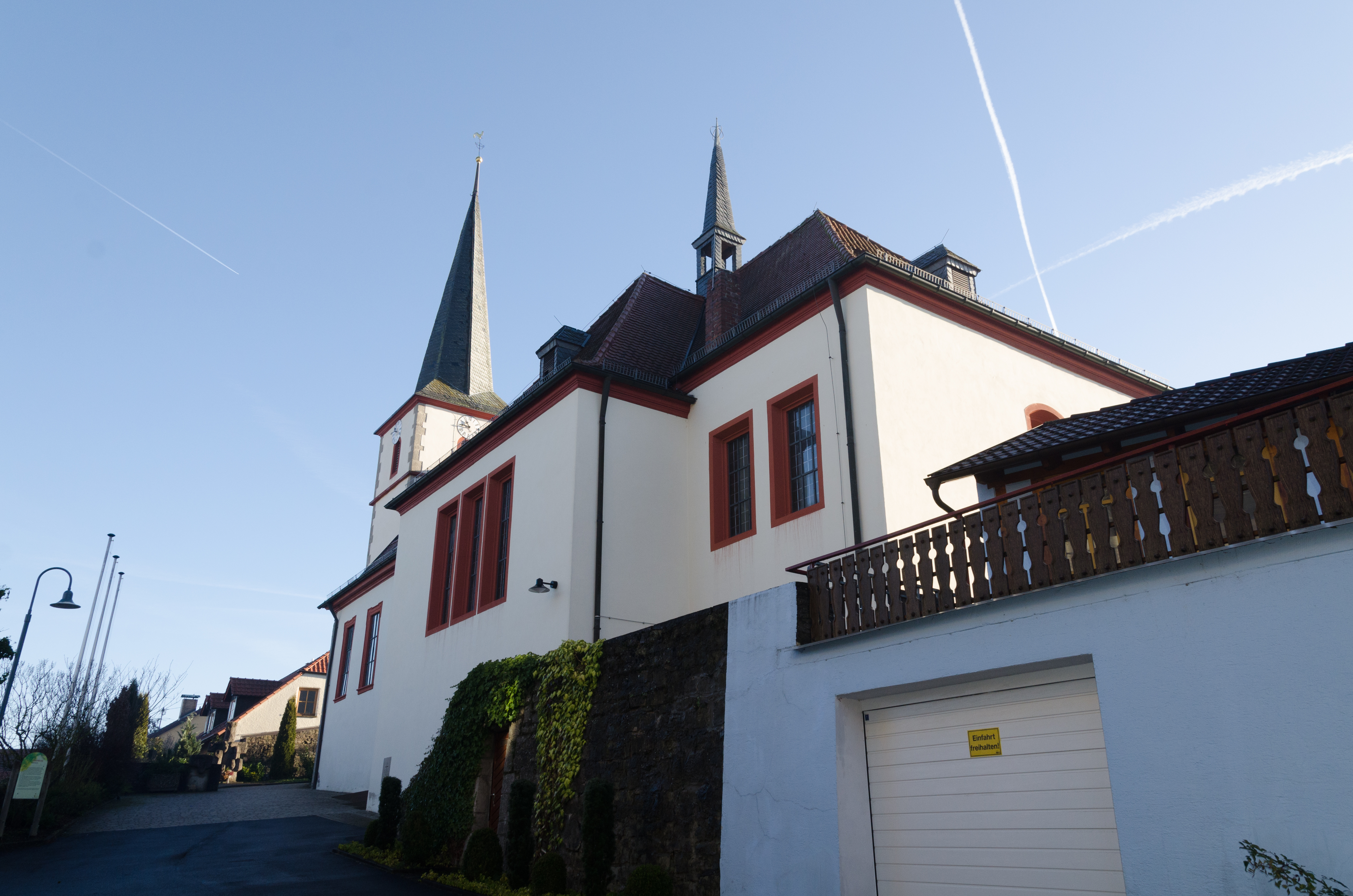
St. Andreas (Hundsbach)
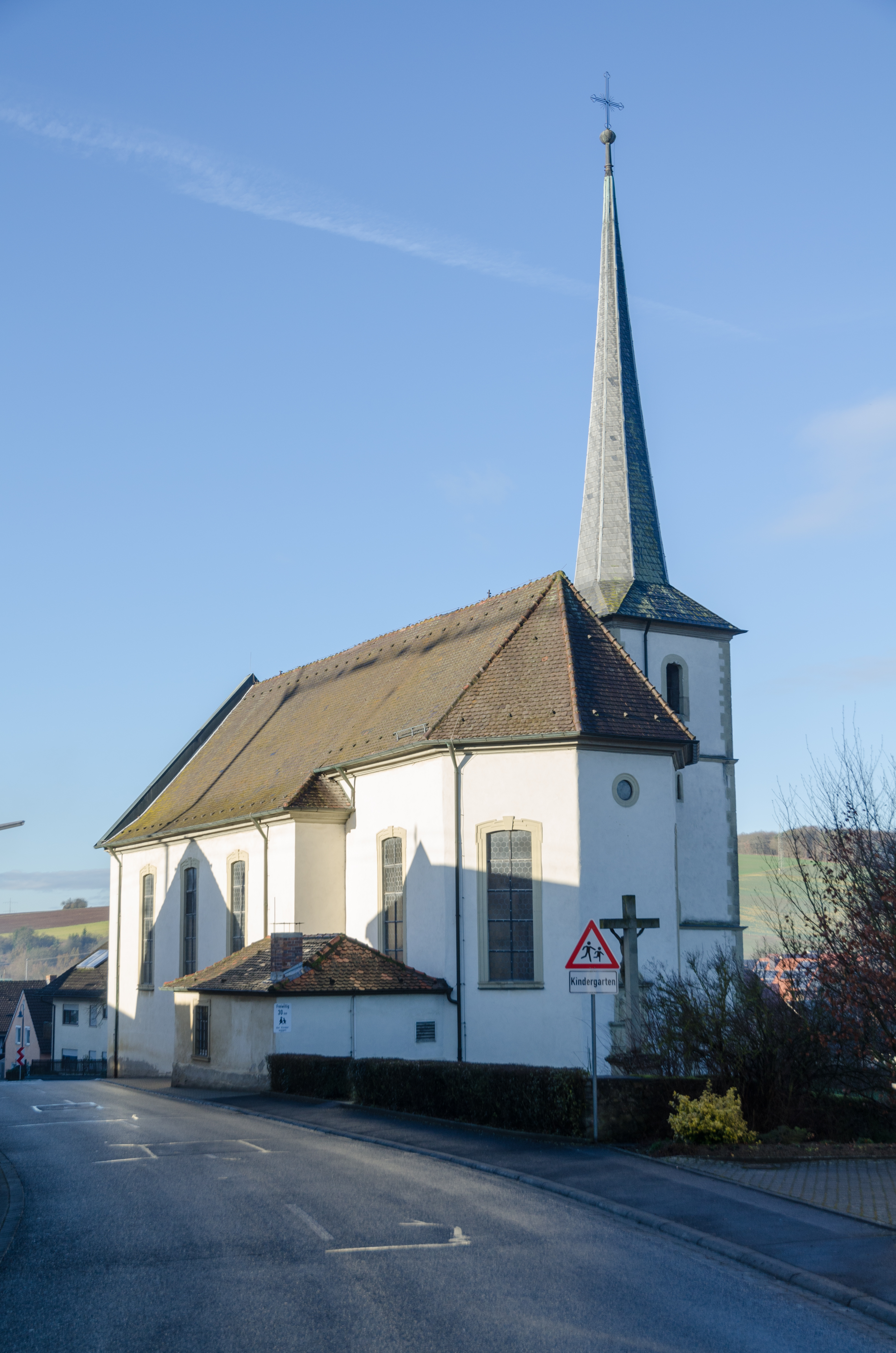
St. Peter und Paul
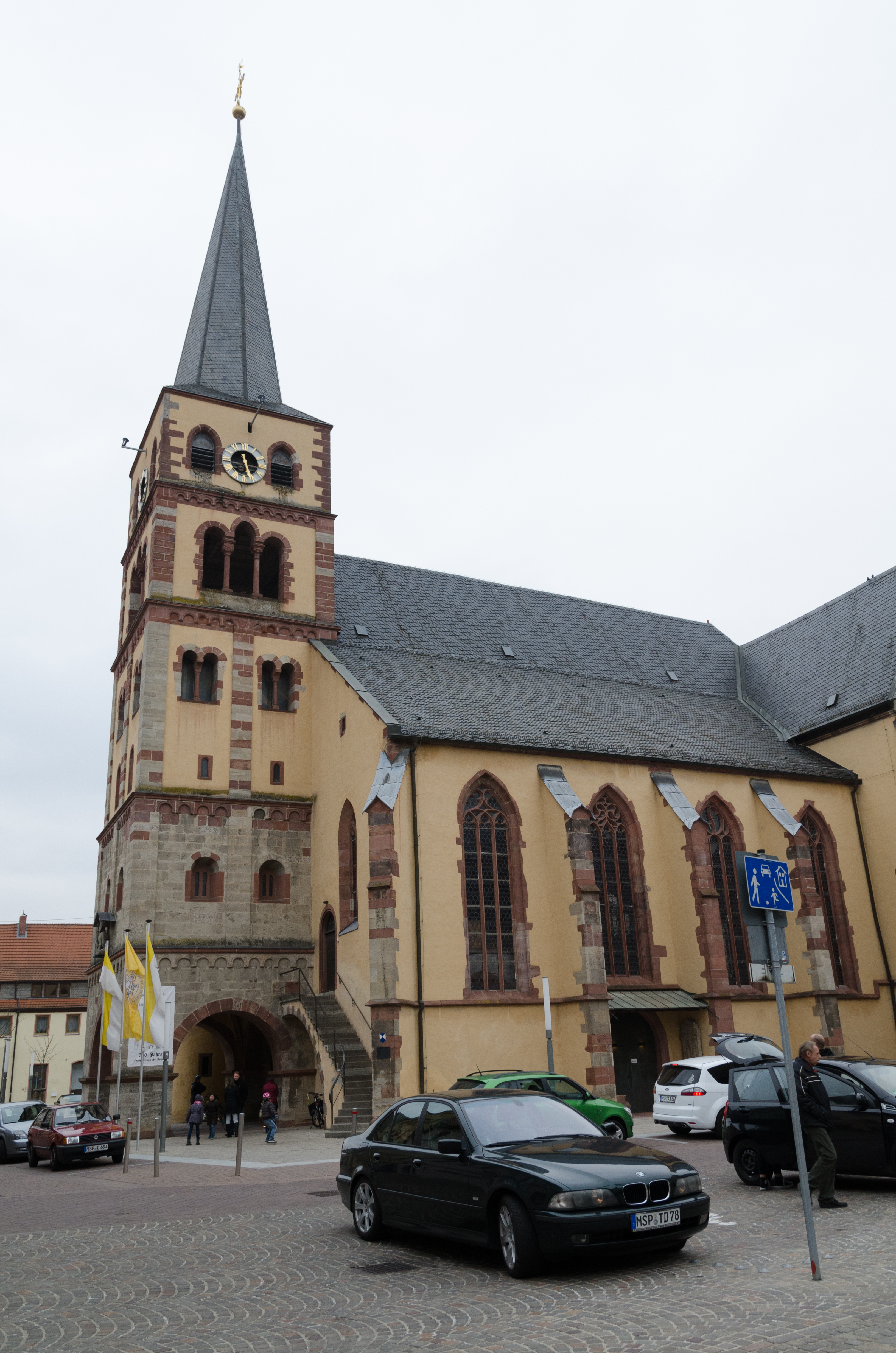
St. Andreas (Karlstadt)
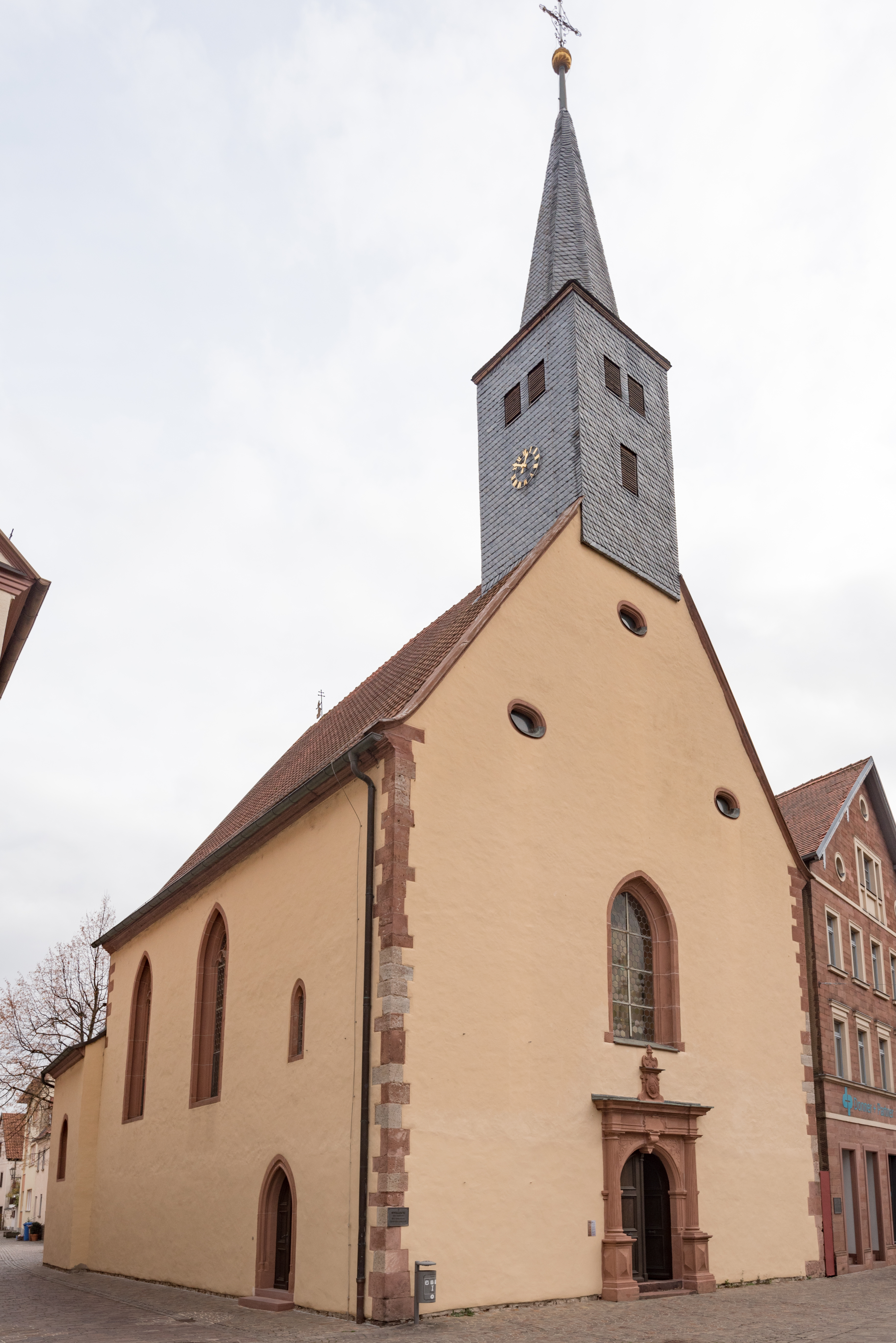
Spitalkrche
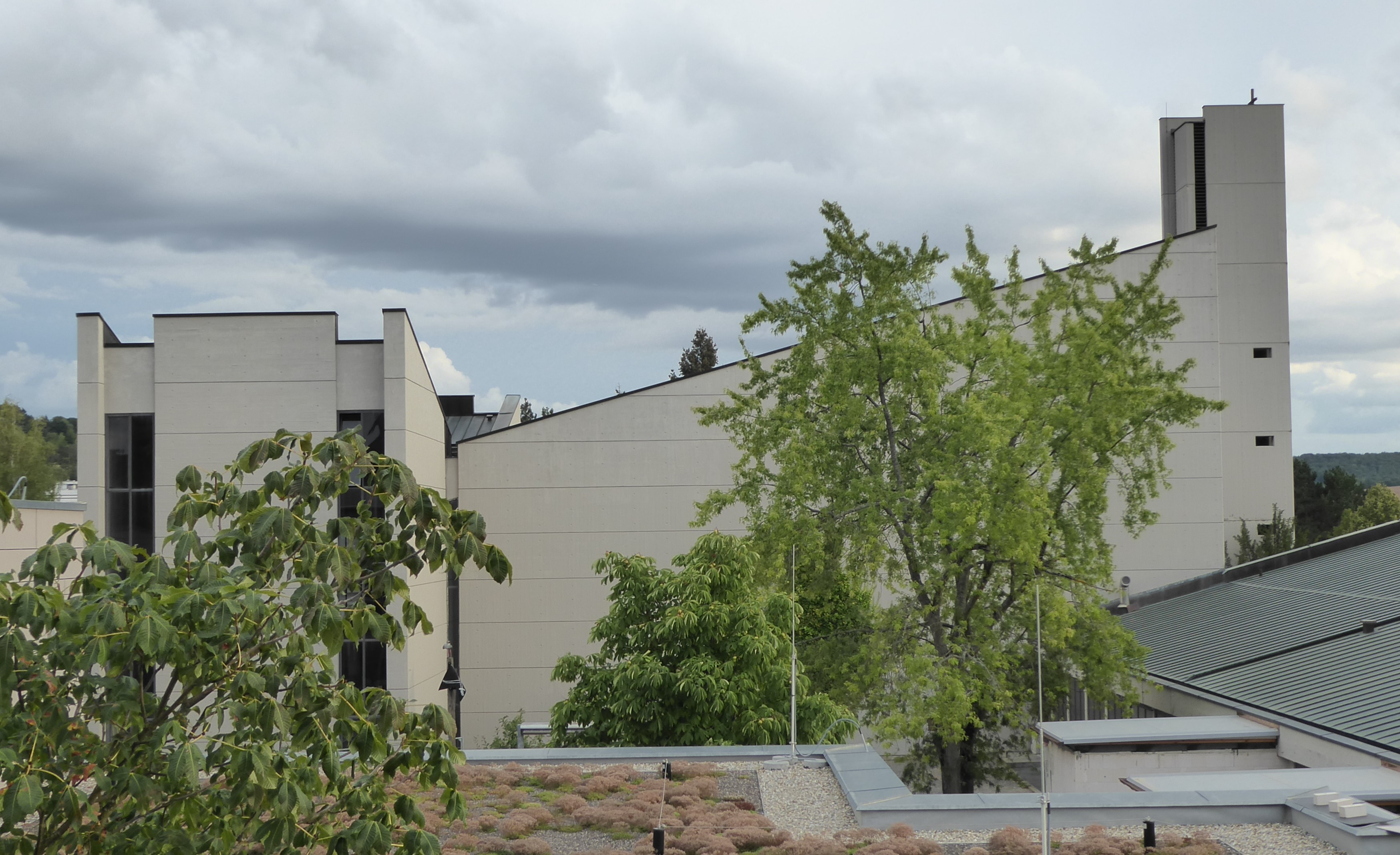
Zur Heiligen Familie
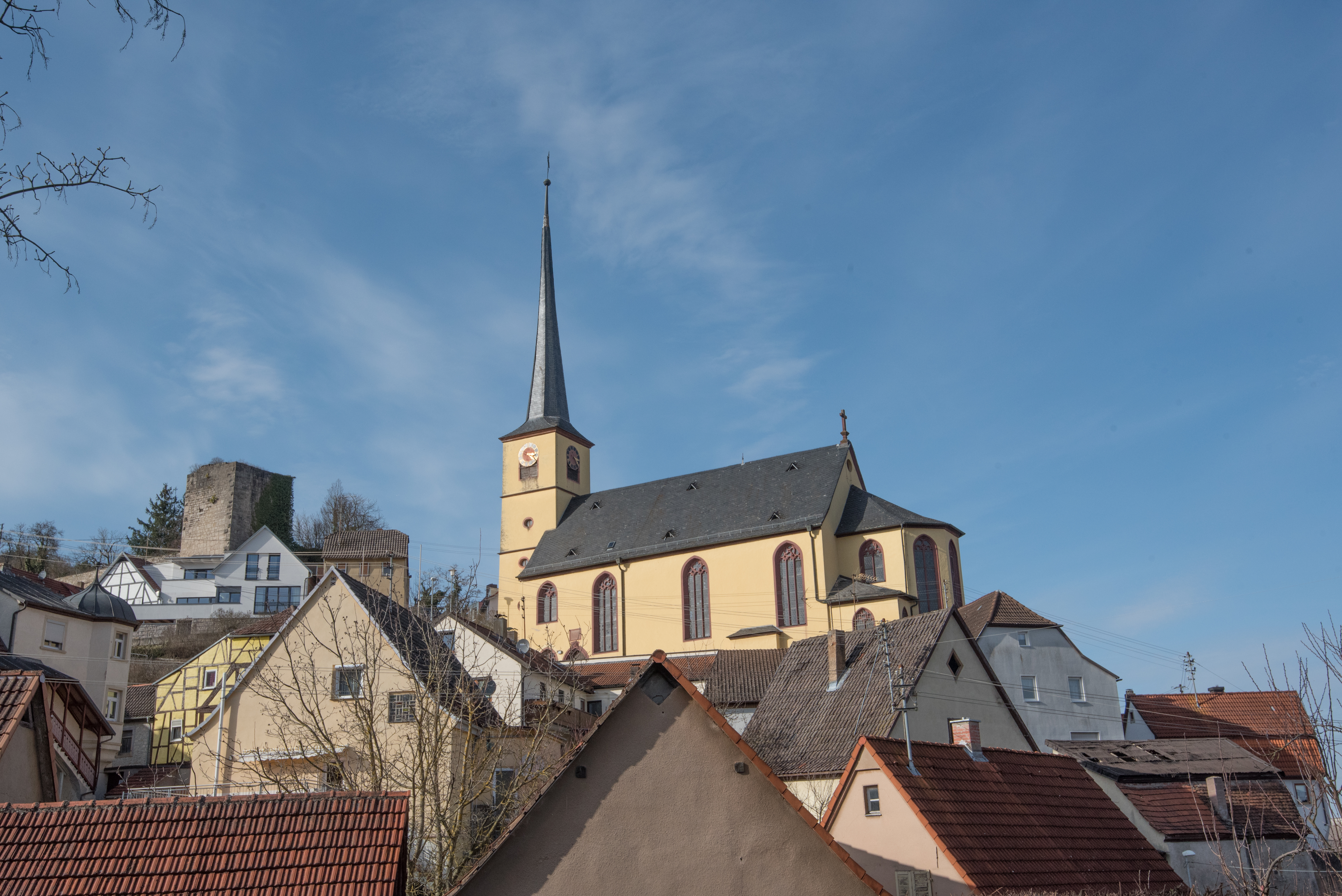
St. Ägidius
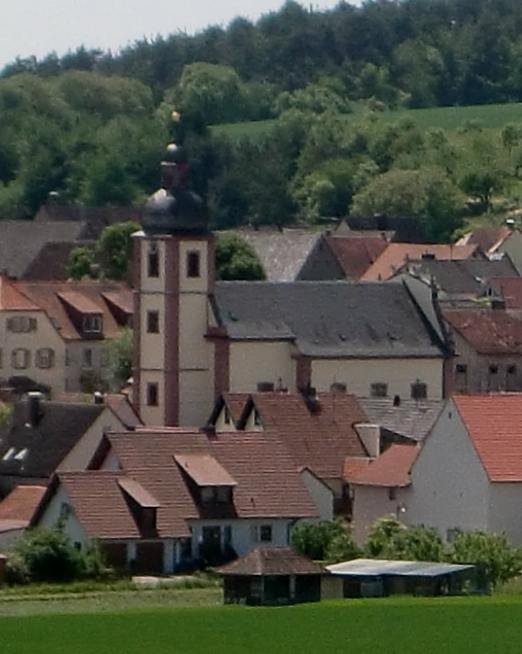
St. Valentin u. a.
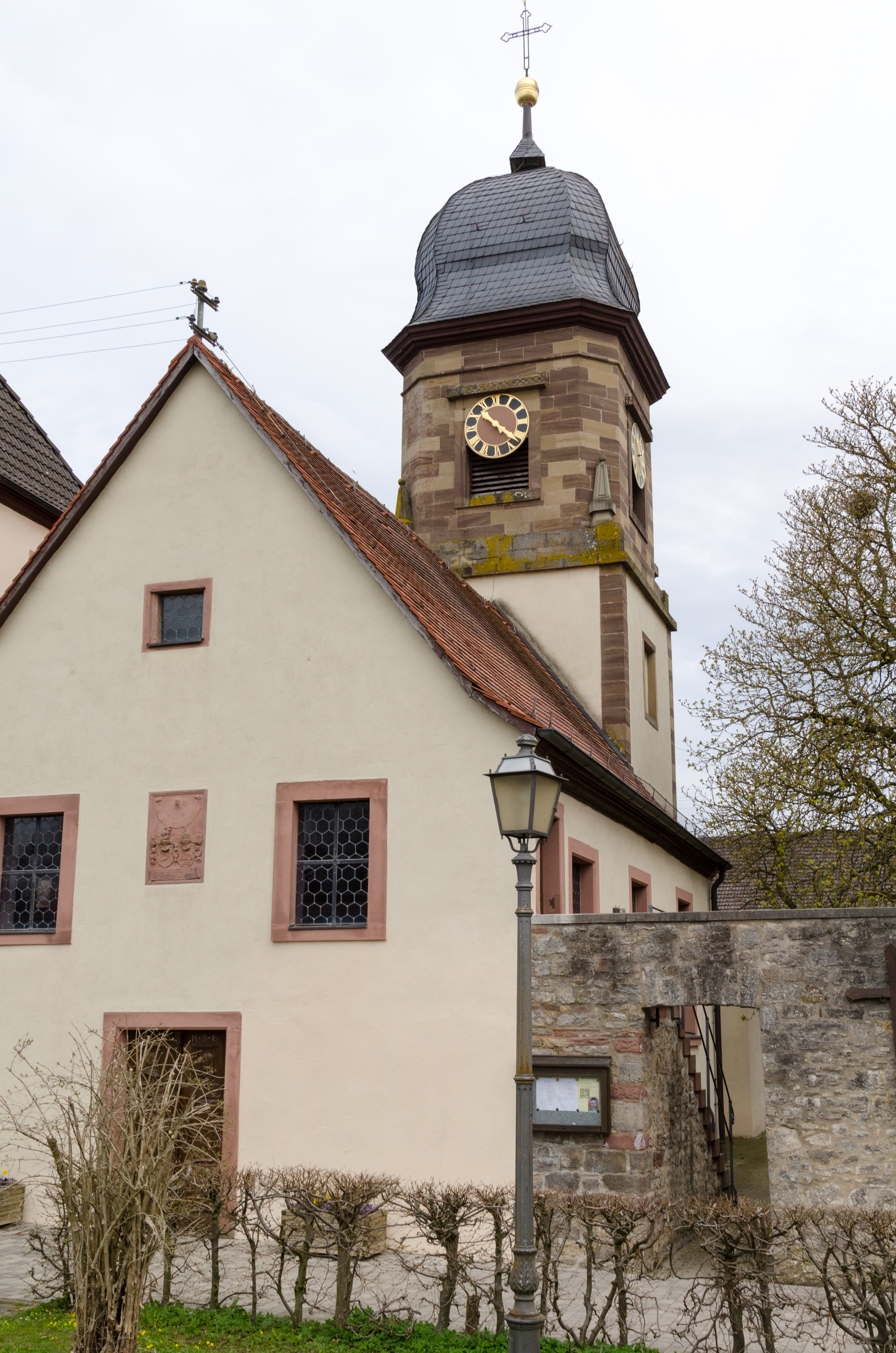
Mariä Himmelfahrt (Stadelhofen)
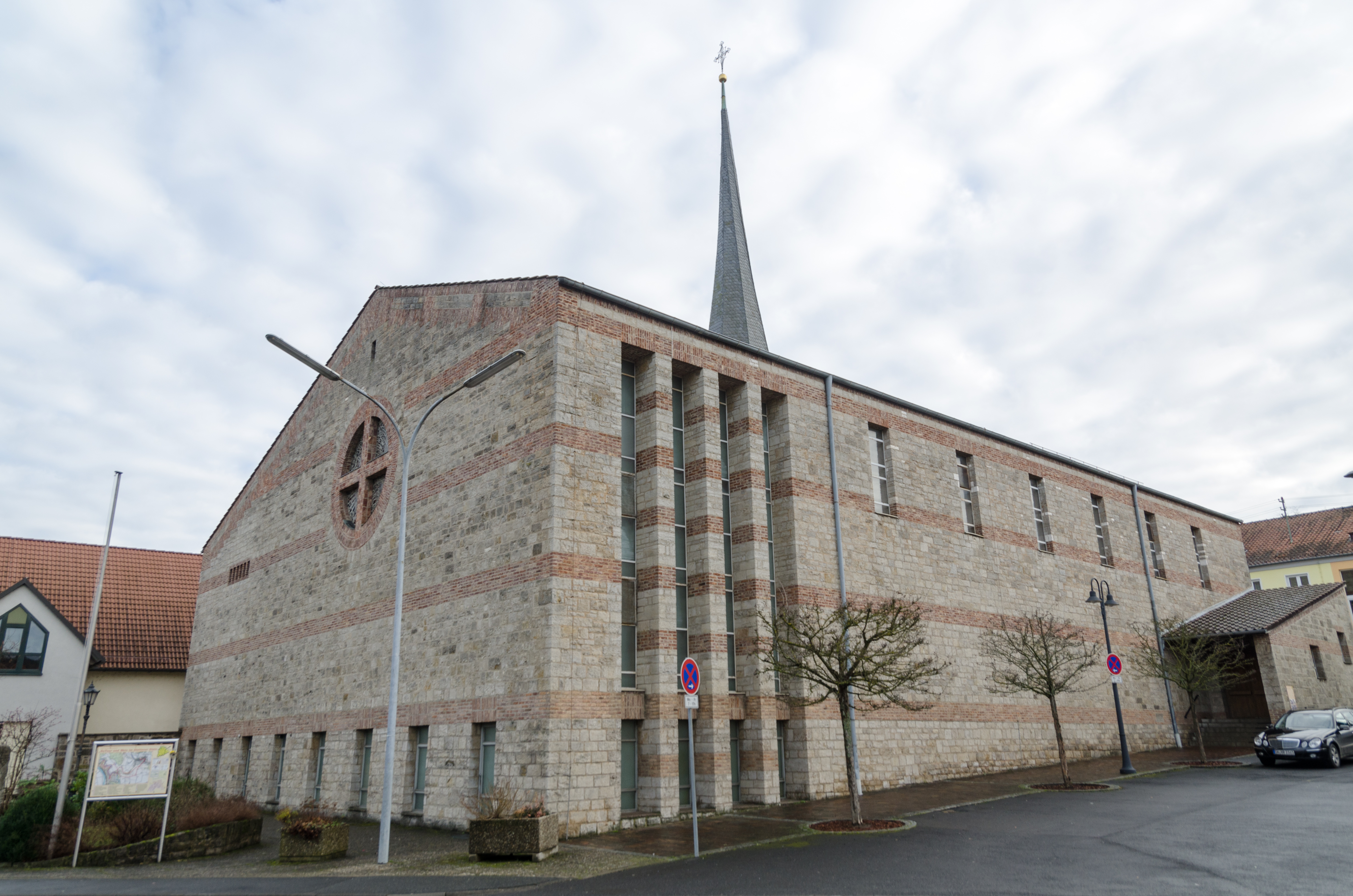
St. Alban
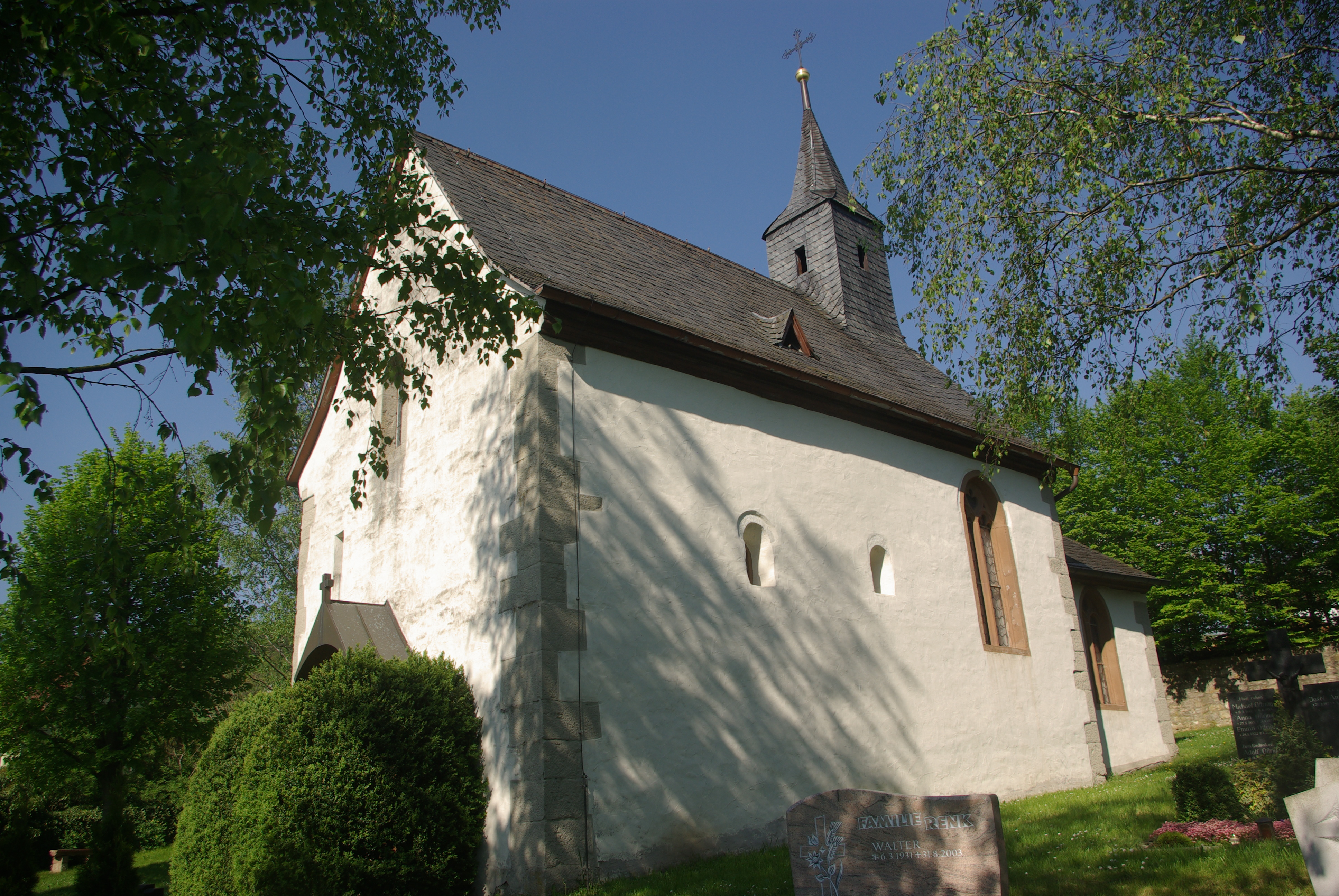
St. Ottilia
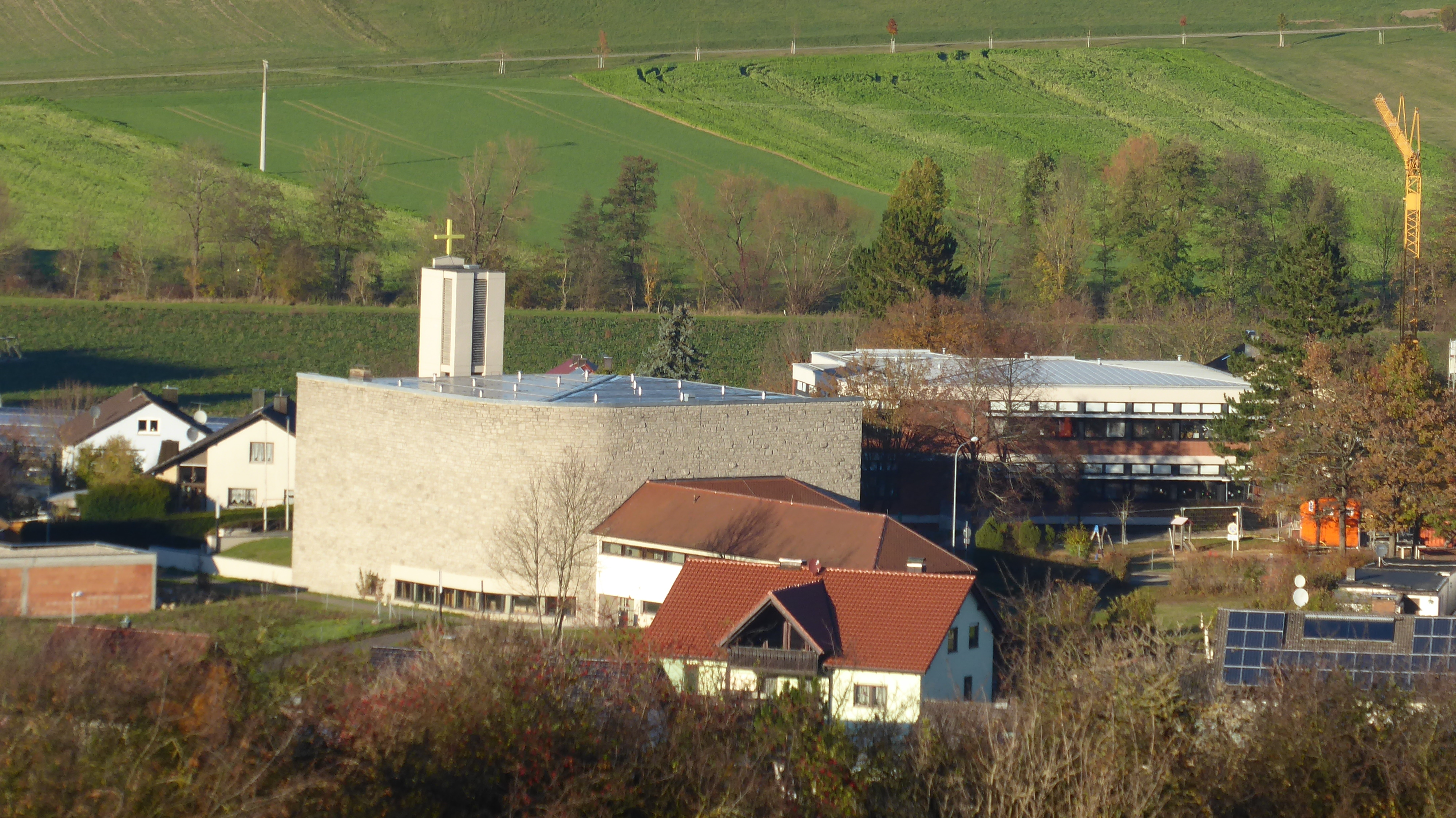
St. Kilian

#### Untergliederung Zellingen
- Pfarrei St. Jakobus der Ältere Himmelstadt, Weinbergskapelle Maria an der Kelter, Marienkapelle im Pfarrzentrum Sel. Immina
- Pfarrei St. Laurentius Retzbach, Wallfahrtskirche Maria im Grünen Tal, Kolpingkapelle
- Pfarrei St. Andreas Retzstadt, Kreuzkapelle
- Pfarrei St. Georg Zellingen, Maria-Hilf-Kapelle, Flurkapelle Hl. Therese von Lisieux
  - Filiale St. Margareta Duttenbrunn

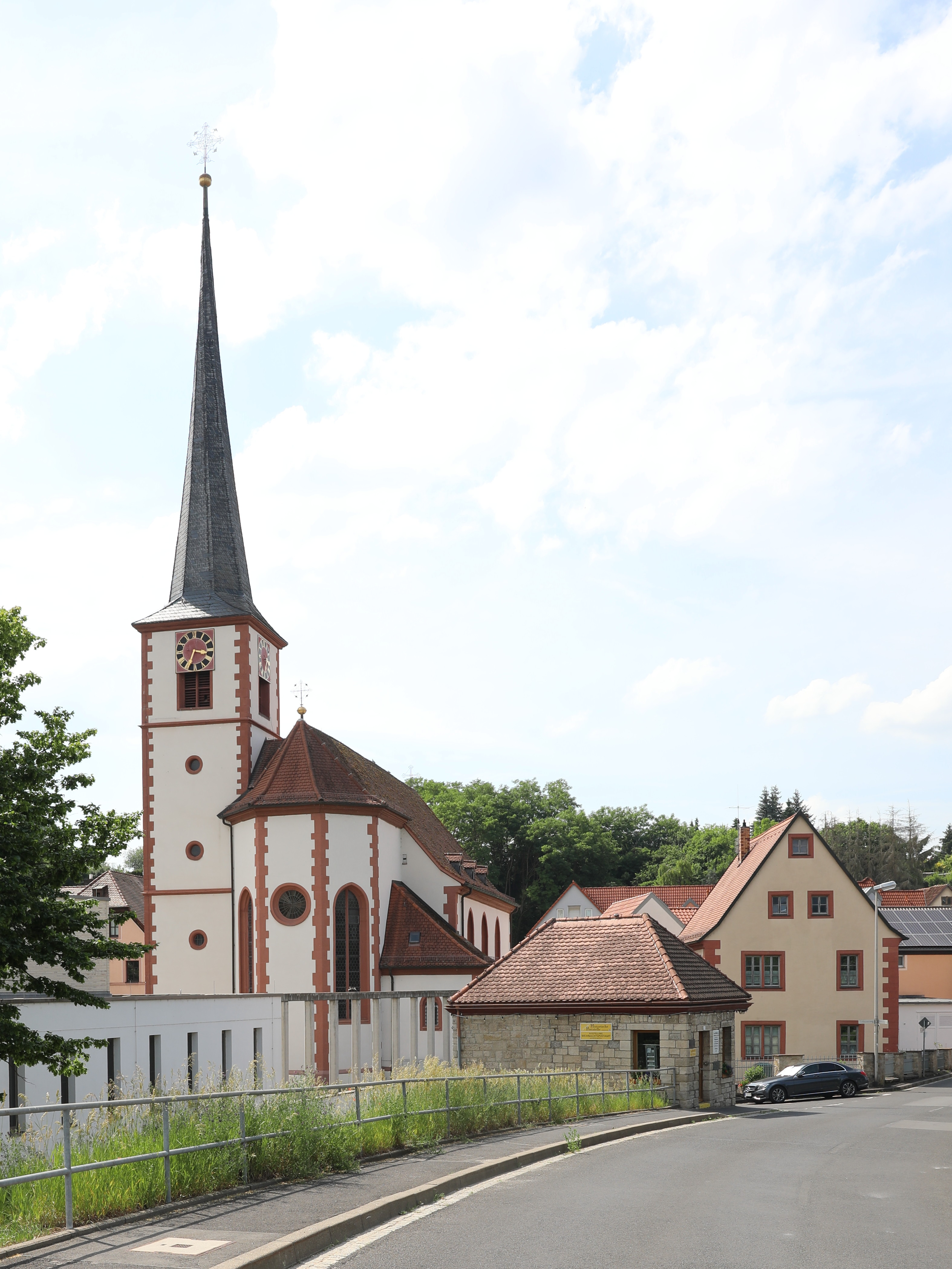
St. Jakobus
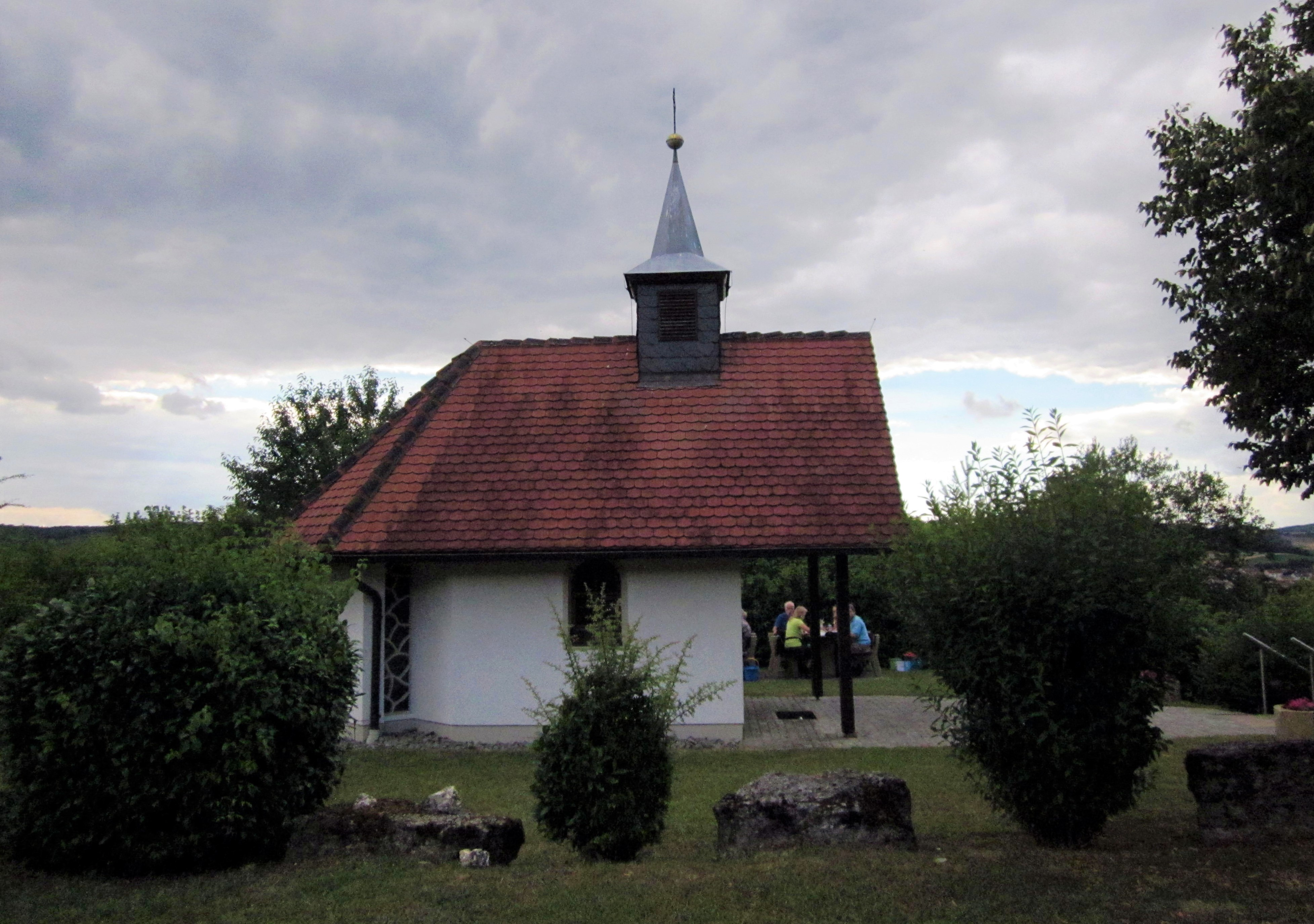
Maria an der Kelter
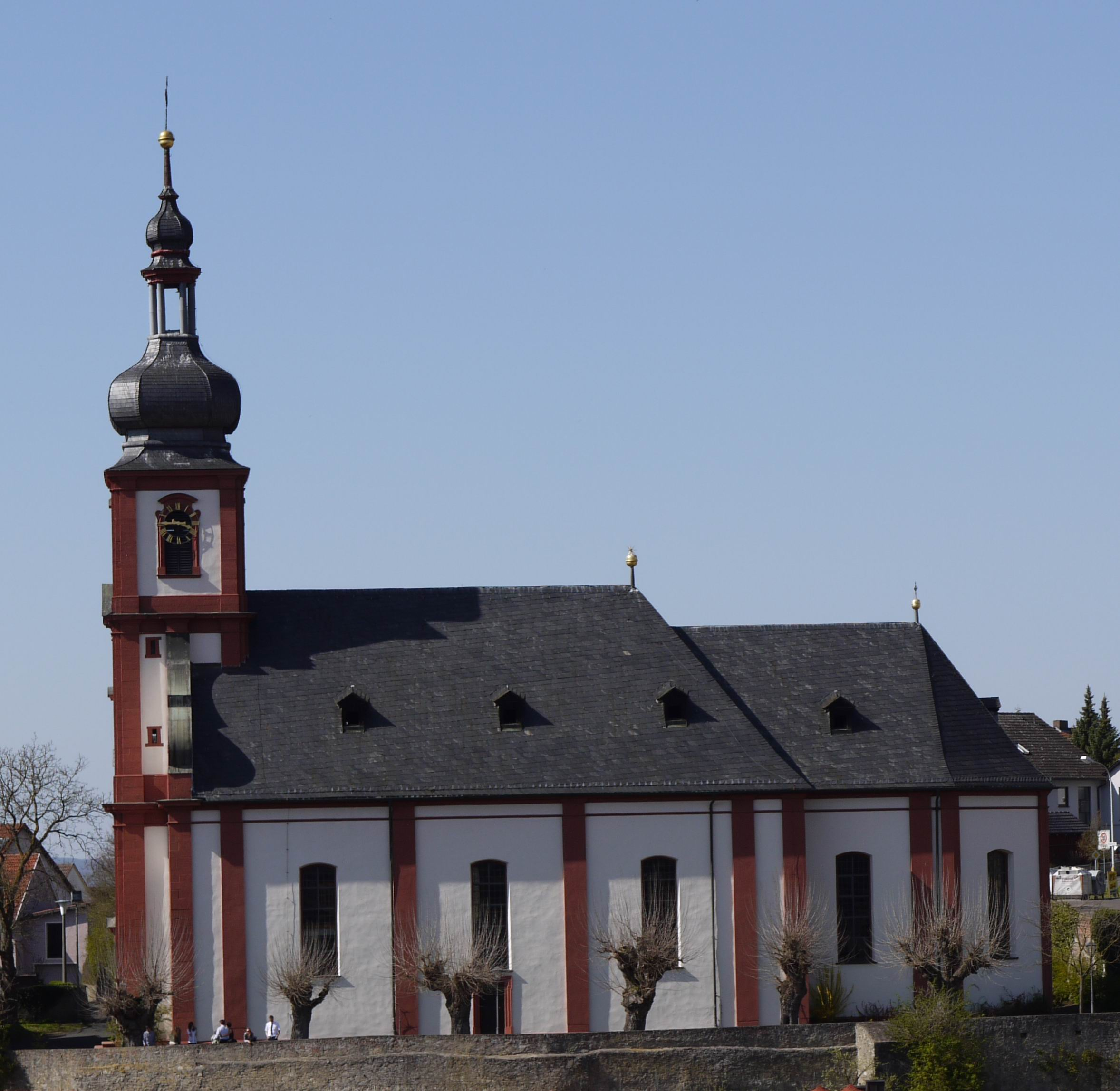
St. Laurentius
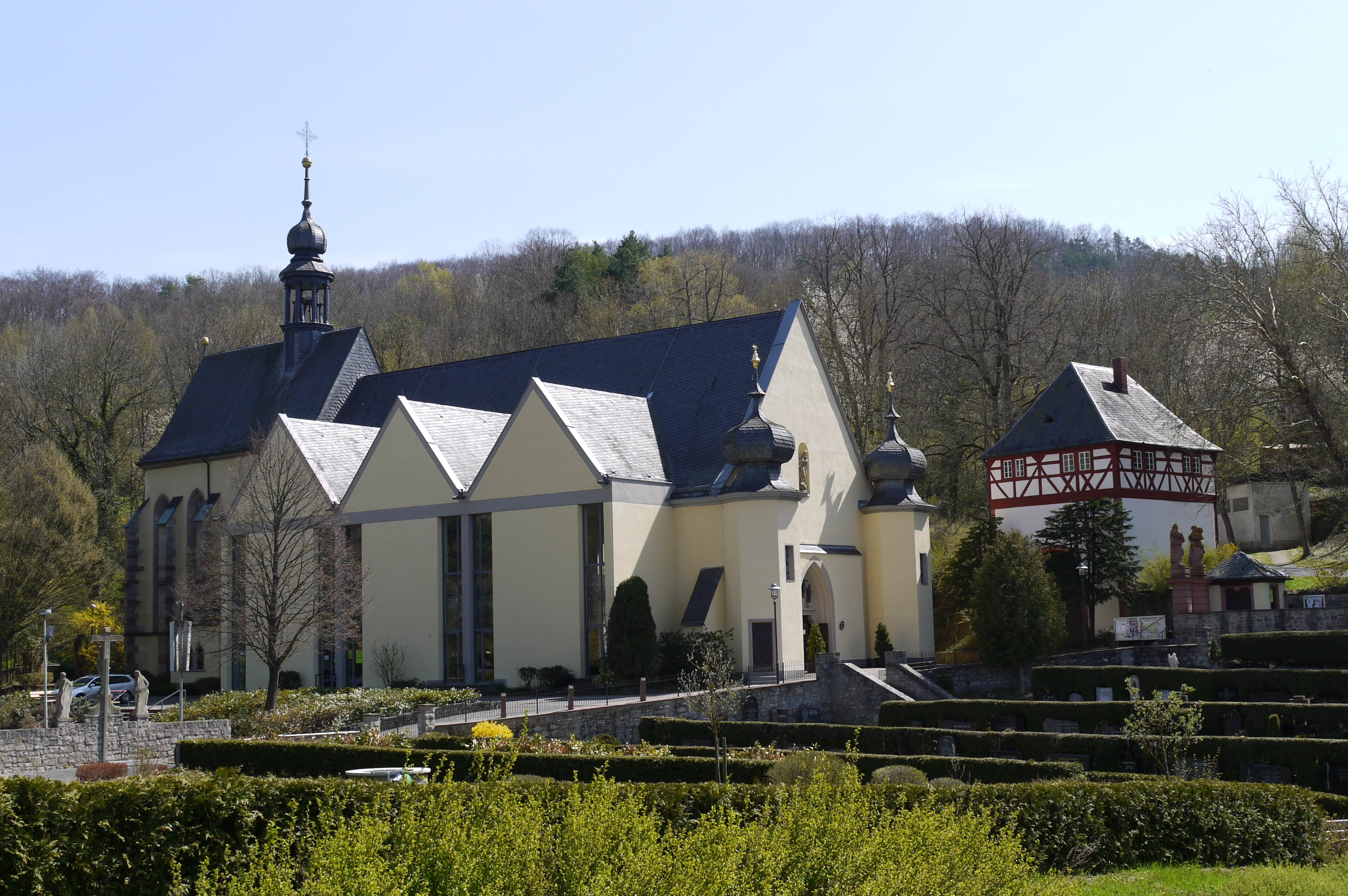
Maria im Grünen Tal
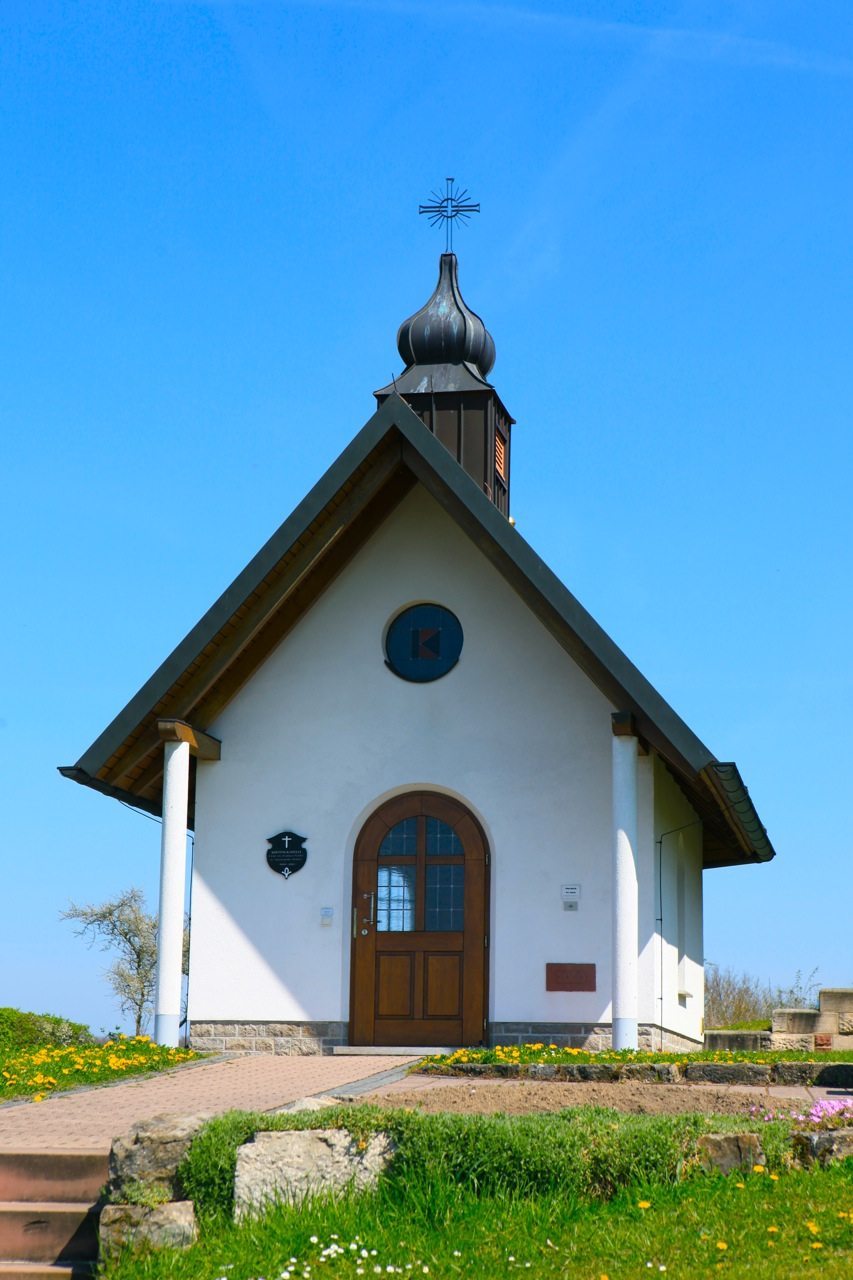
Kolpingkapelle
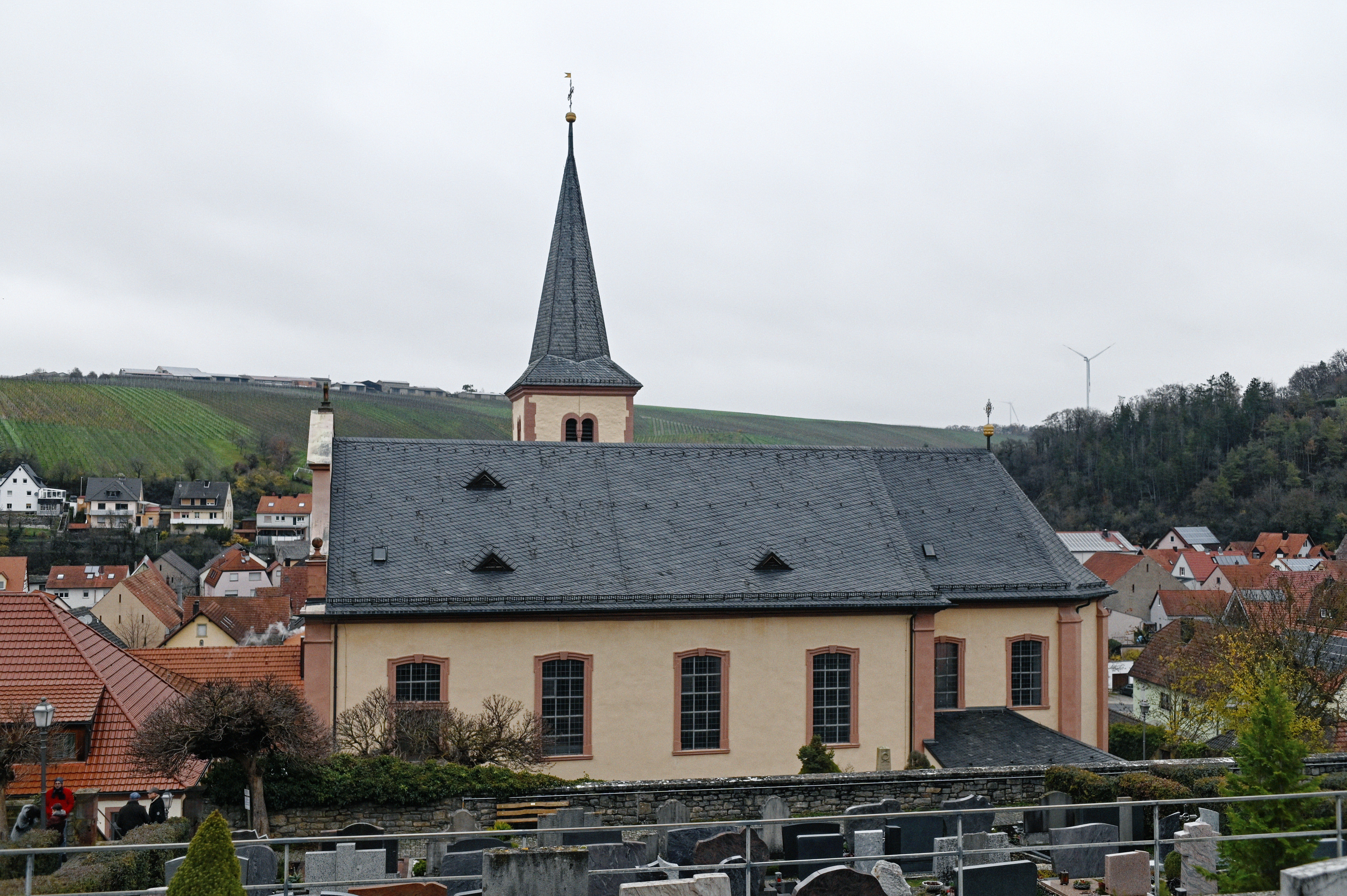
St. Andreas
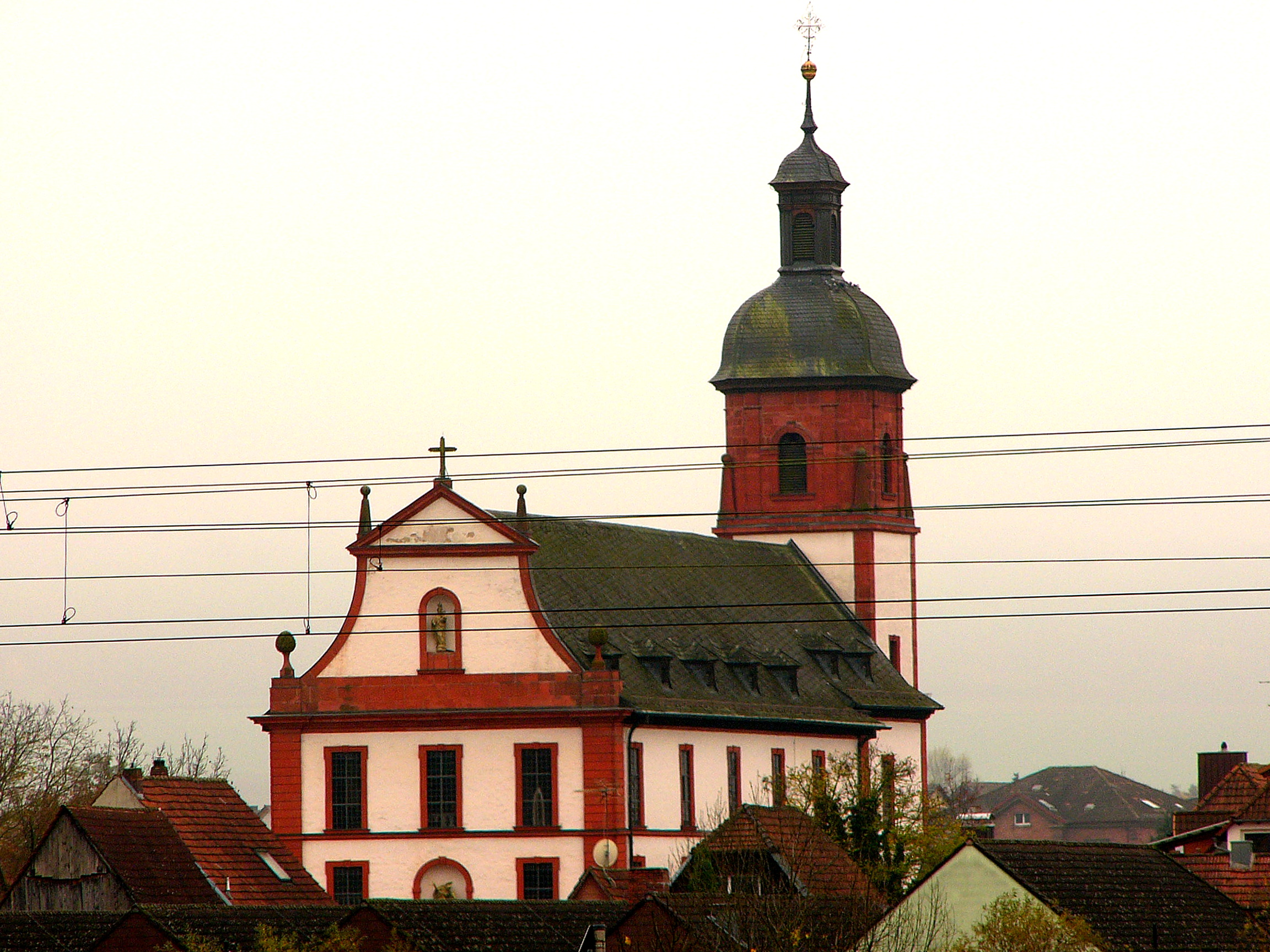
St. Georg
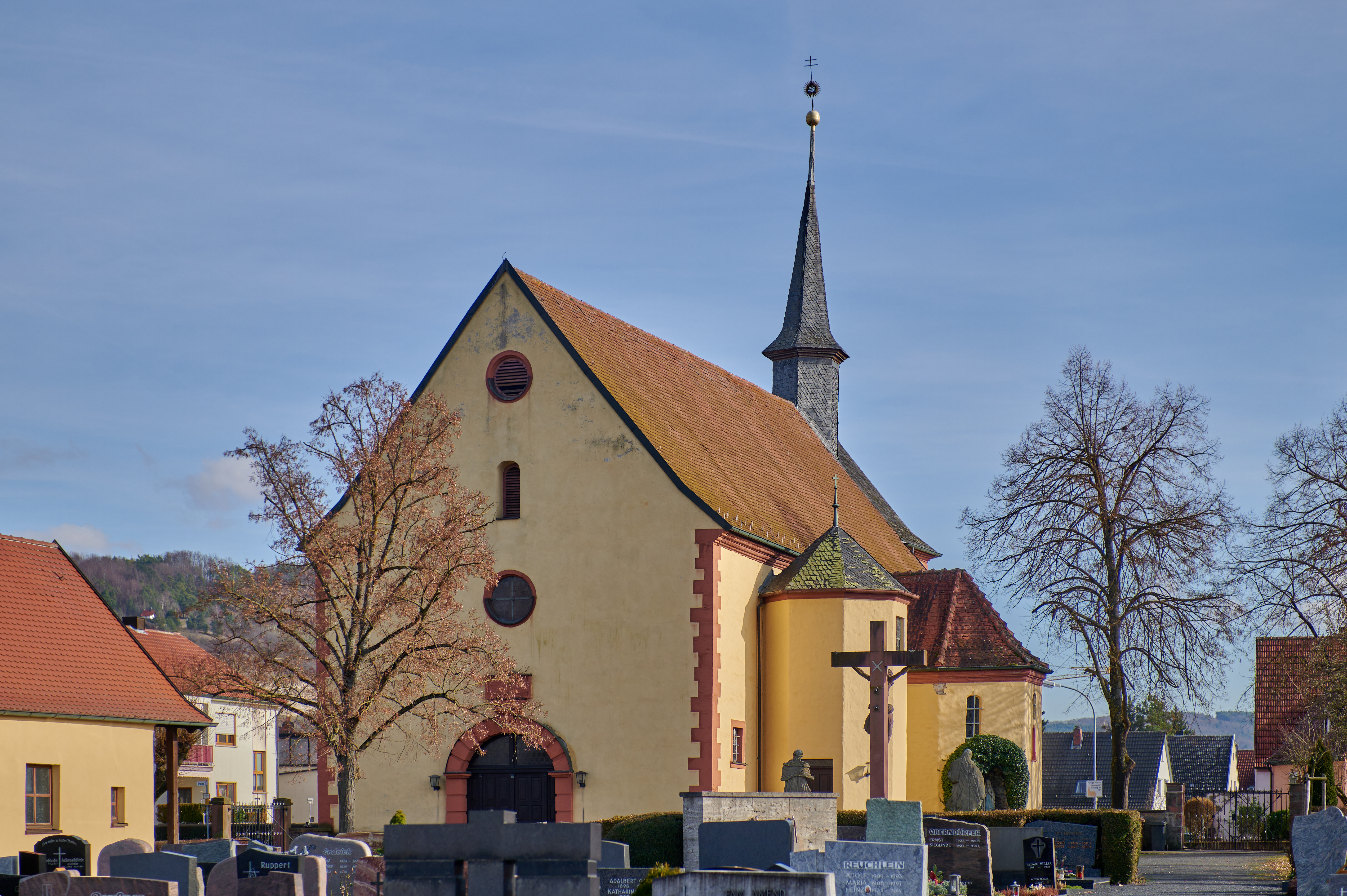
Maria-Hilf-Kapelle

### Pastoraler Raum Lohr am Main

#### Pfarreiengemeinschaft Effata im Spessart, Frammersbach
- Pfarrei St. Bartholomäus Frammersbach, Wallfahrtskapelle Heiligkreuz
- Pfarrei St. Thekla Habichsthal
- Kuratie St. Josef der Bräutigam Neuhütten
- Pfarrei St. Johannes der Täufer Partenstein
- Pfarrei St. Andreas Wiesthal
  - Filiale Herz Jesu Krommenthal

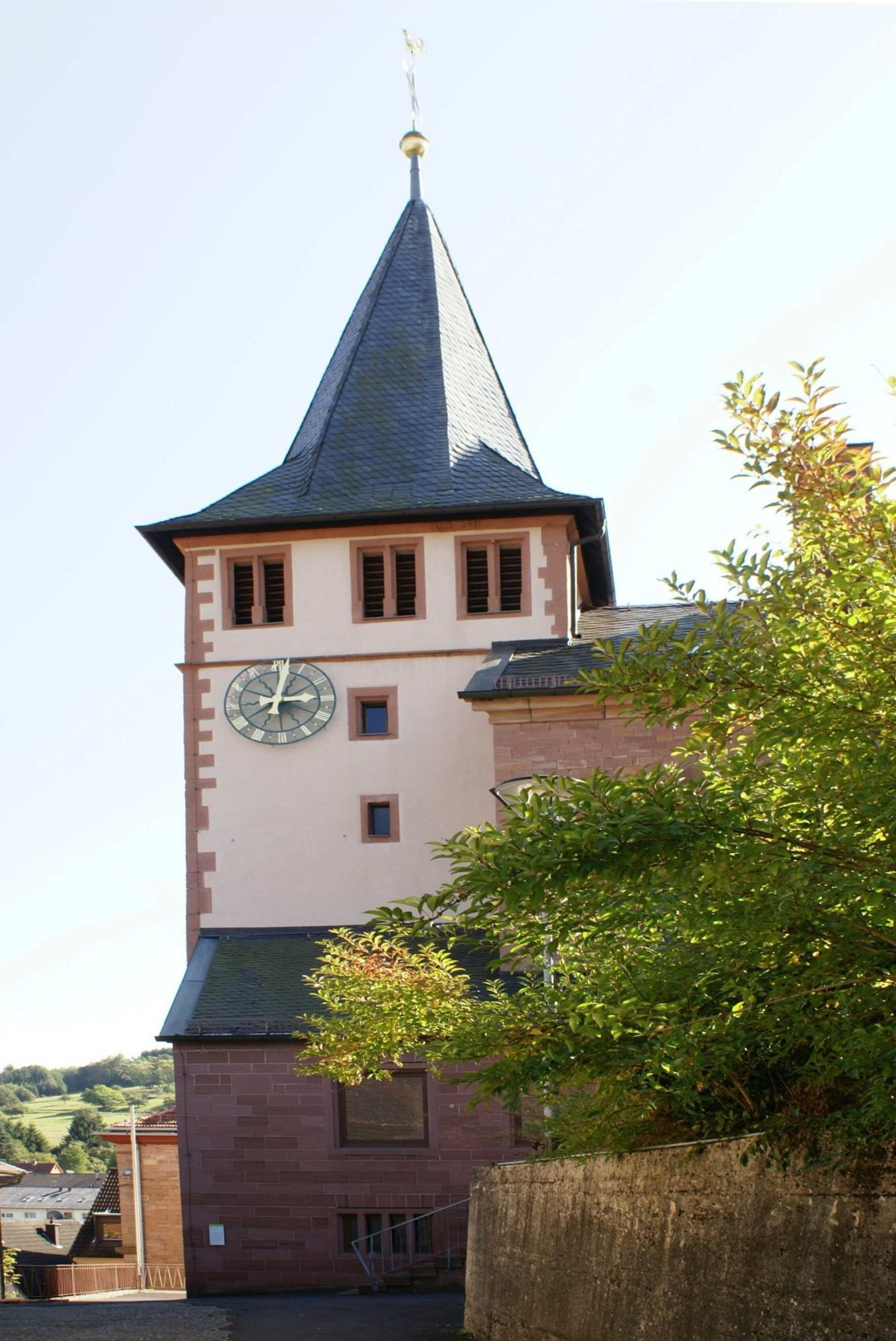
St. Bartholomäus
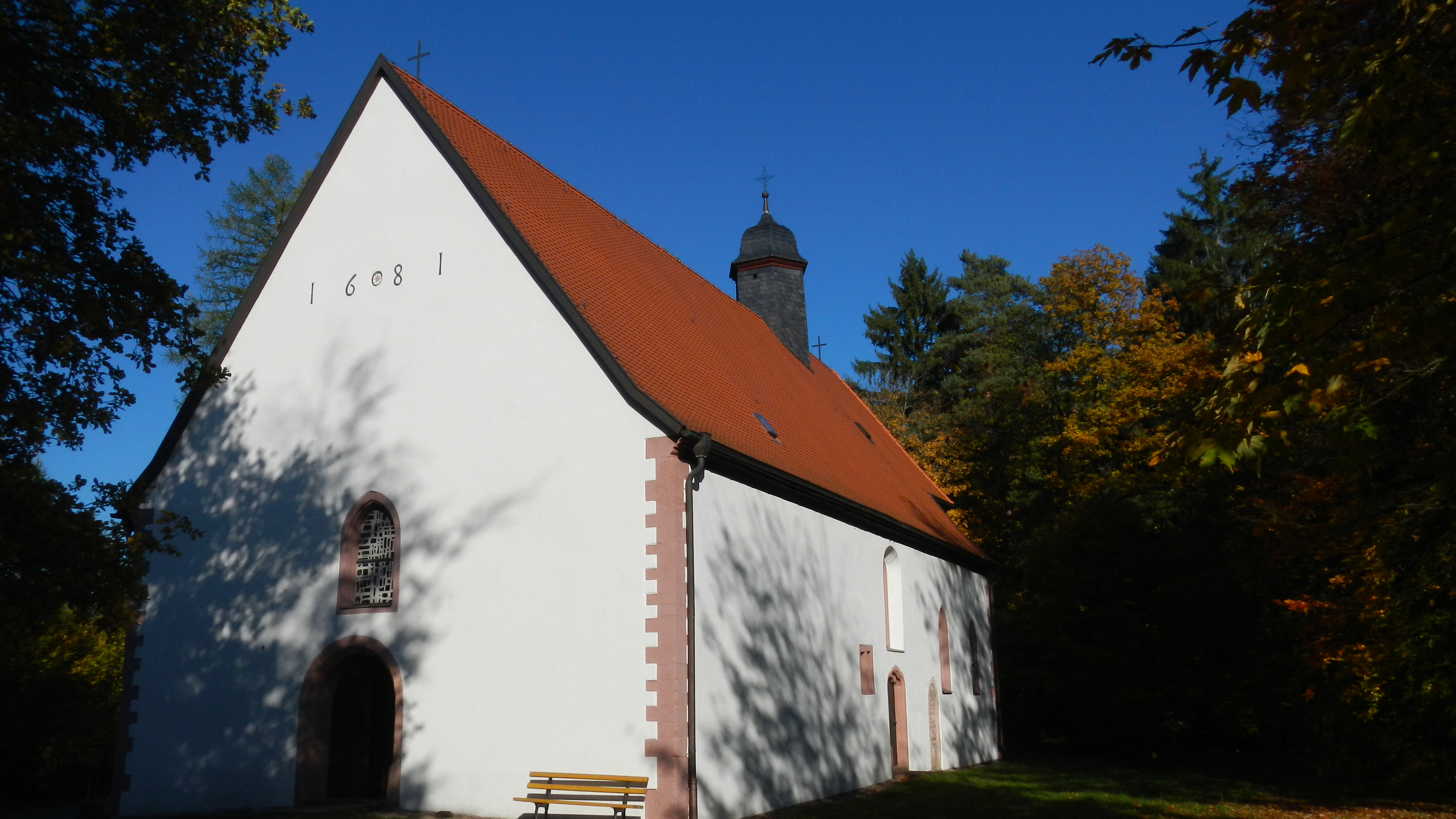
Heiligkreuz
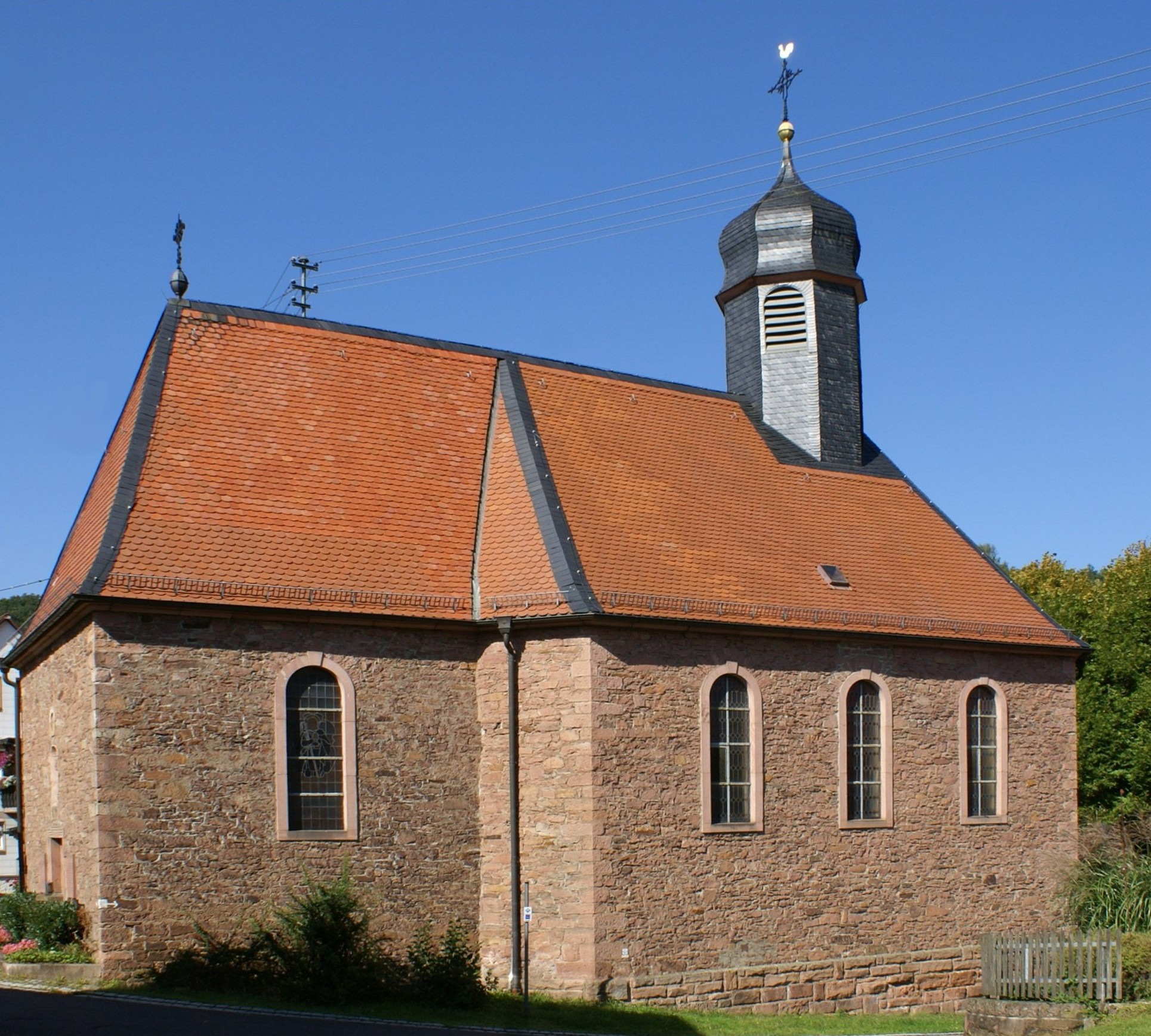
St. Thekla
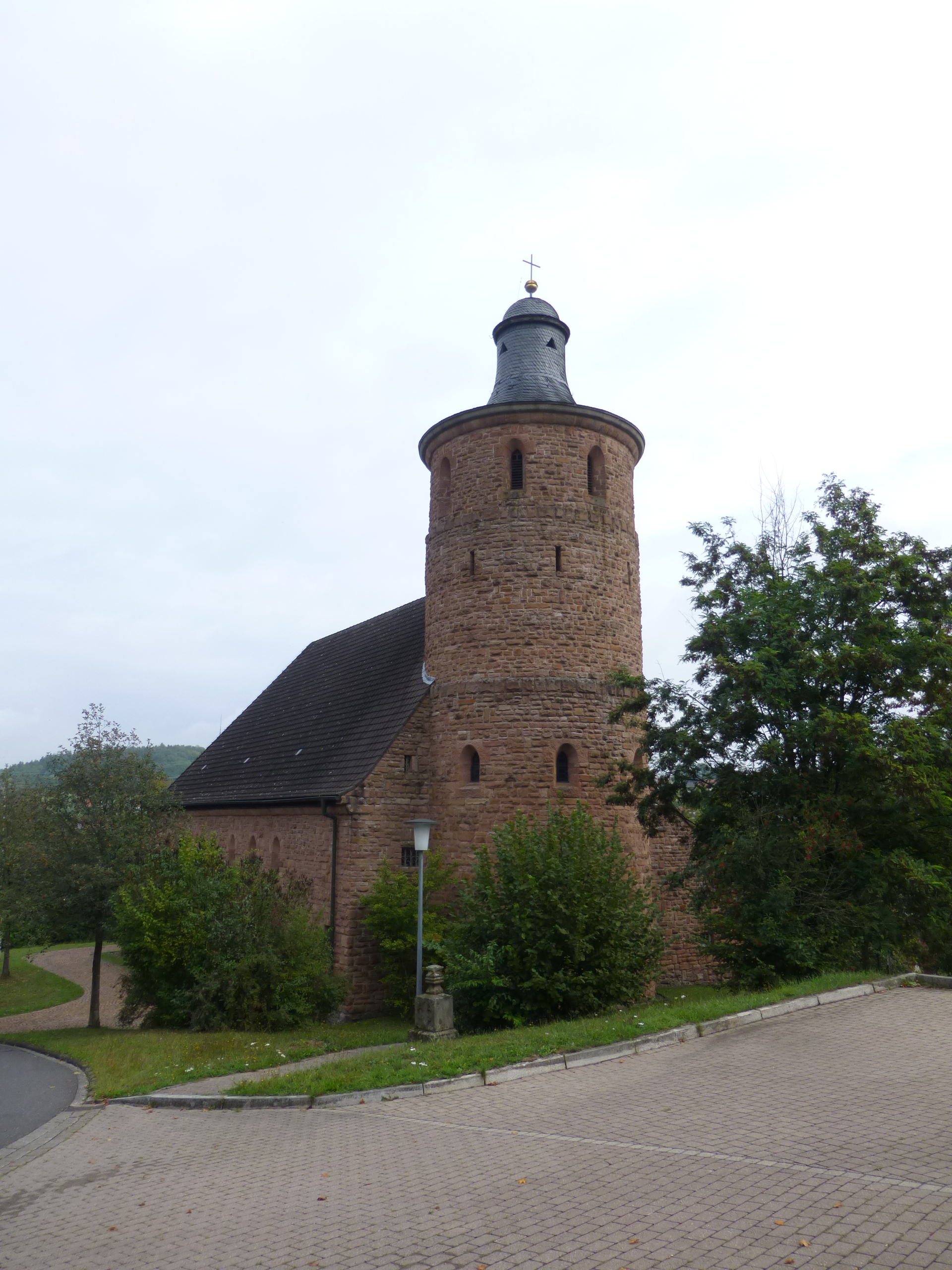
St. Josef der Bräutigam
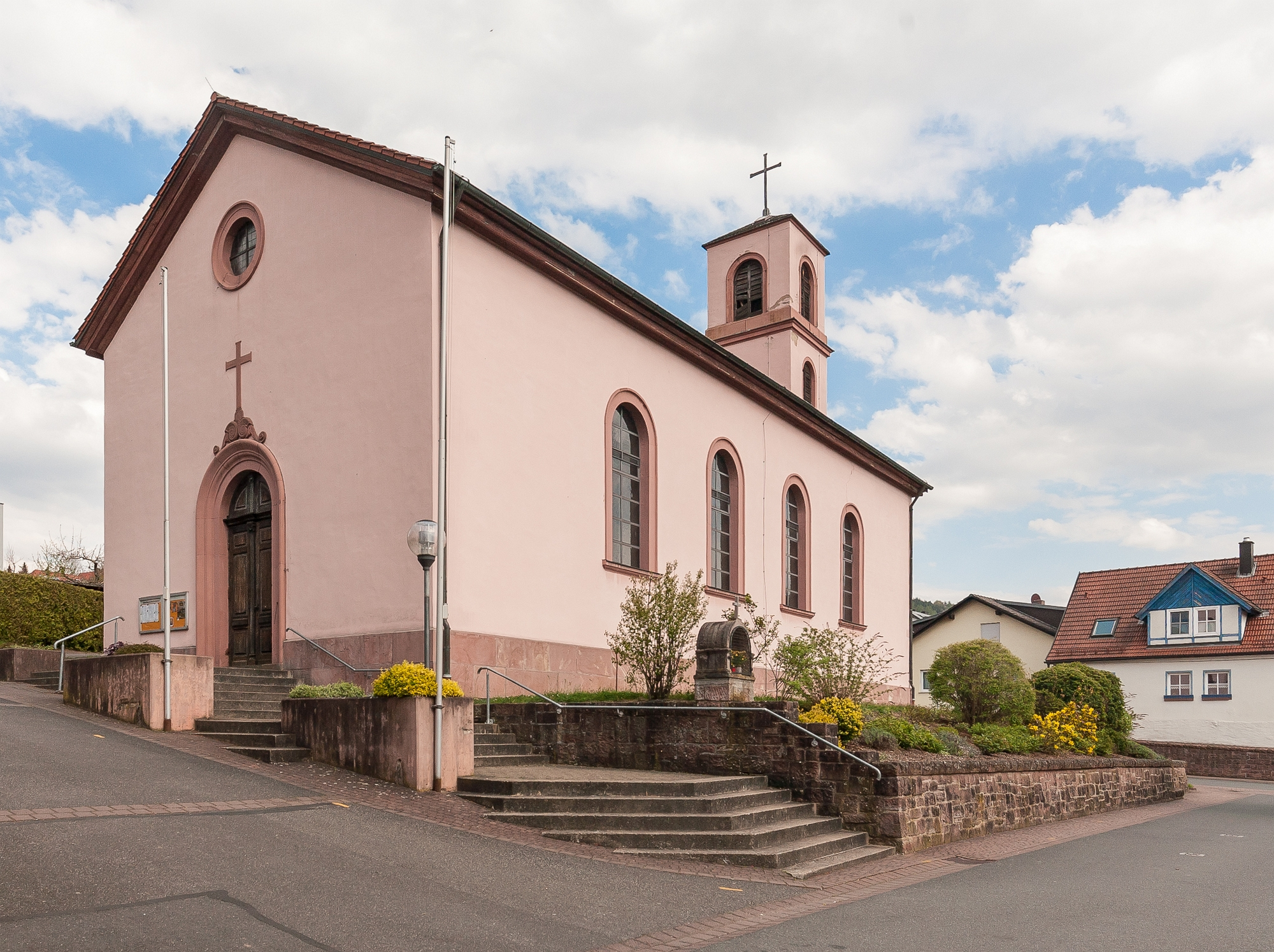
St. Johannes der Täufer
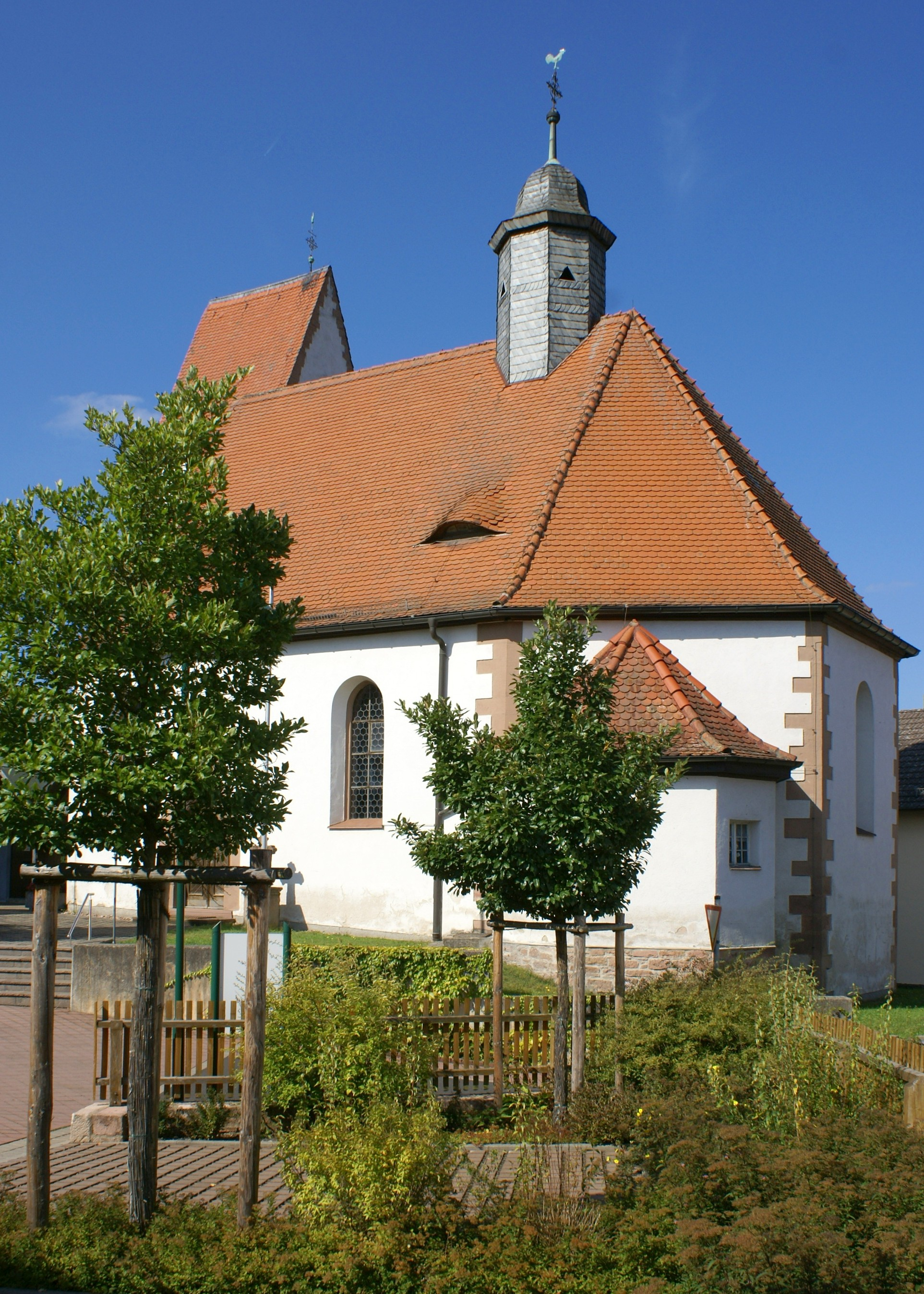
St. Andreas

#### Pfarreiengemeinschaft St. Sebastian auf der Fränkischen Platte, Steinfeld
- Pfarrei Mariä Himmelfahrt und St. Bartholomäus Steinfeld, Wallfahrtskirche Mariä Heimsuchung (Mariabuchen)
  - Filiale St. Cyriakus Hausen
- Kuratie St. Vitus Waldzell, Flurkapelle St. Gertrud („Gertraudenkapelle“)

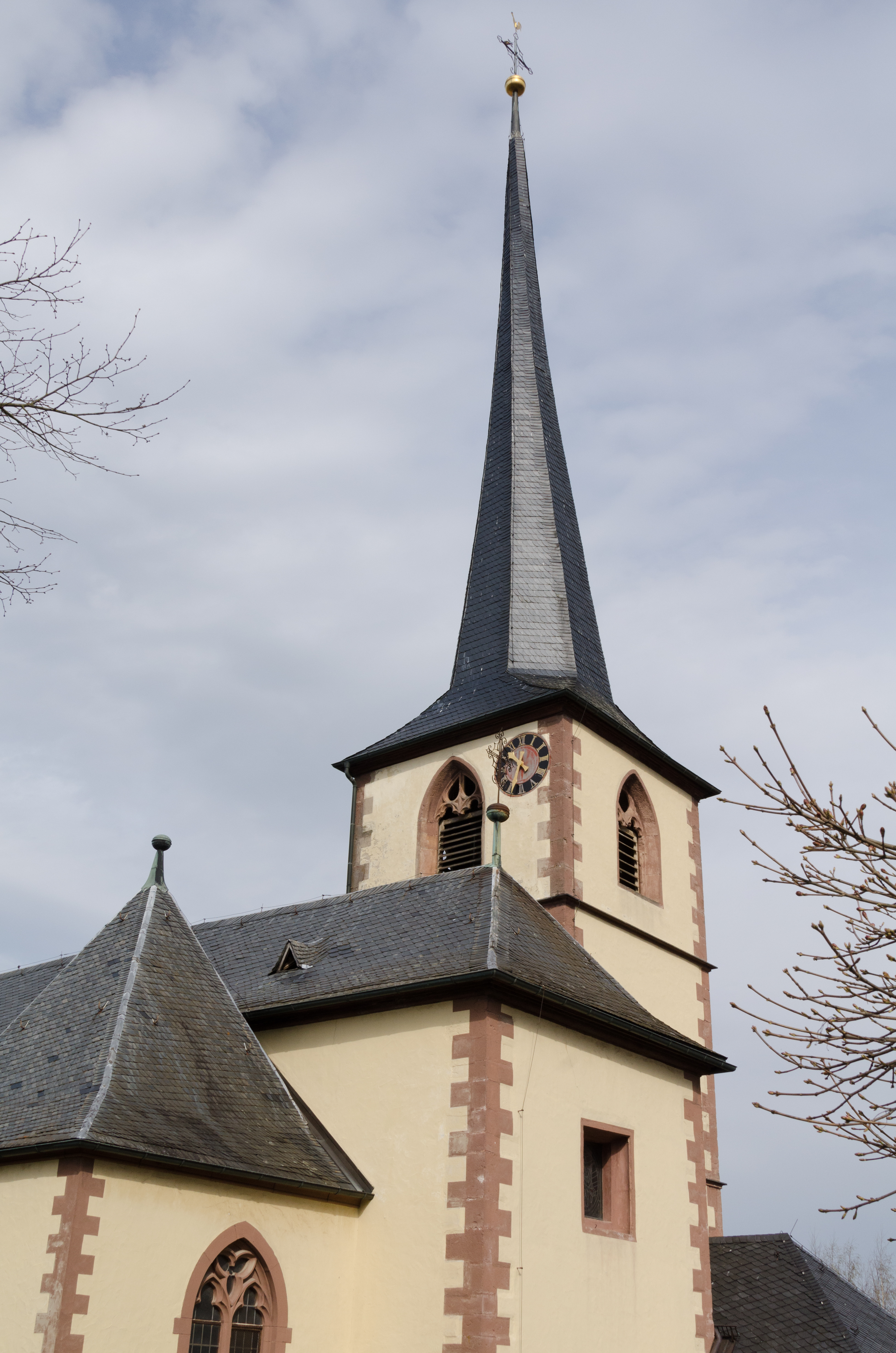
Mariä Himmelfahrt u. St. Bartholomäus
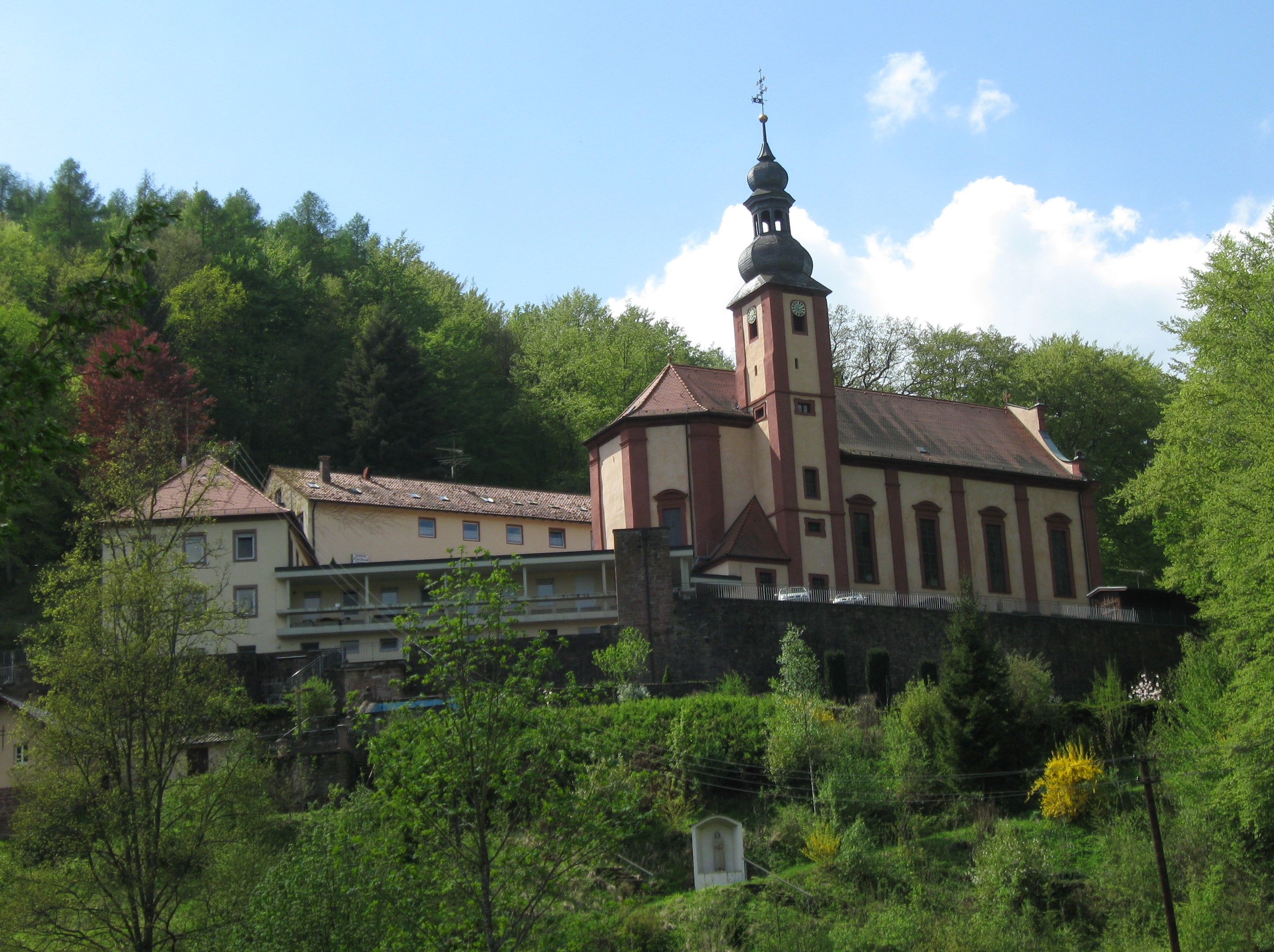
Mariä Heimsuchung
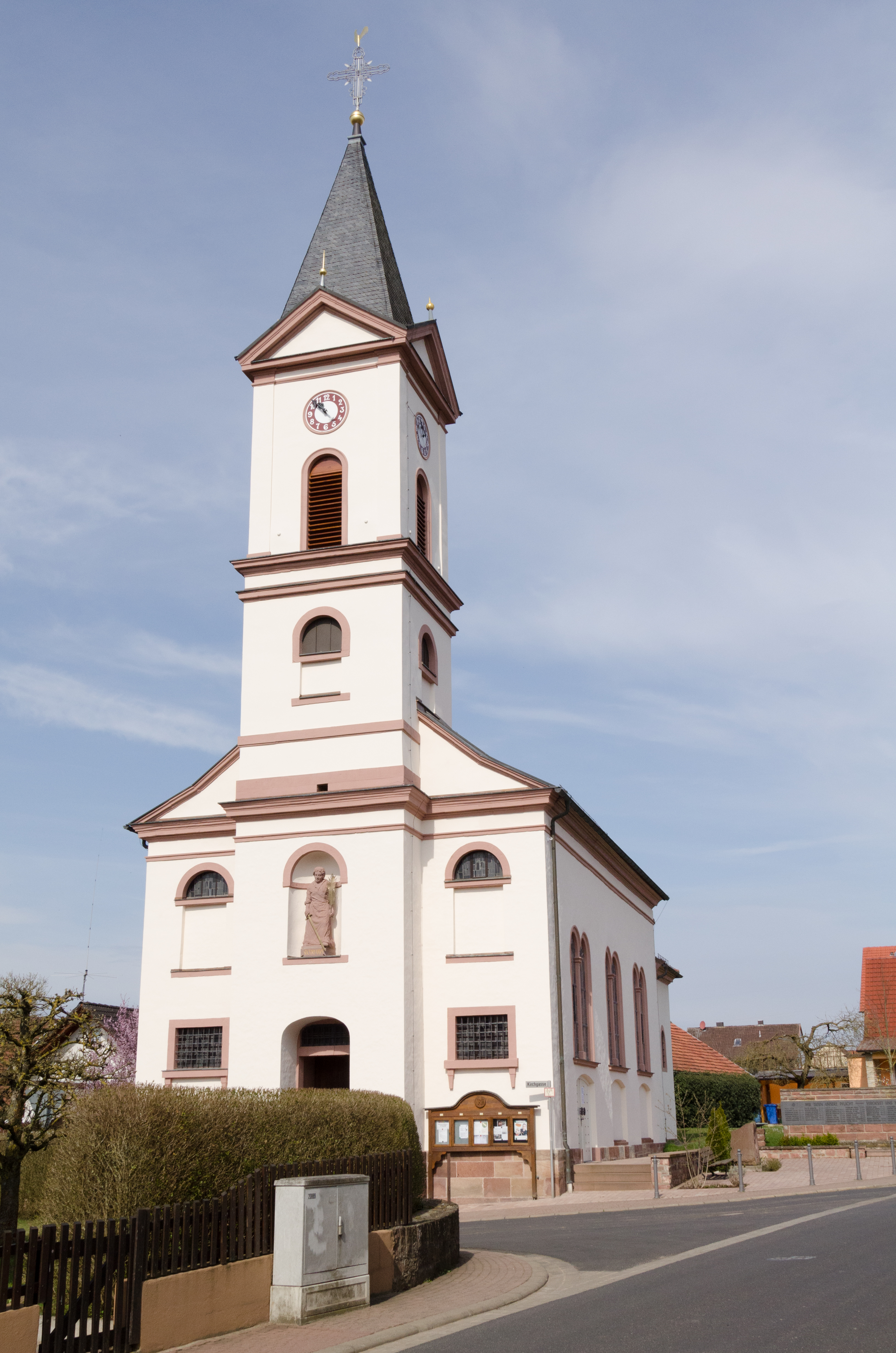
St. Cyriakus
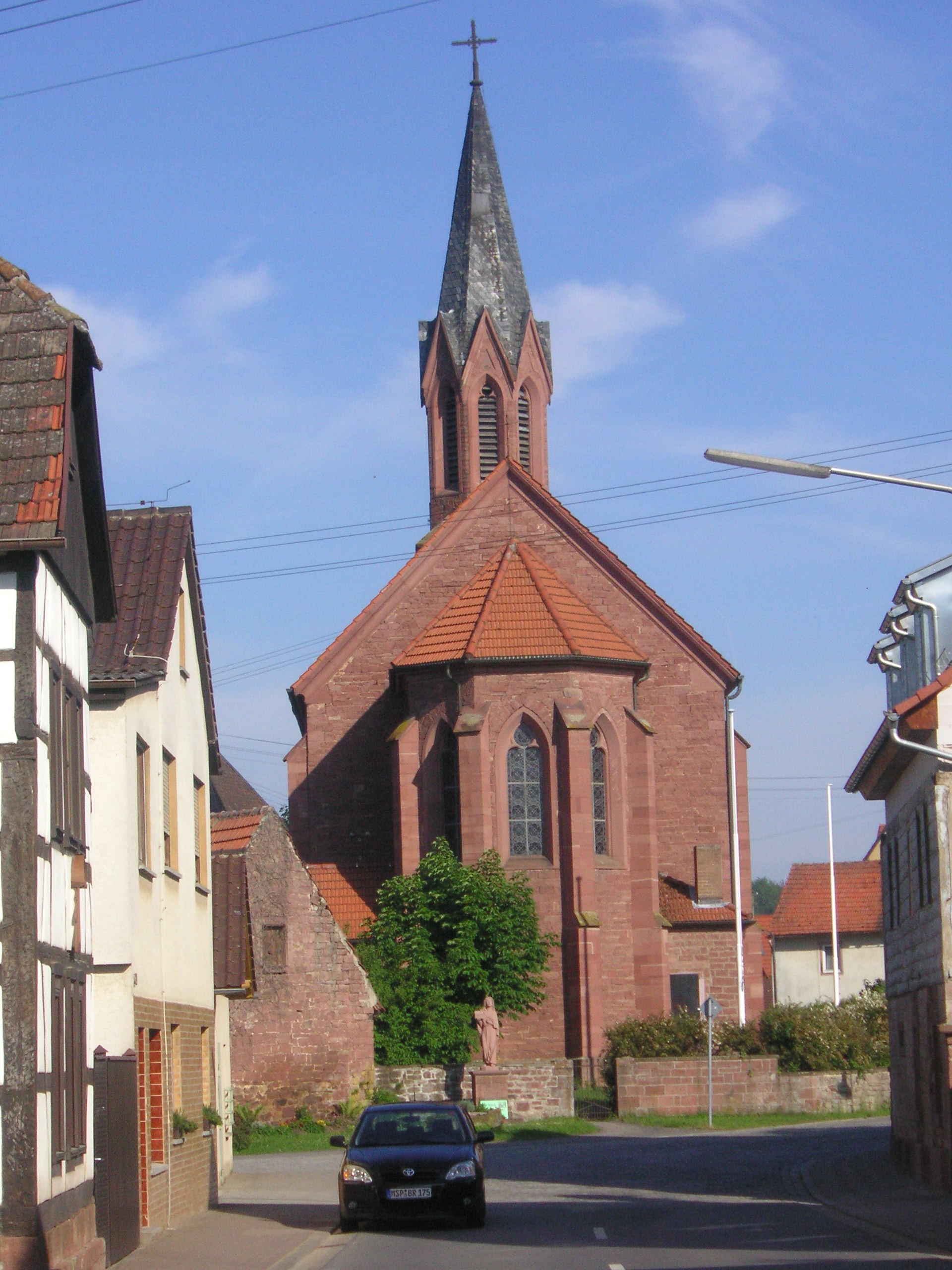
St. Vitus
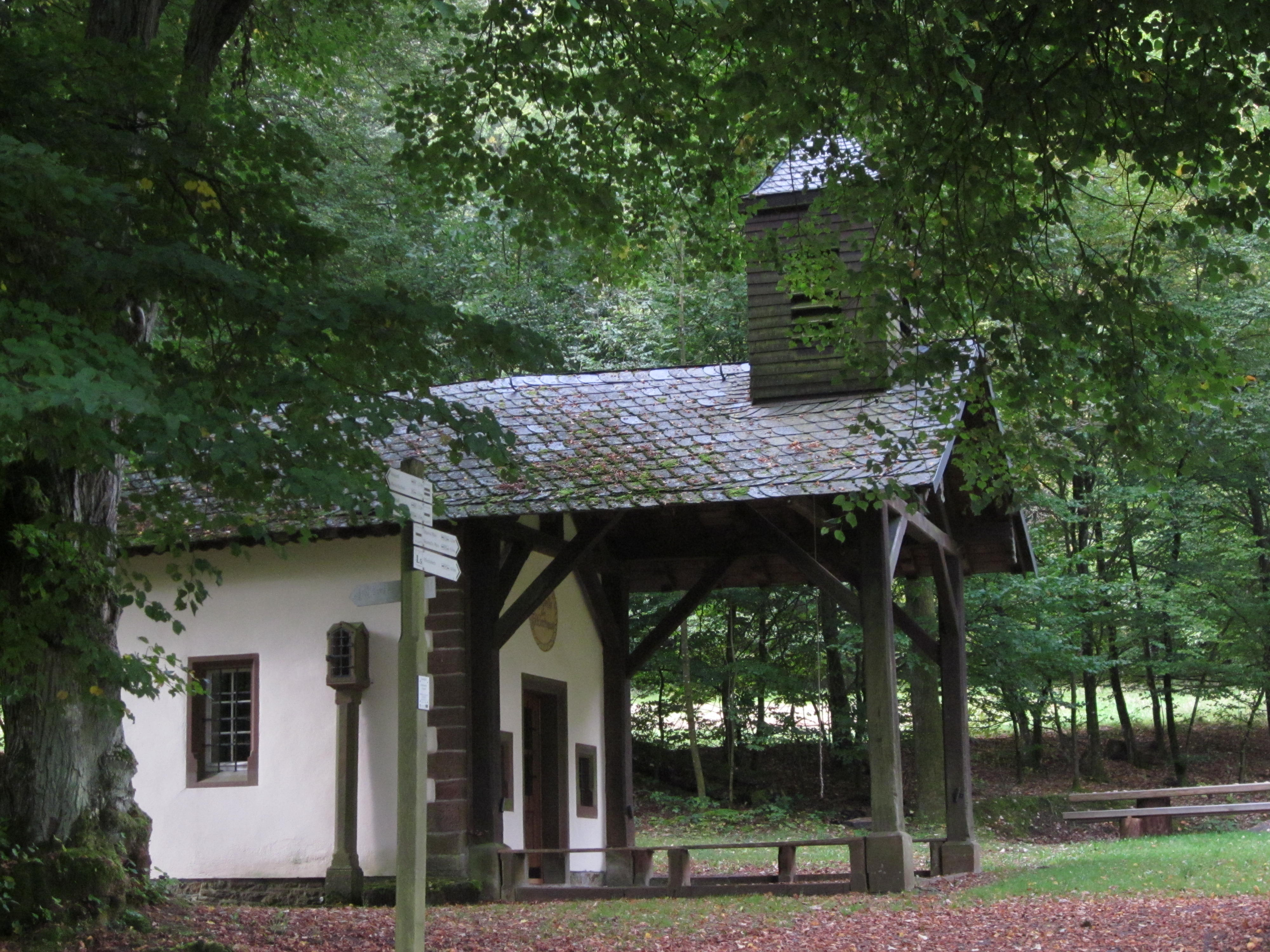
St. Gertrud

#### Untergliederung Lohr am Main
- Pfarrei St. Michael Lohr am Main, Klosterkirche St. Josef der Bräutigam, Flurkapelle St. Valentin, Flurkapelle in der Vorstadtstraße („Breitenbach-Kapelle“)
  - Filiale St. Peter und Paul Wombach
- Kuratie St. Elisabeth (Bezirkskrankenhaus) Lohr am Main
- Pfarrei St. Pius (Lindigsiedlung) Lohr am Main
  - Filiale St. Bonifatius Sackenbach
- Kuratie St. Sebastian Neuendorf
- Pfarrei St. Michael und St. Gertraud Neustadt am Main, Nebenkirche St. Michael
  - Filiale St. Johannes der Täufer Erlach am Main, Alte Pfarrkirche St. Johannes der Täufer
- Pfarrei St. Jakobus der Ältere Pflochsbach
- Pfarrei Mariä Heimsuchung und St. Sebastian Rechtenbach, Alte Pfarrkirche Mariä Unbefleckte Empfängnis („Glasmacherkirche“)
- Pfarrei St. Rochus Rodenbach, Alte Pfarrkirche St. Rochus
- Kuratie St. Wendelin Ruppertshütten
- Pfarrei St. Josef der Bräutigam Sendelbach
- Pfarrei St. Josef der Bräutigam Steinbach
  - Filiale St. Michael Halsbach, Alte Pfarrkirche Mariä Himmelfahrt

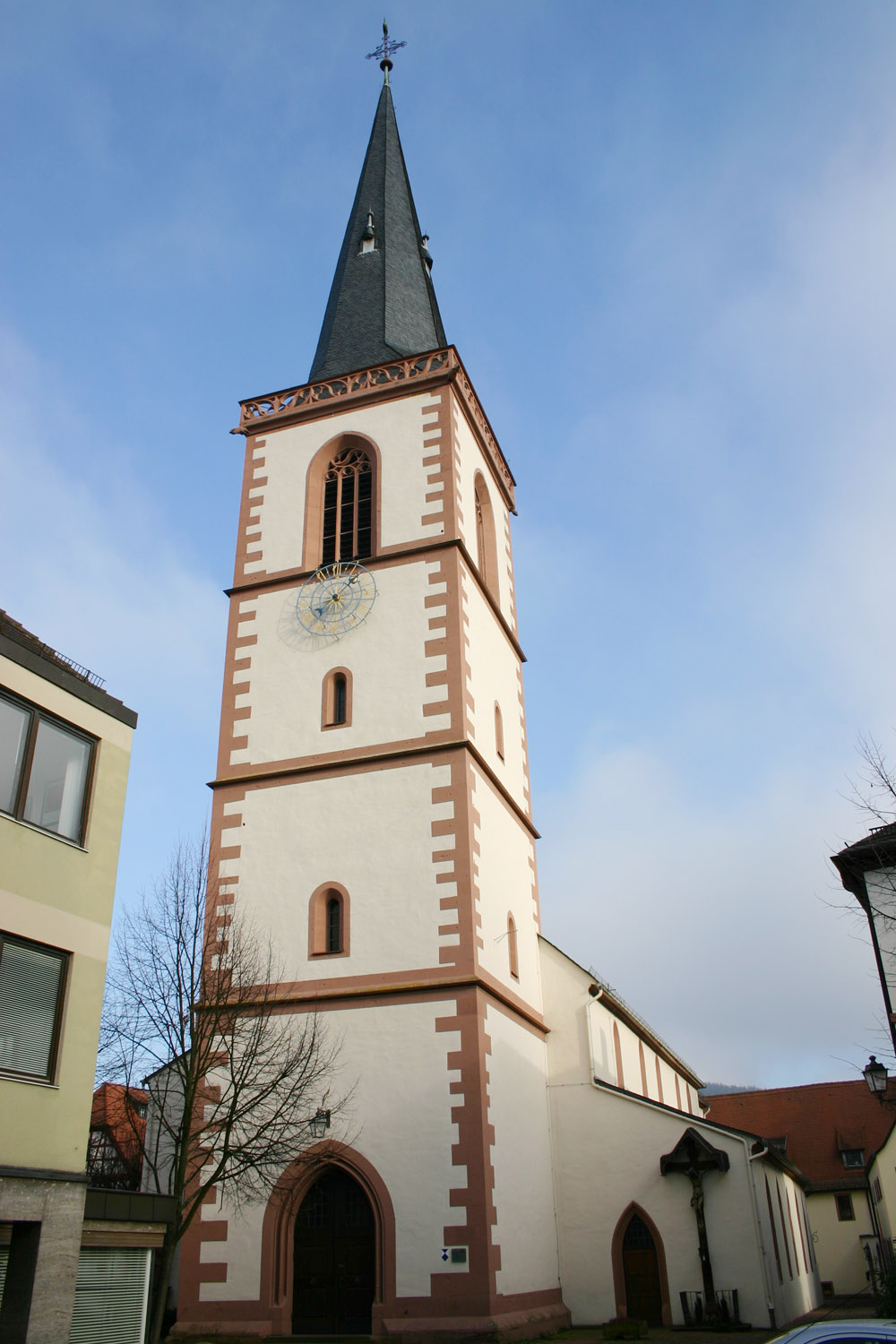
St. Michael (Lohr)
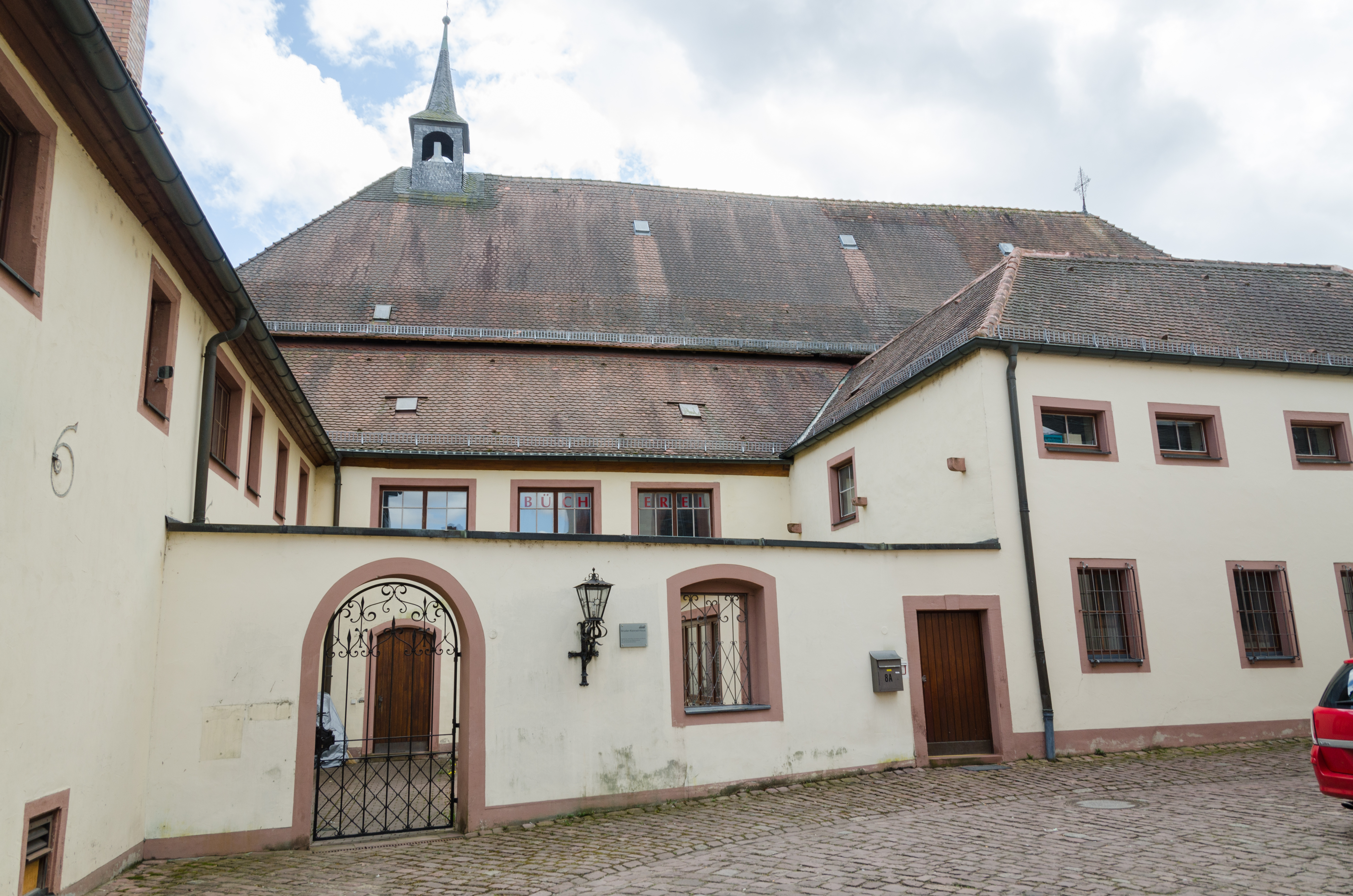
Klosterkirche St. Josef der Bräutigam
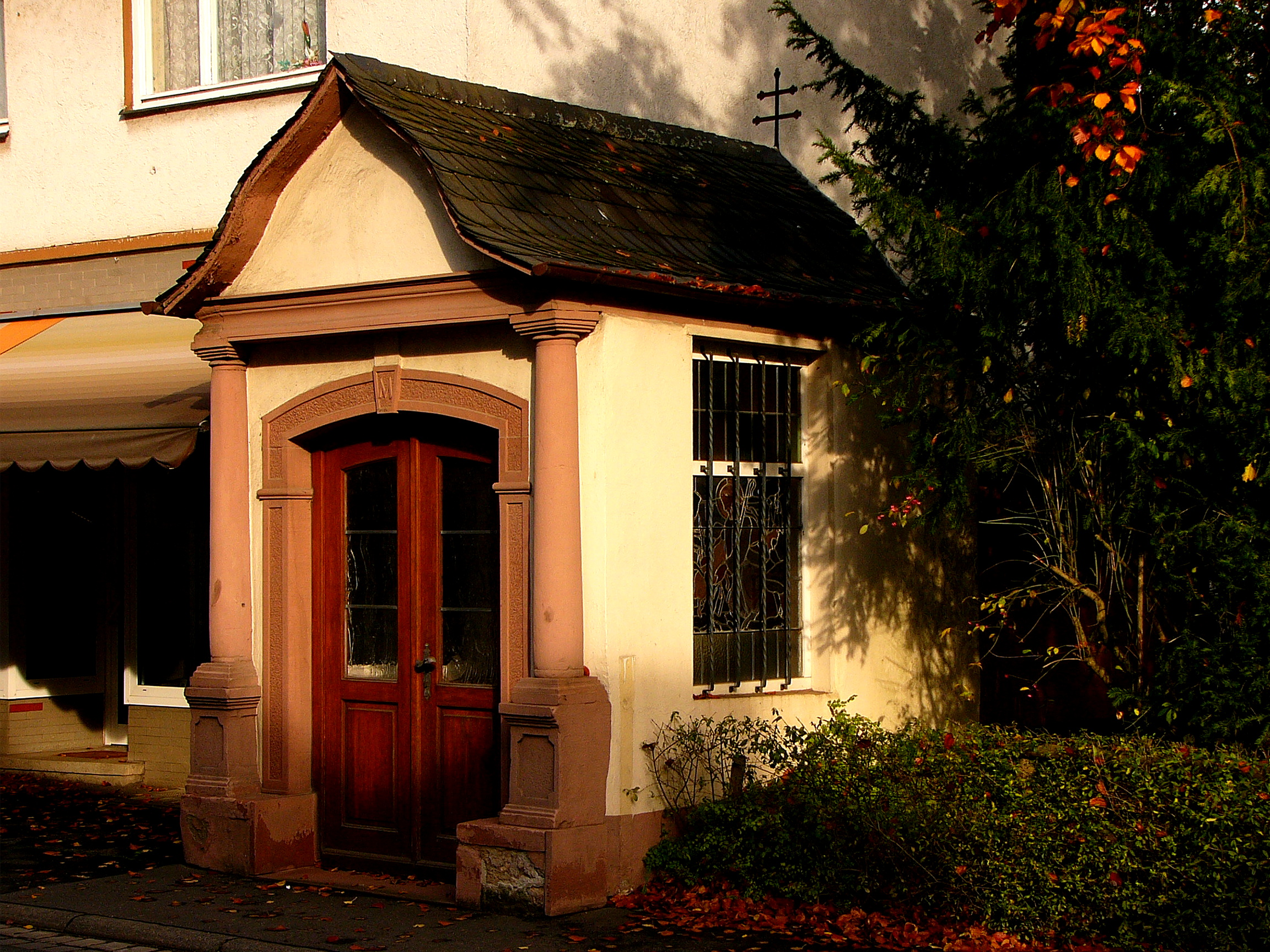
Breitenbach-Kapelle
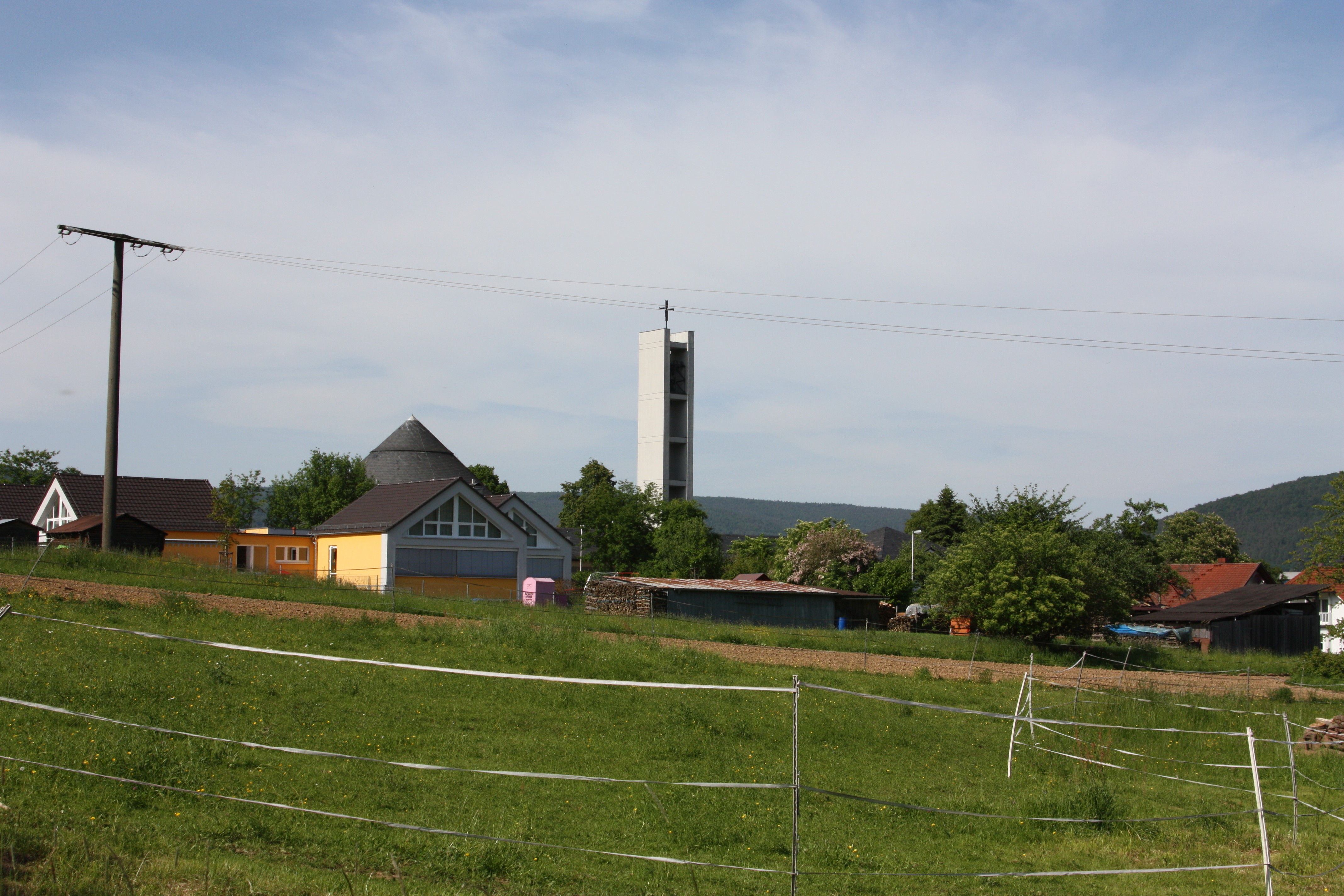
St. Peter und Paul
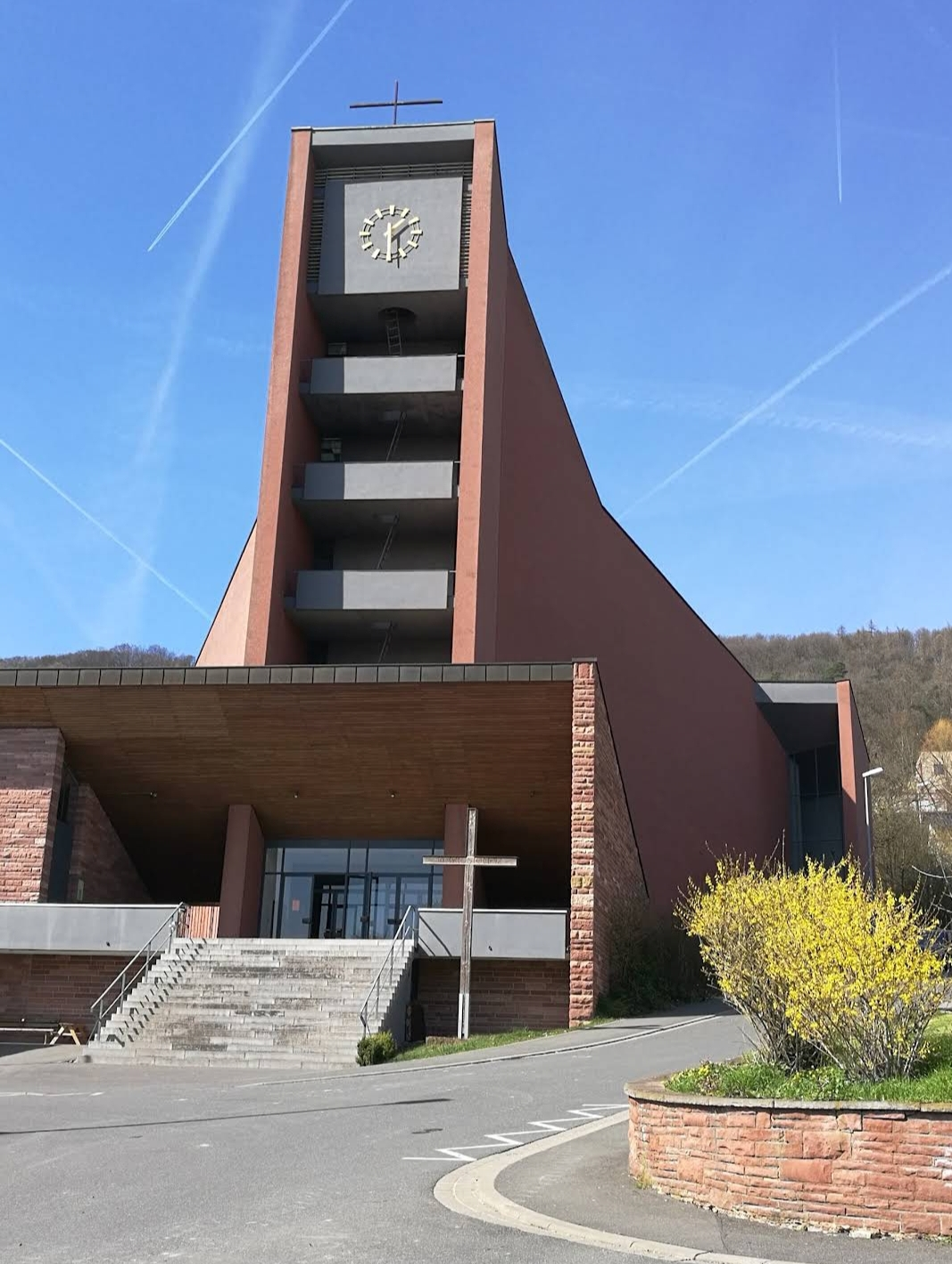
St. Pius
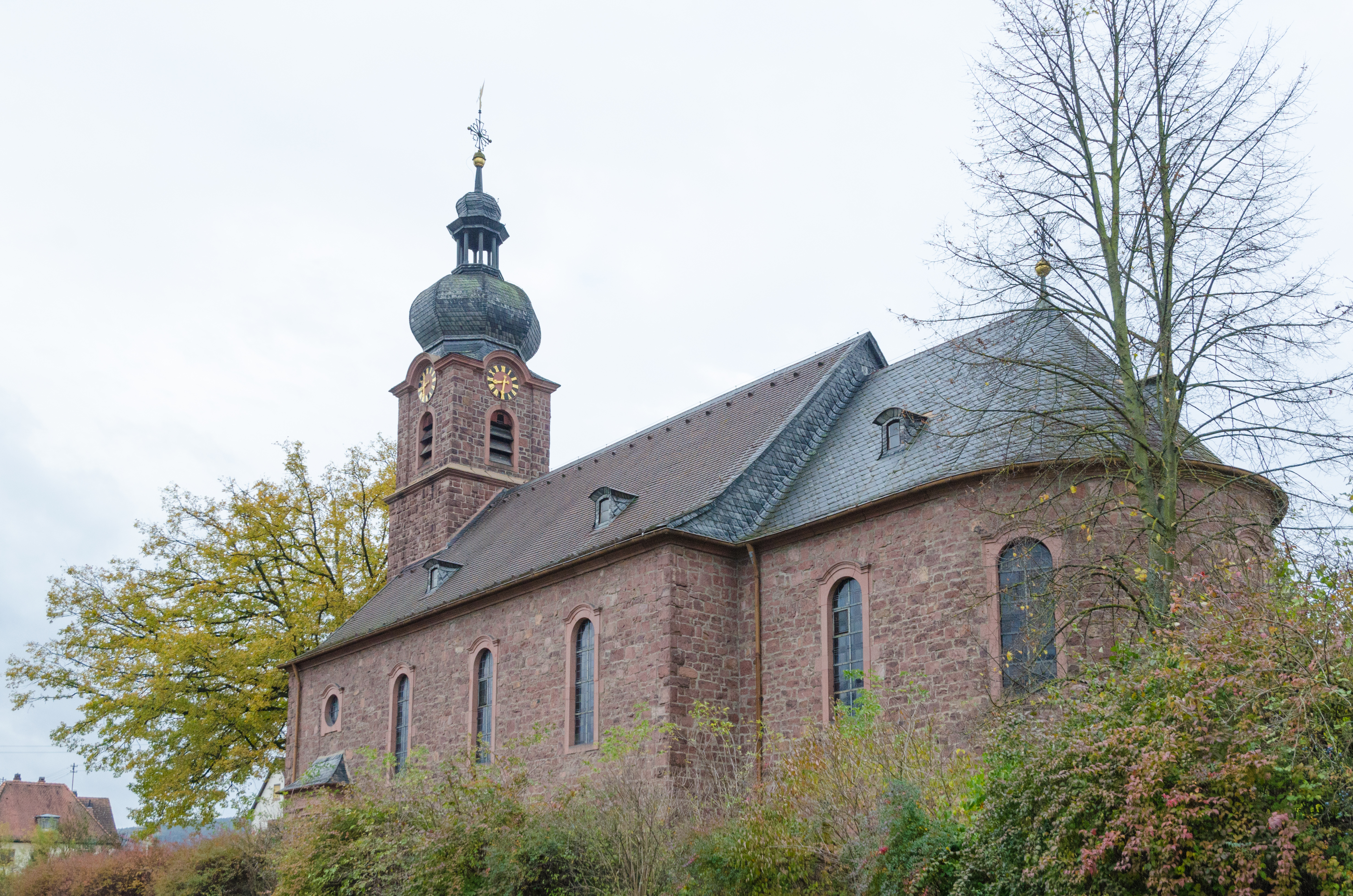
St. Bonifatius
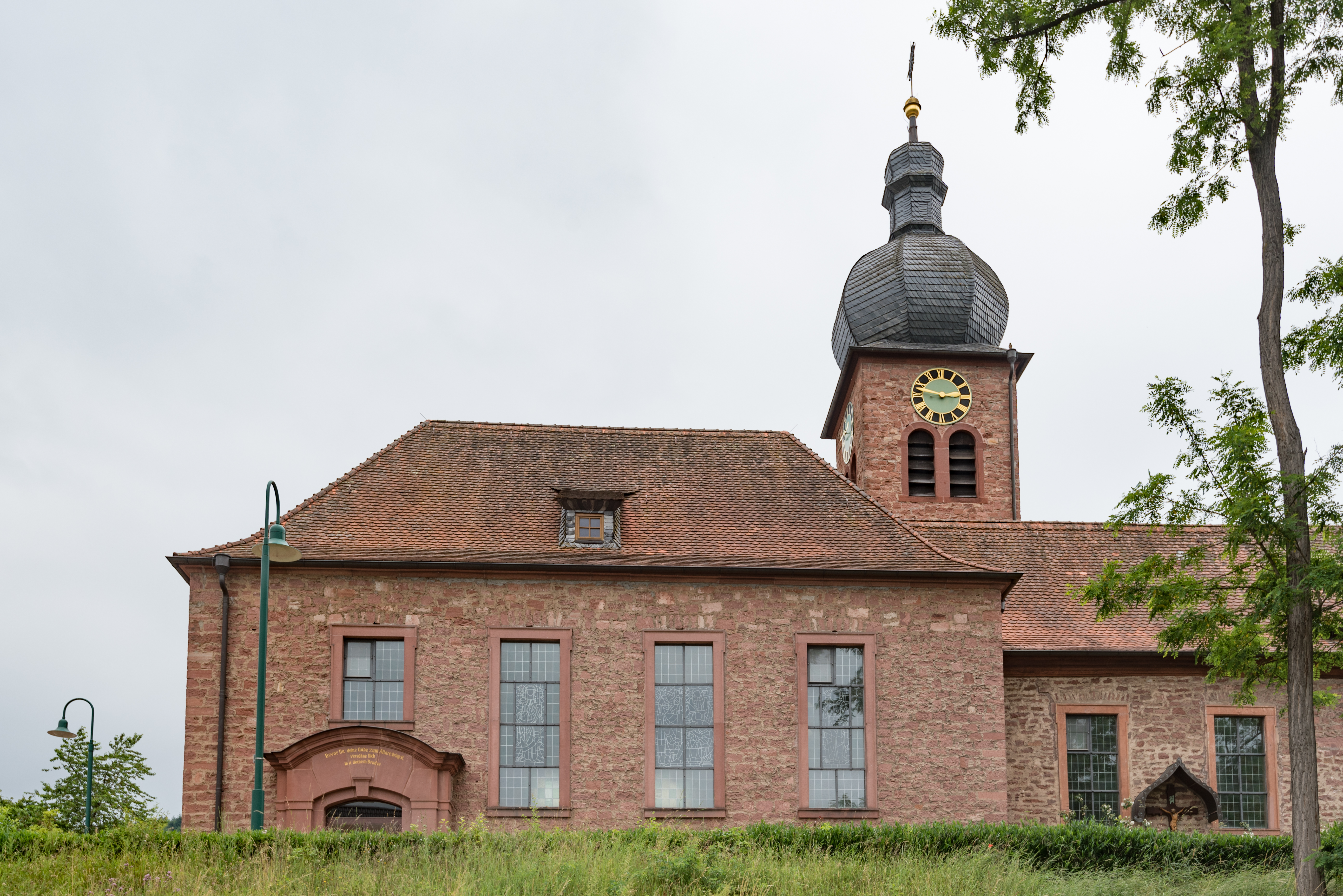
St. Sebastian
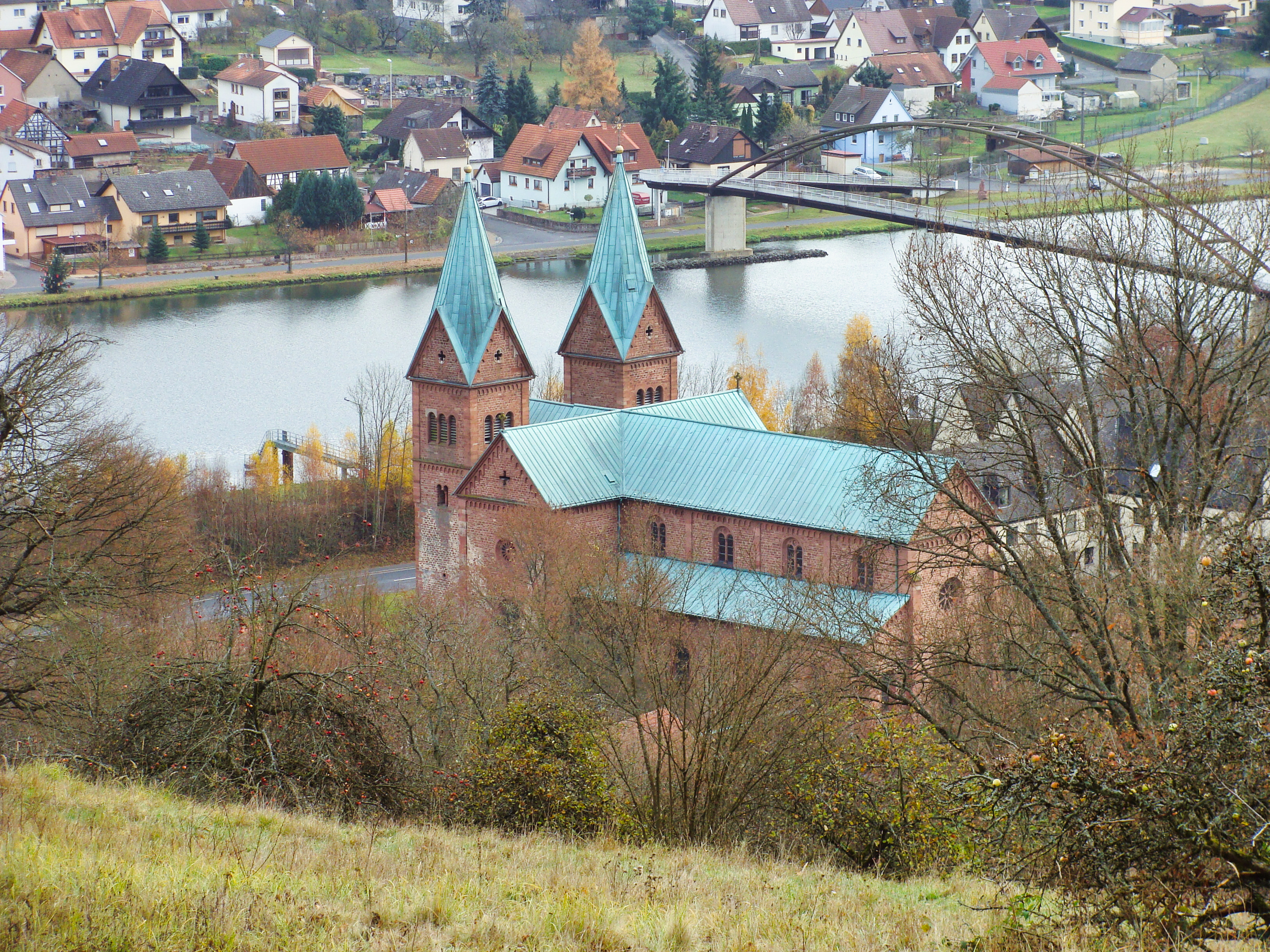
St. Michael u. St. Gertraud
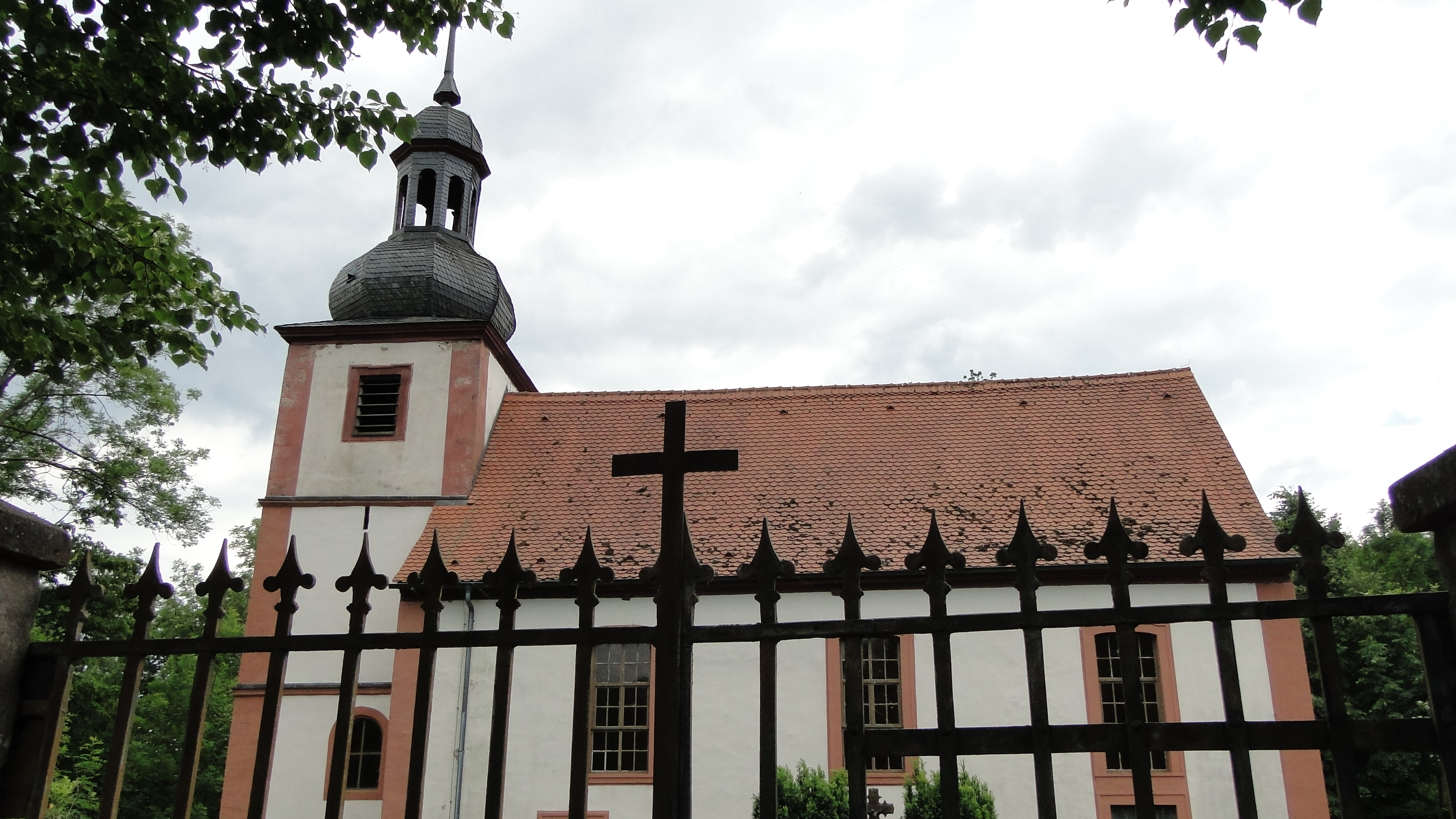
St. Michael
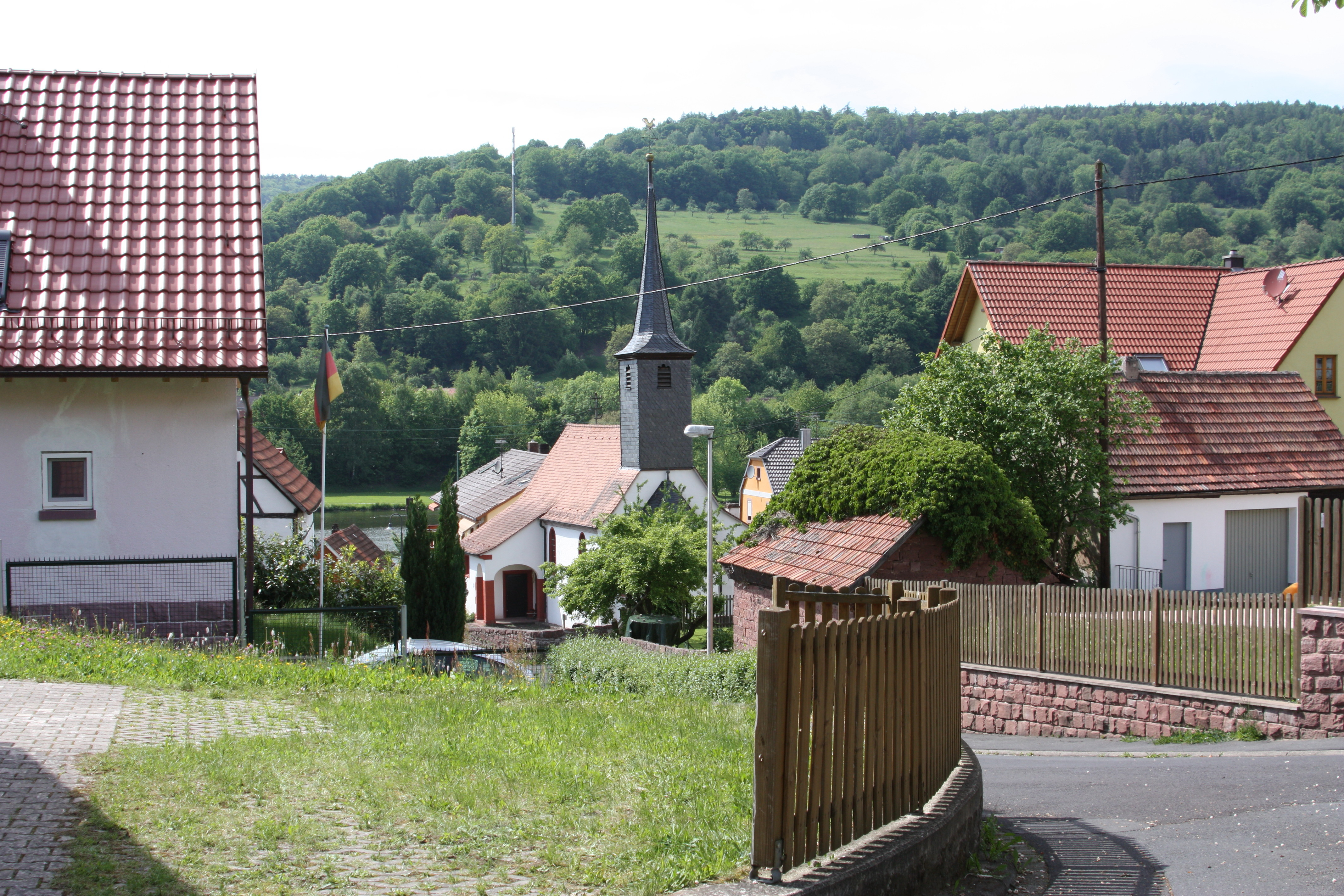
St. Johannes der Täufer
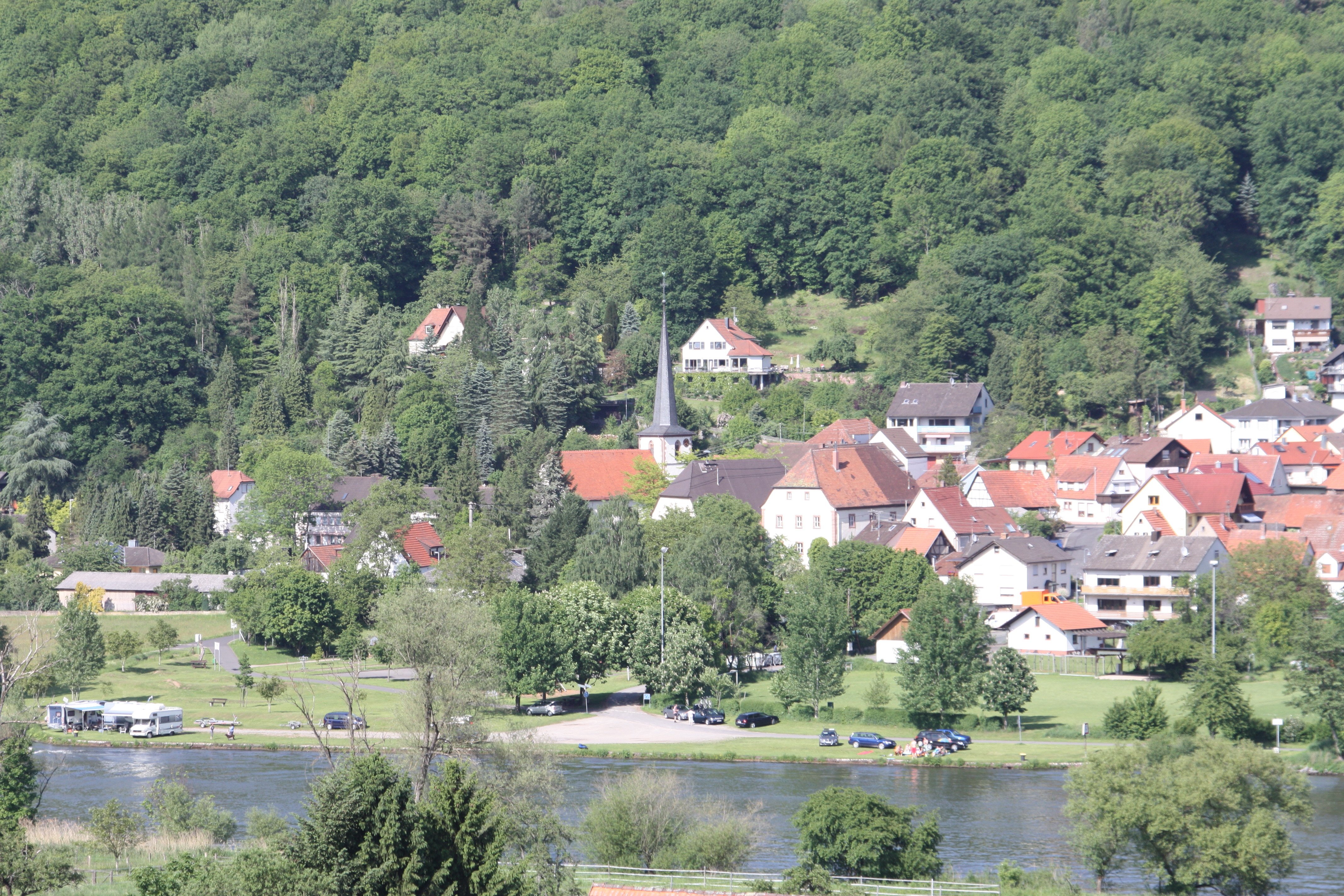
St. Jakobus d. Ä.
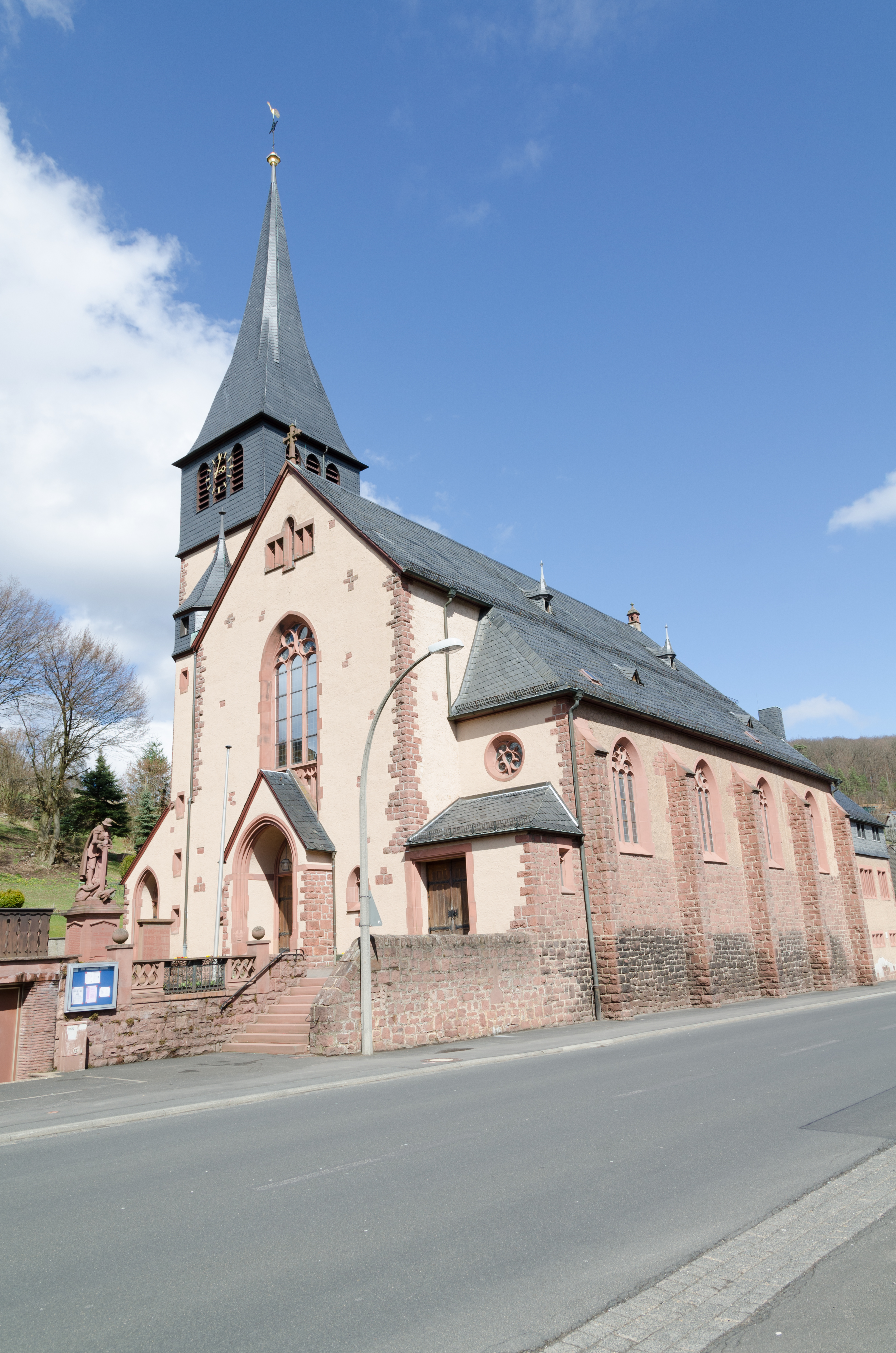
Maria Heimsuchung und St. Sebastian
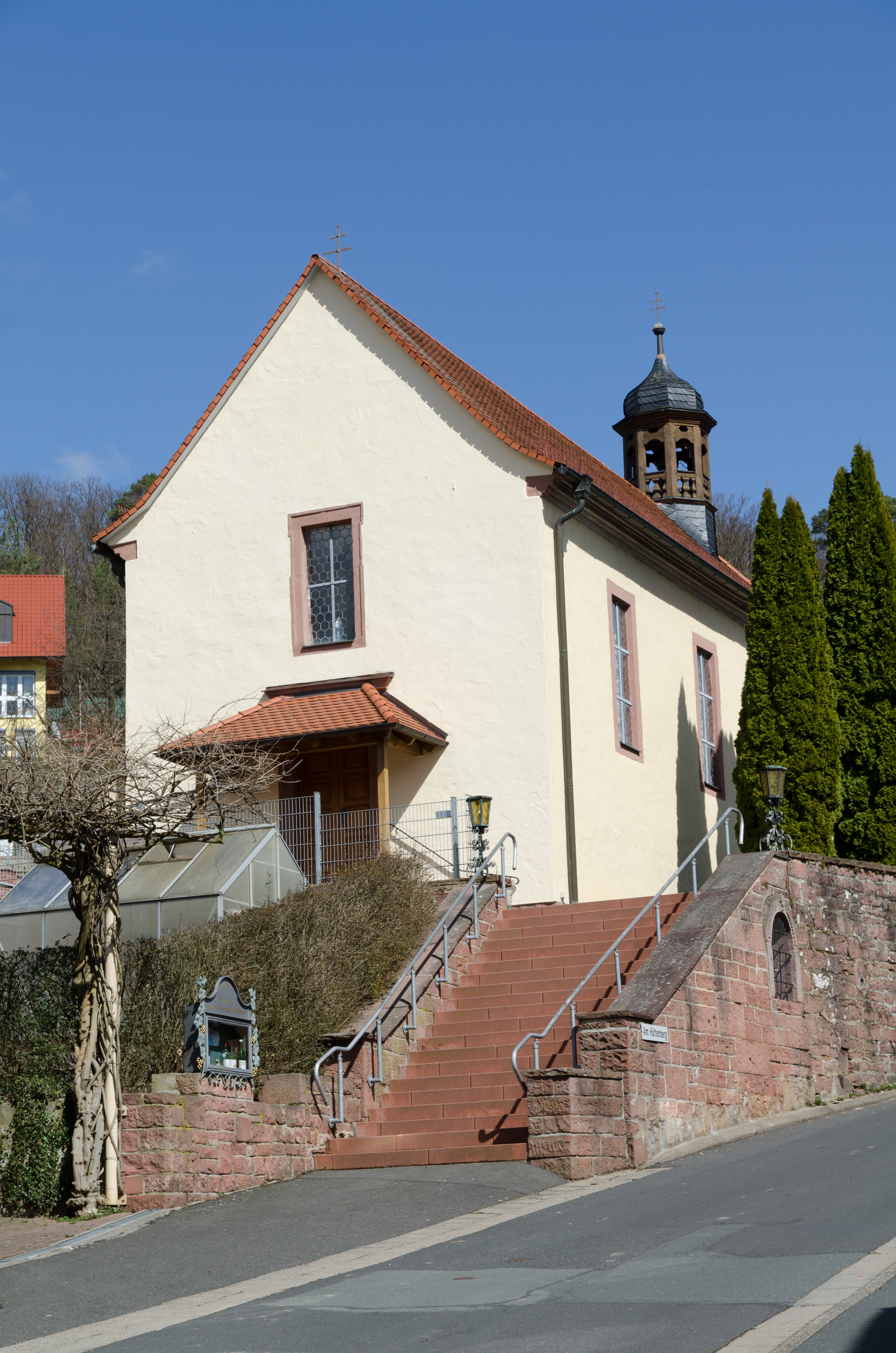
Glasmacherkirche
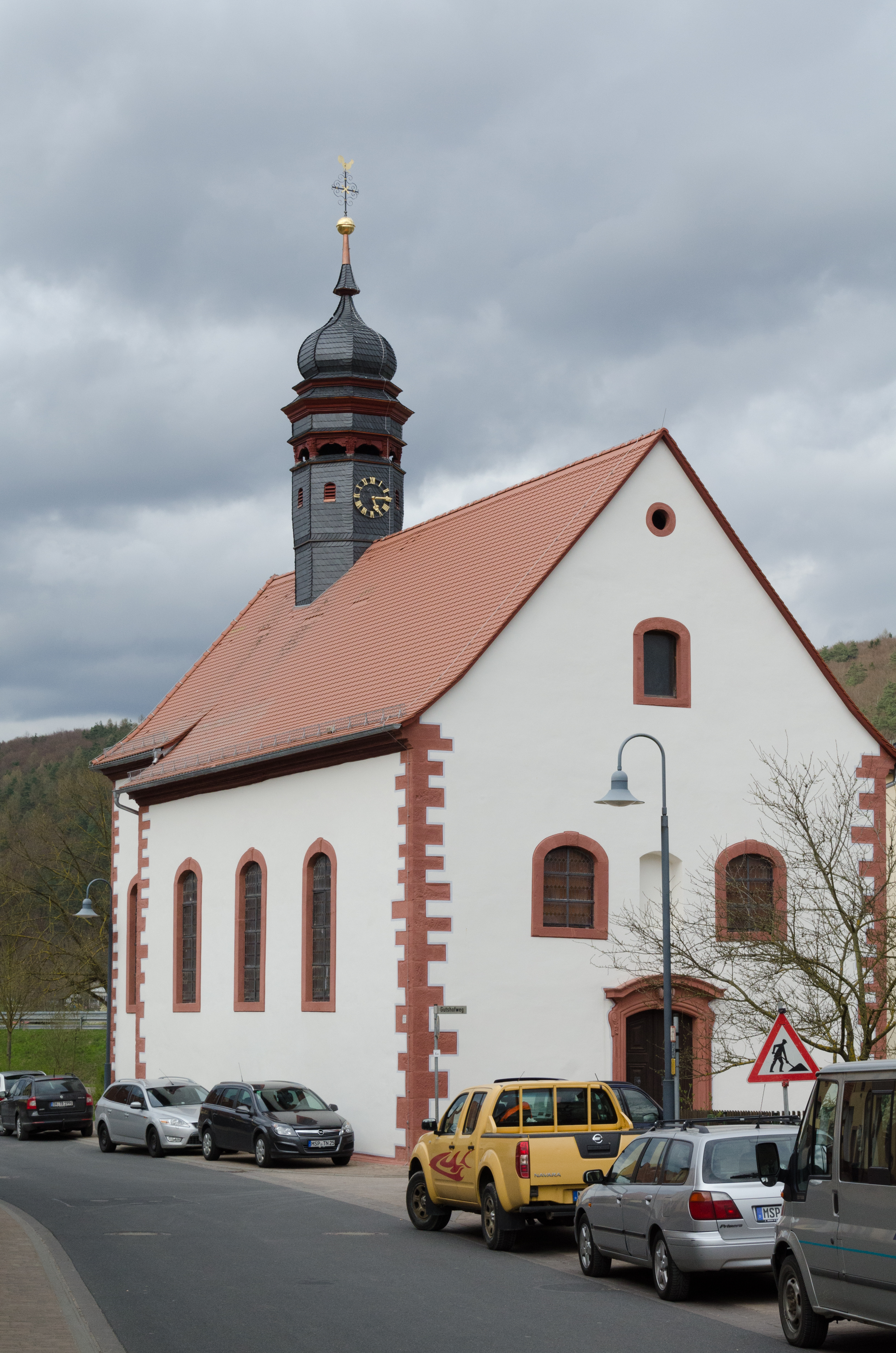
St. Rochus
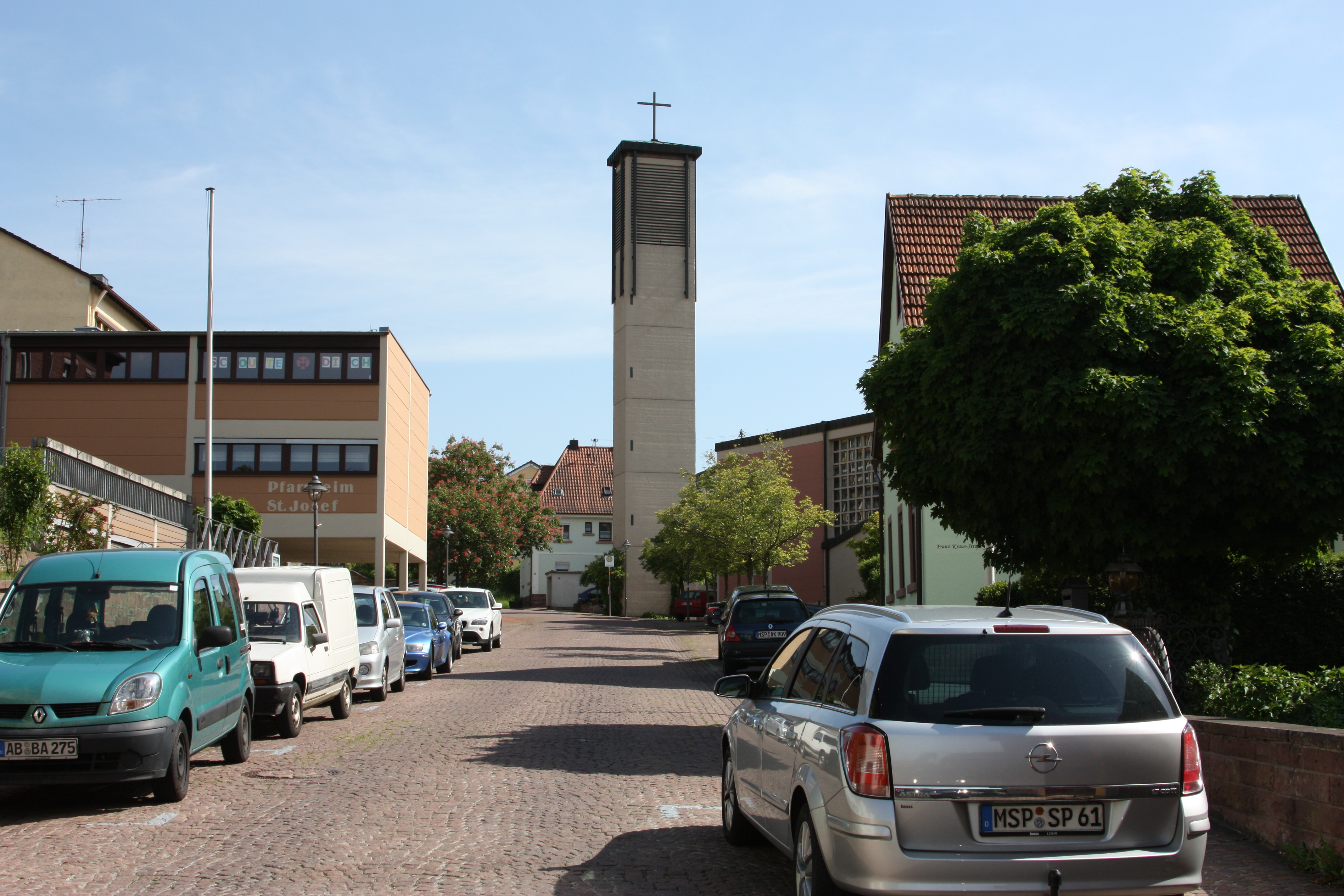
St. Josef der Bräutigam Sendelbach
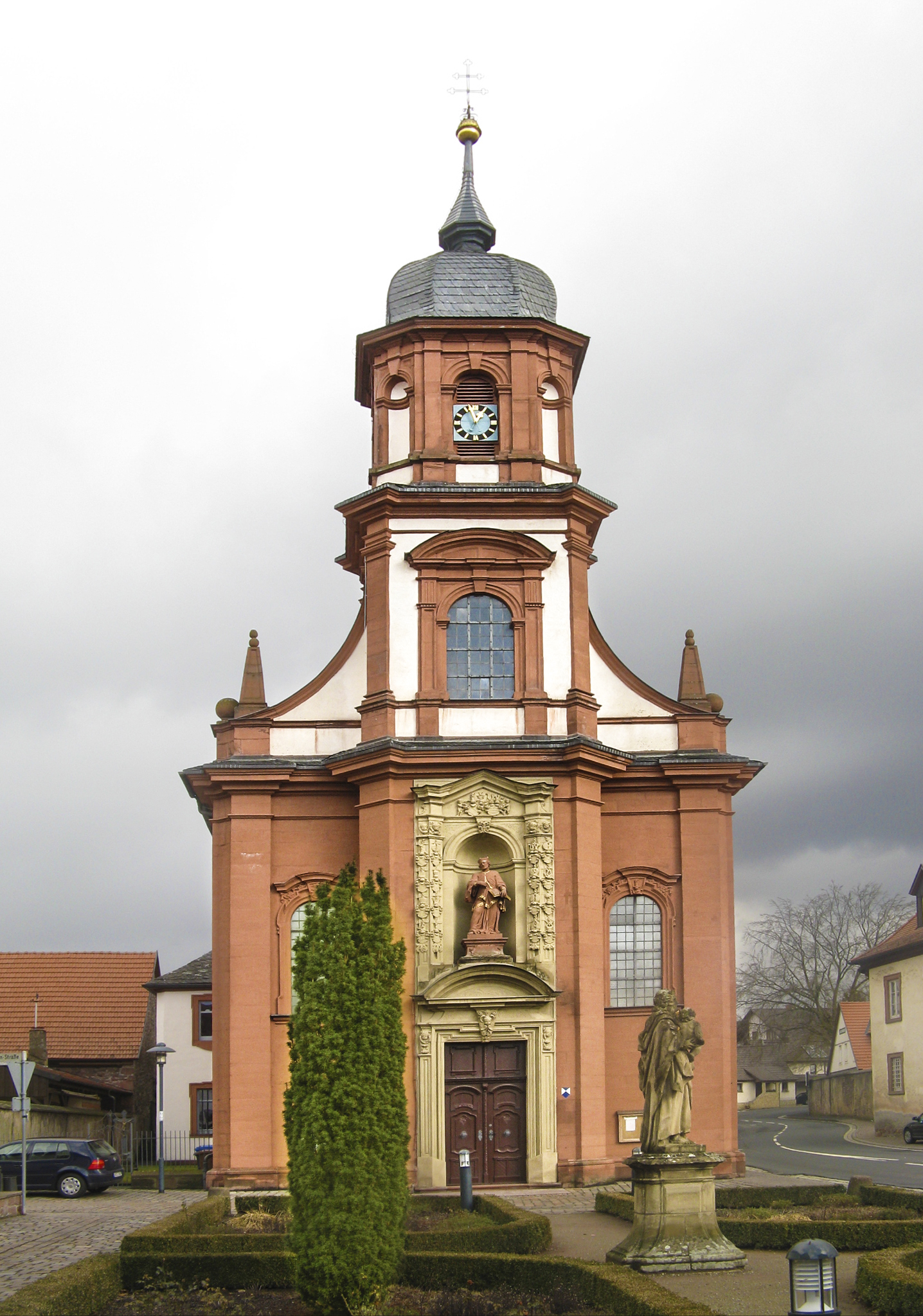
St. Josef der Bräutigam (Steinbach)

### Pastoraler Raum Marktheidenfeld

#### Pfarreiengemeinschaft Erlenbach-Triefenstein
- Pfarrei St. Burkard Erlenbach bei Marktheidenfeld
  - Filiale St. Ägidius Tiefenthal
- Pfarrei St. Burkard Homburg am Main
- Pfarrei St. Jakobus der Ältere Lengfurt
- Pfarrei St. Georg Trennfeld
  - Filiale St. Ulrich Rettersheim

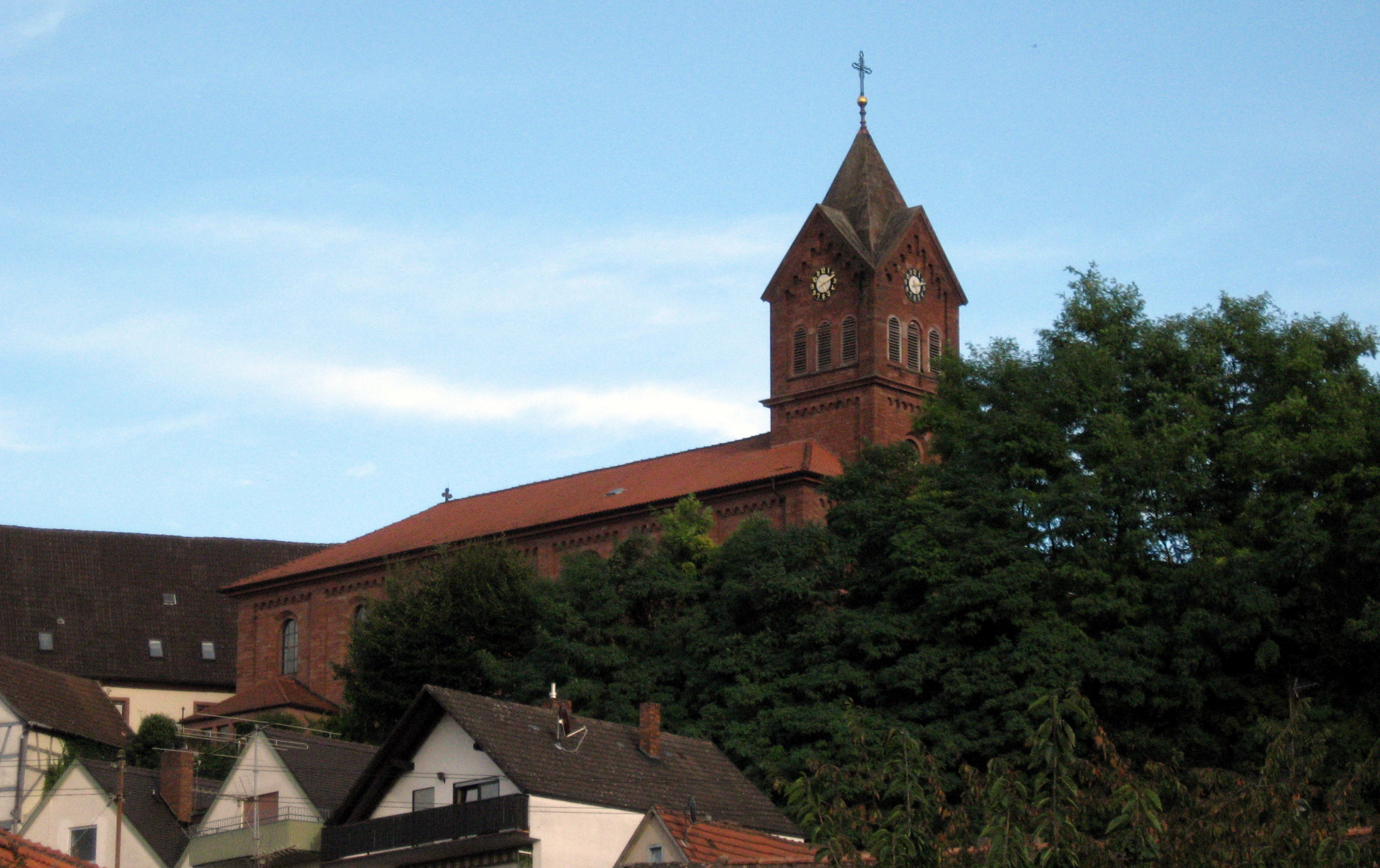
St. Burkard (Homburg am Main)
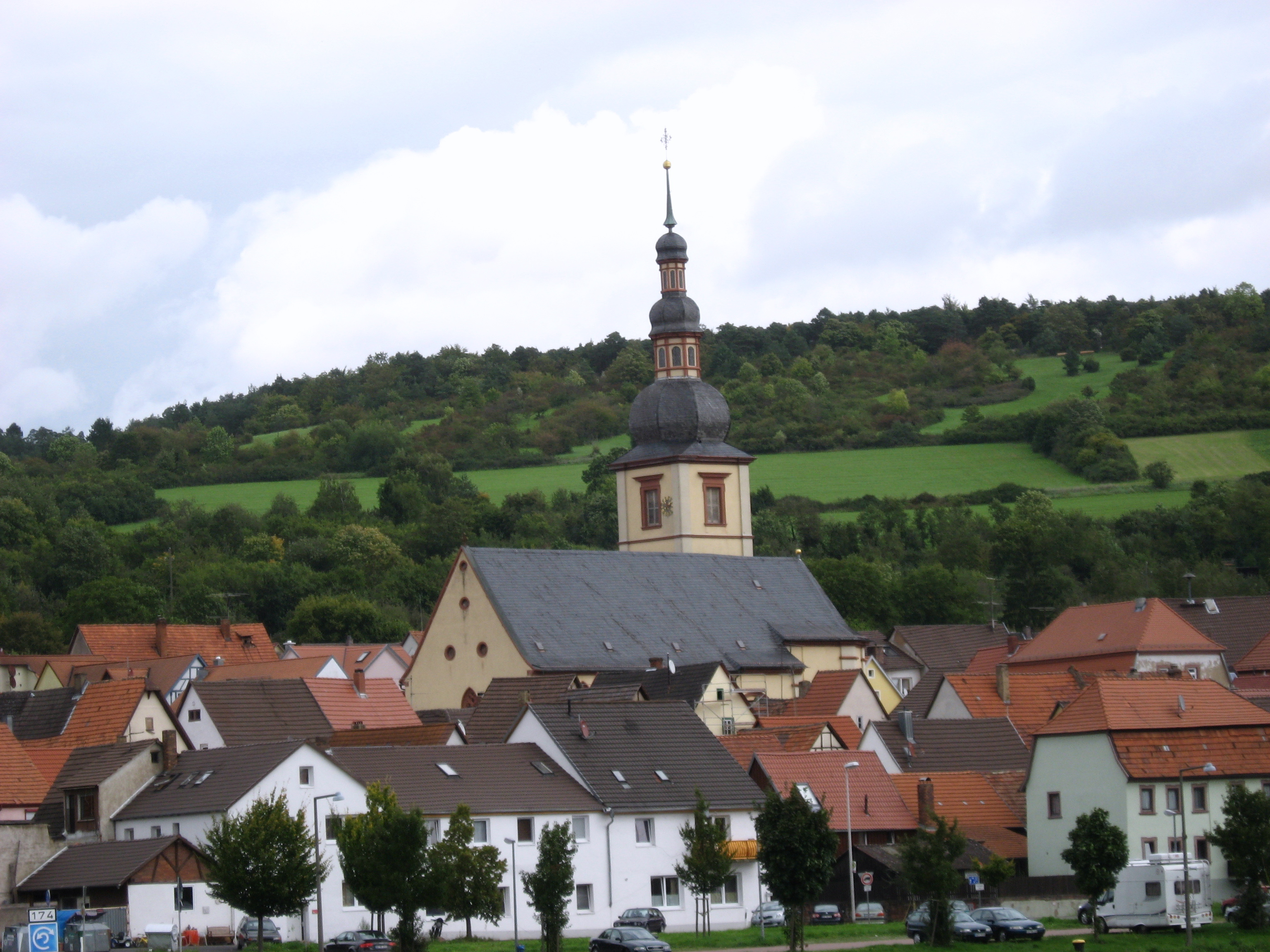
St. Jakobus der Ältere
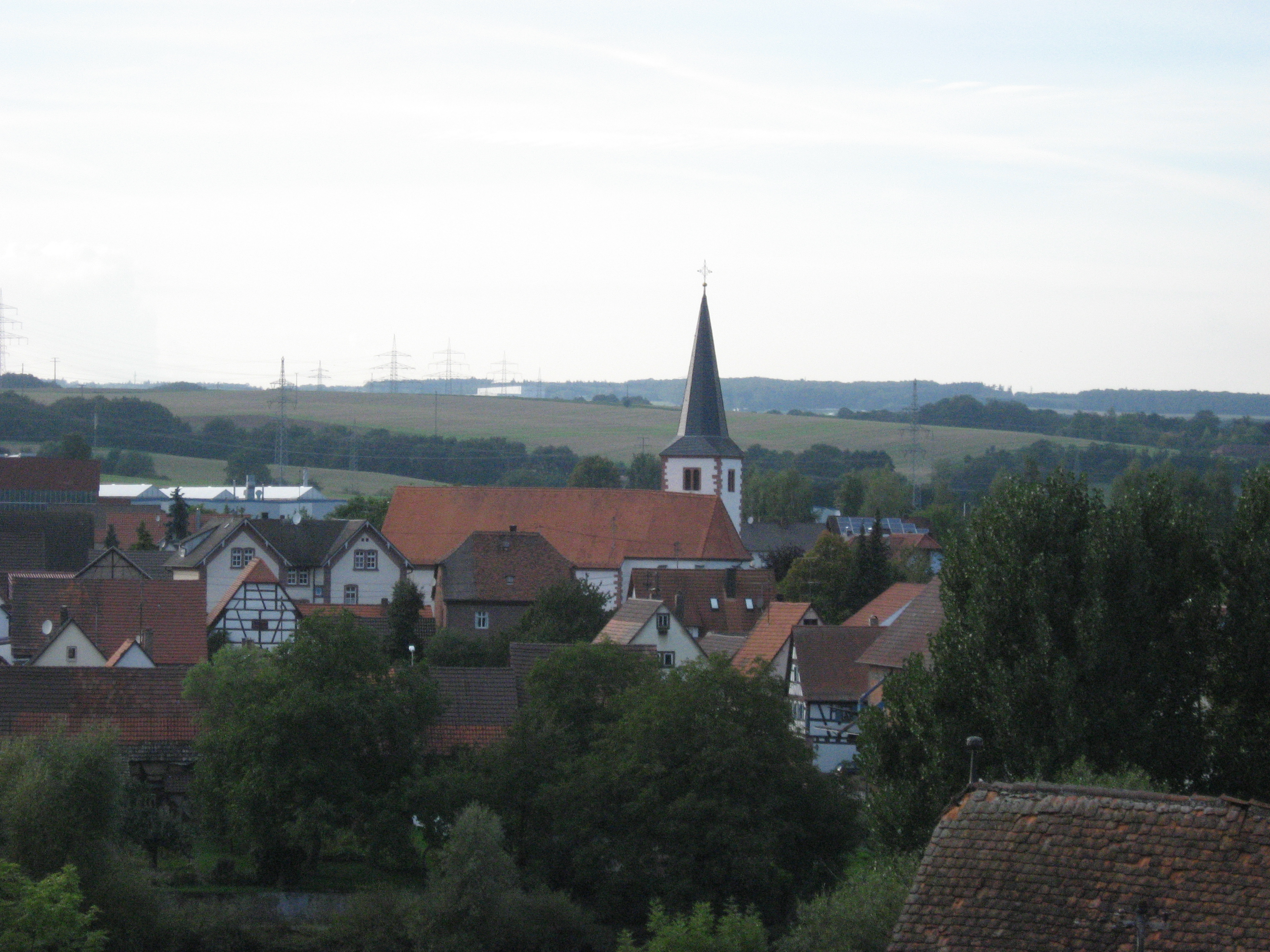
St. Georg
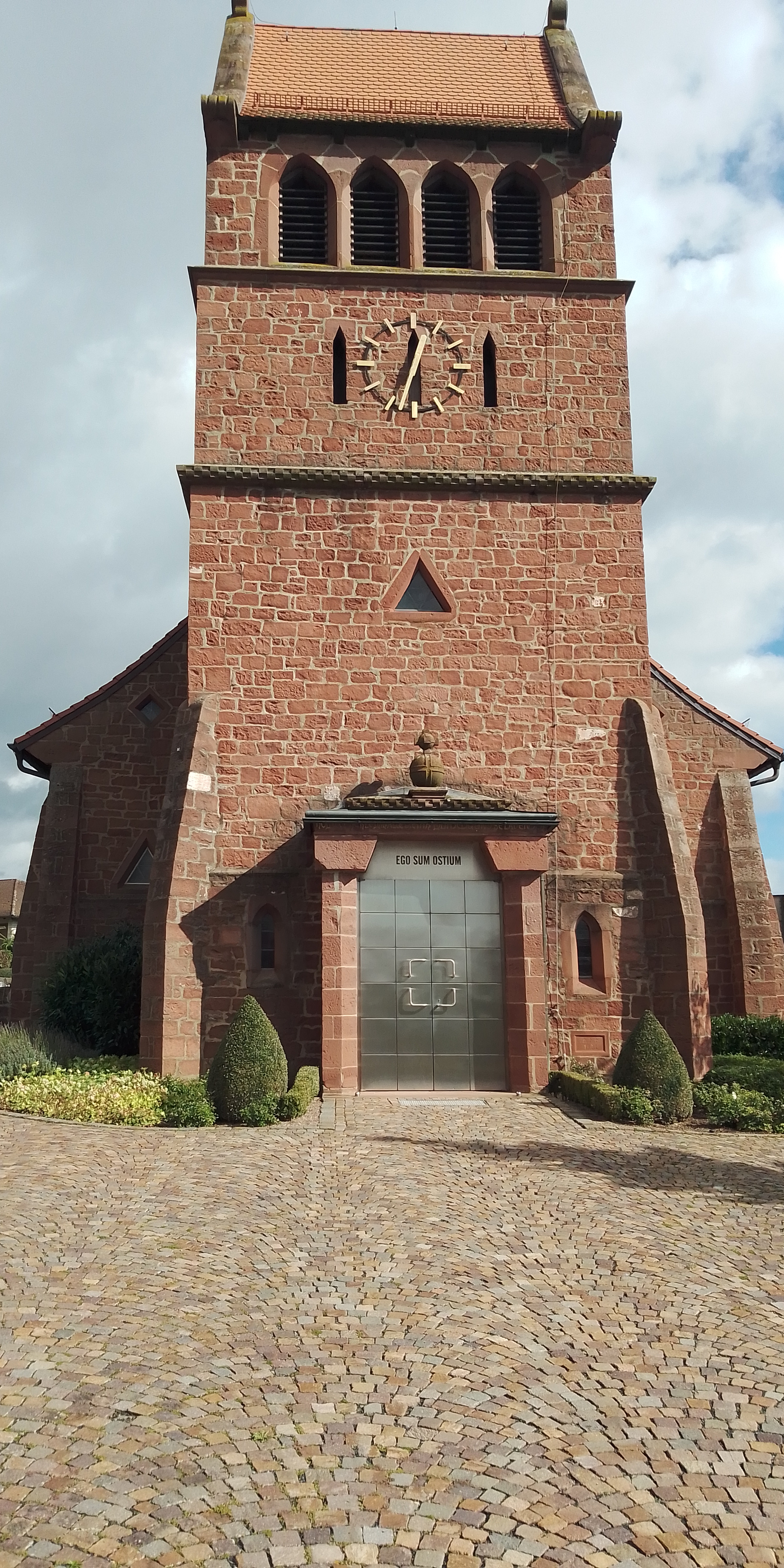
St. Ulrich

#### Pfarreiengemeinschaft Haseltal – Himmelreich, Kreuzwertheim
- Pfarrei Heiligkreuz Kreuzwertheim
- Kuratie St. Antonius von Padua Röttbach
- Pfarrei St. Heinrich und St. Margareta Schollbrunn
  - Filiale St. Josef der Bräutigam Hasloch
- Pfarrei St. Markus Unterwittbach
  - Filiale St. Josef der Bräutigam Wiebelbach

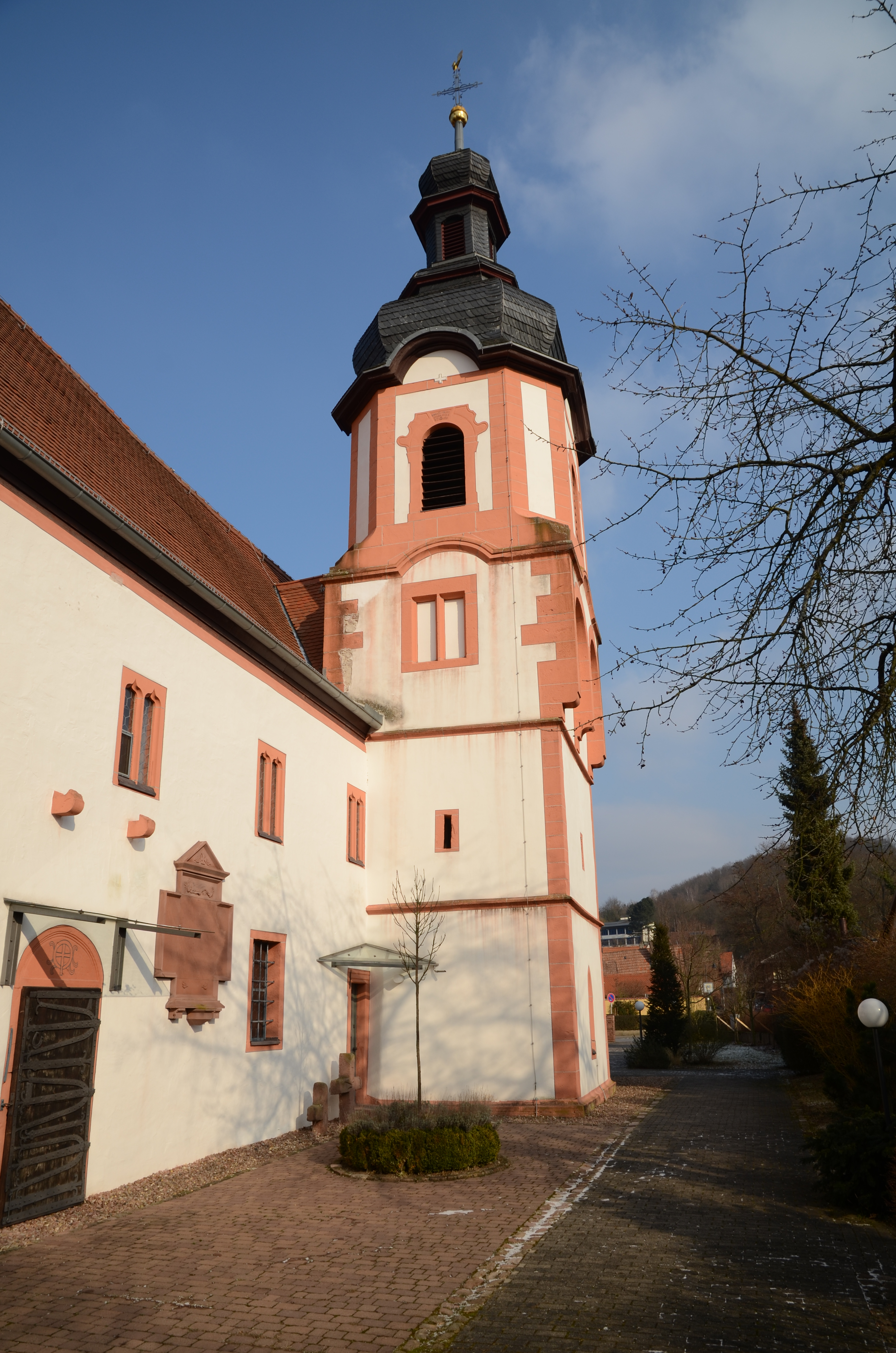
Heiligkreuz
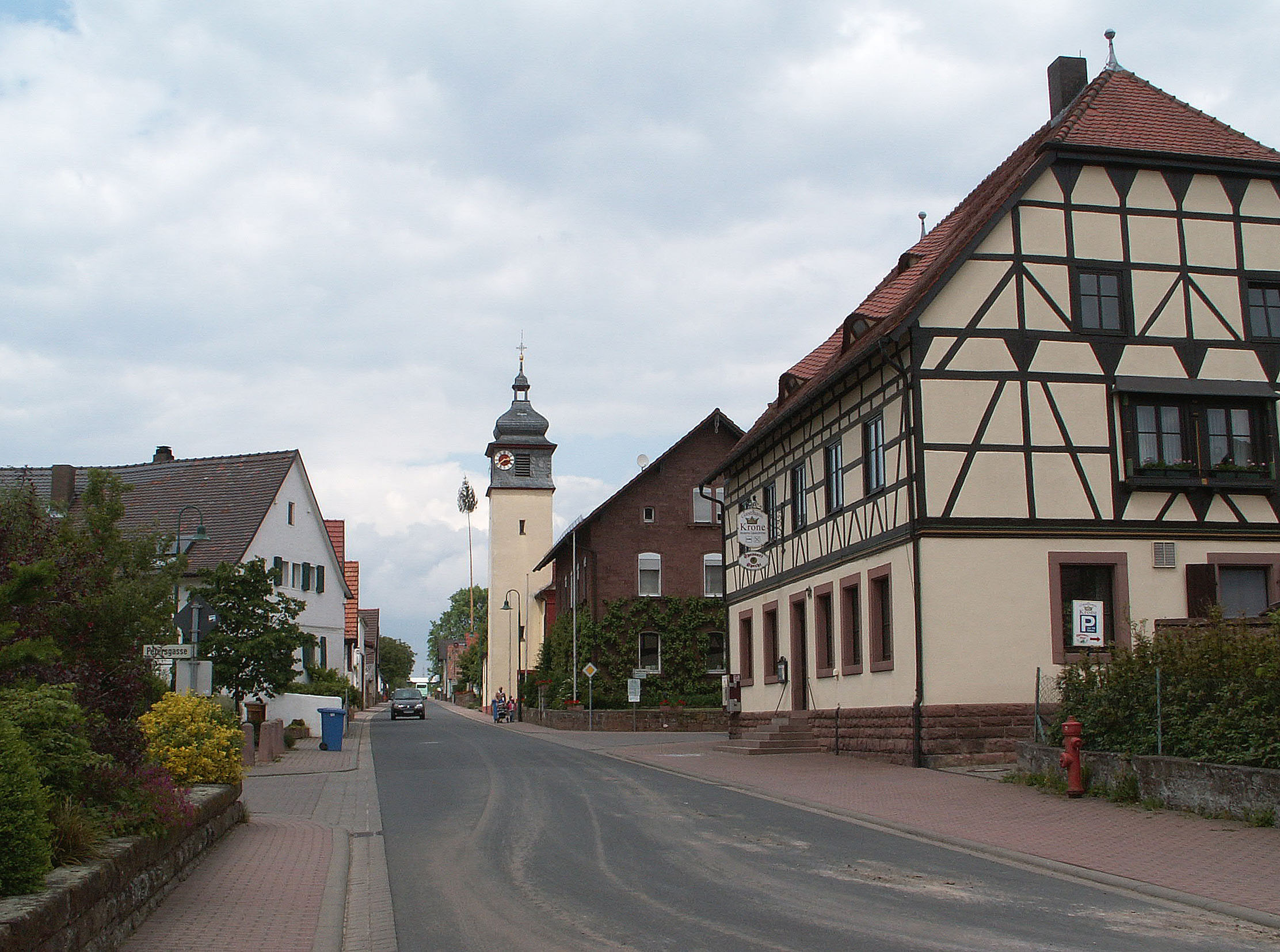
St. Antonius v. Padua
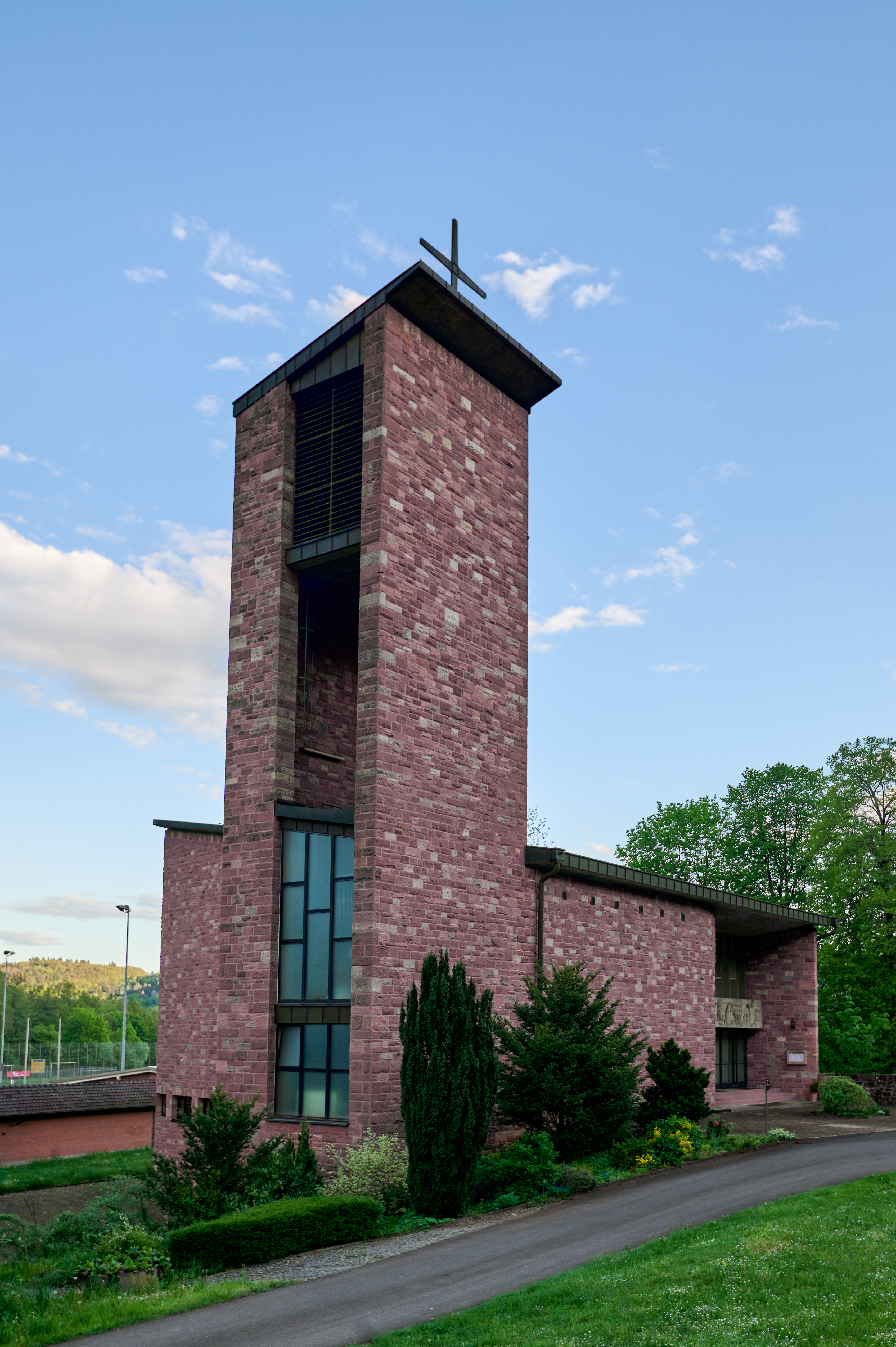
St. Josef (Hasloch)
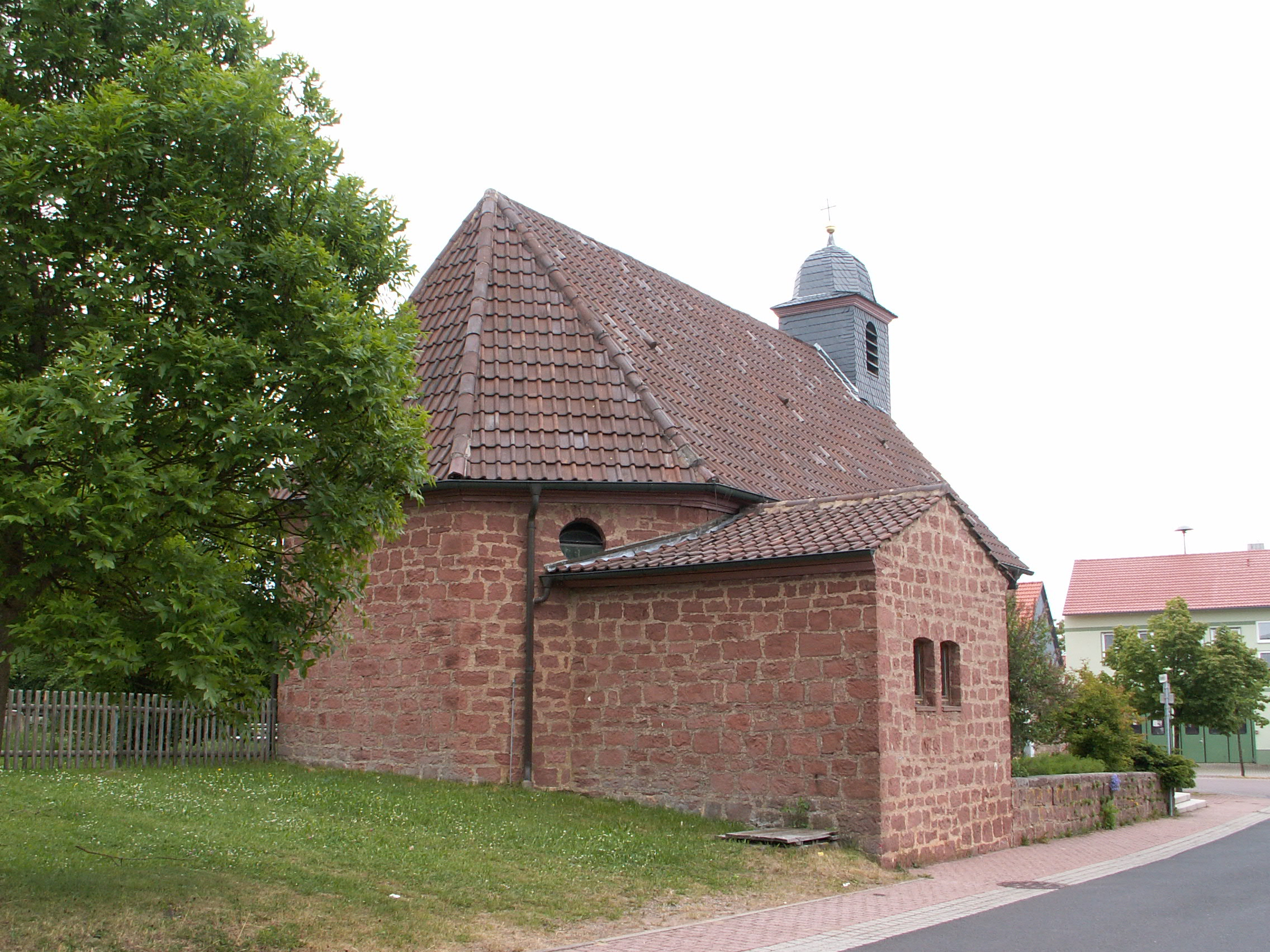
St. Josef (Wiebelbach)

#### Pfarreiengemeinschaft Heilig Geist im Spessartgrund, Esselbach
- Kuratie Allerheiligste Dreifaltigkeit Bischbrunn, Wegkapelle Schleifmühle
- Pfarrei St. Margaretha Esselbach
  - Filiale Herz Mariä Oberndorf

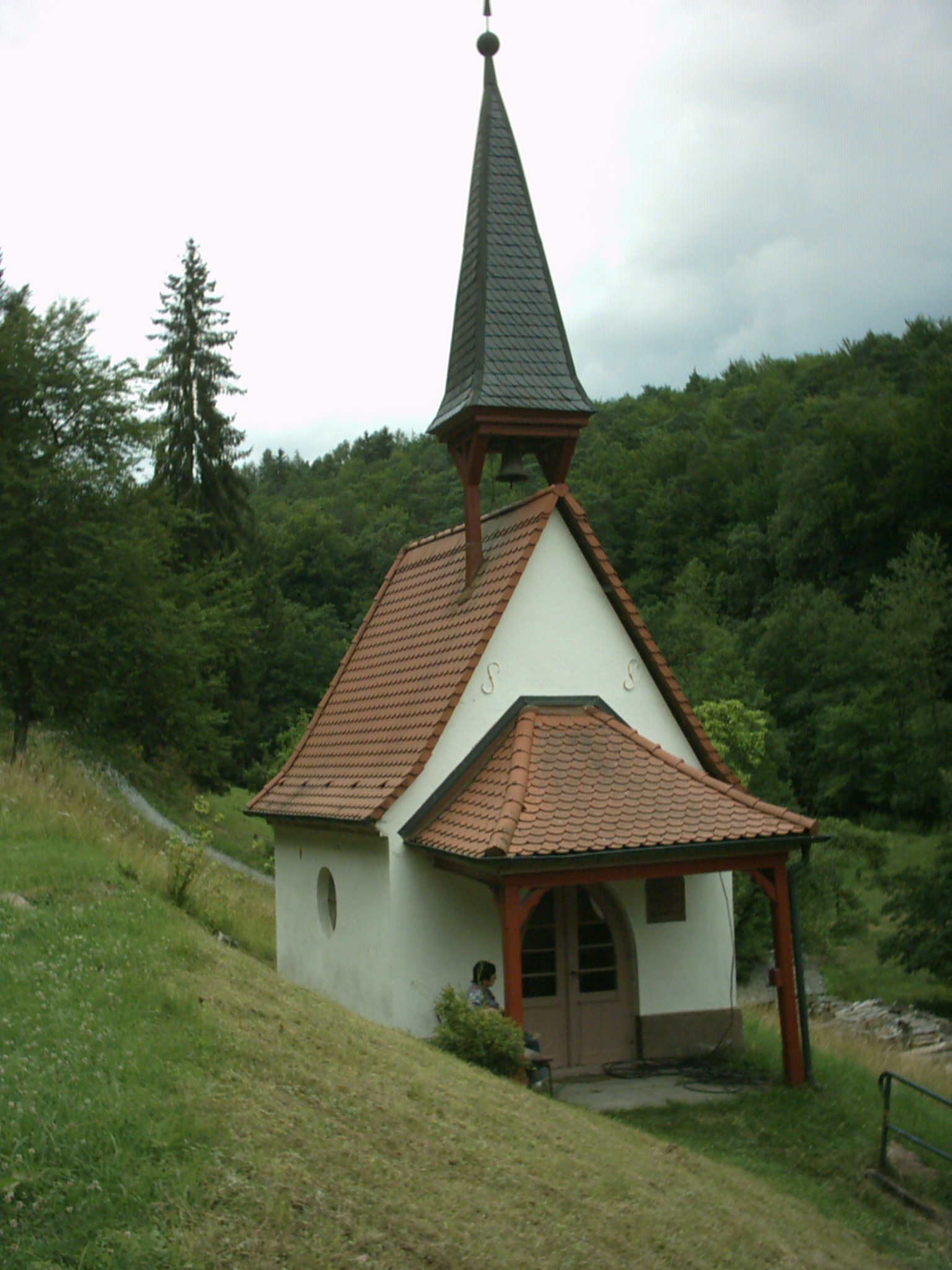
Wegkapelle Schleifmühle
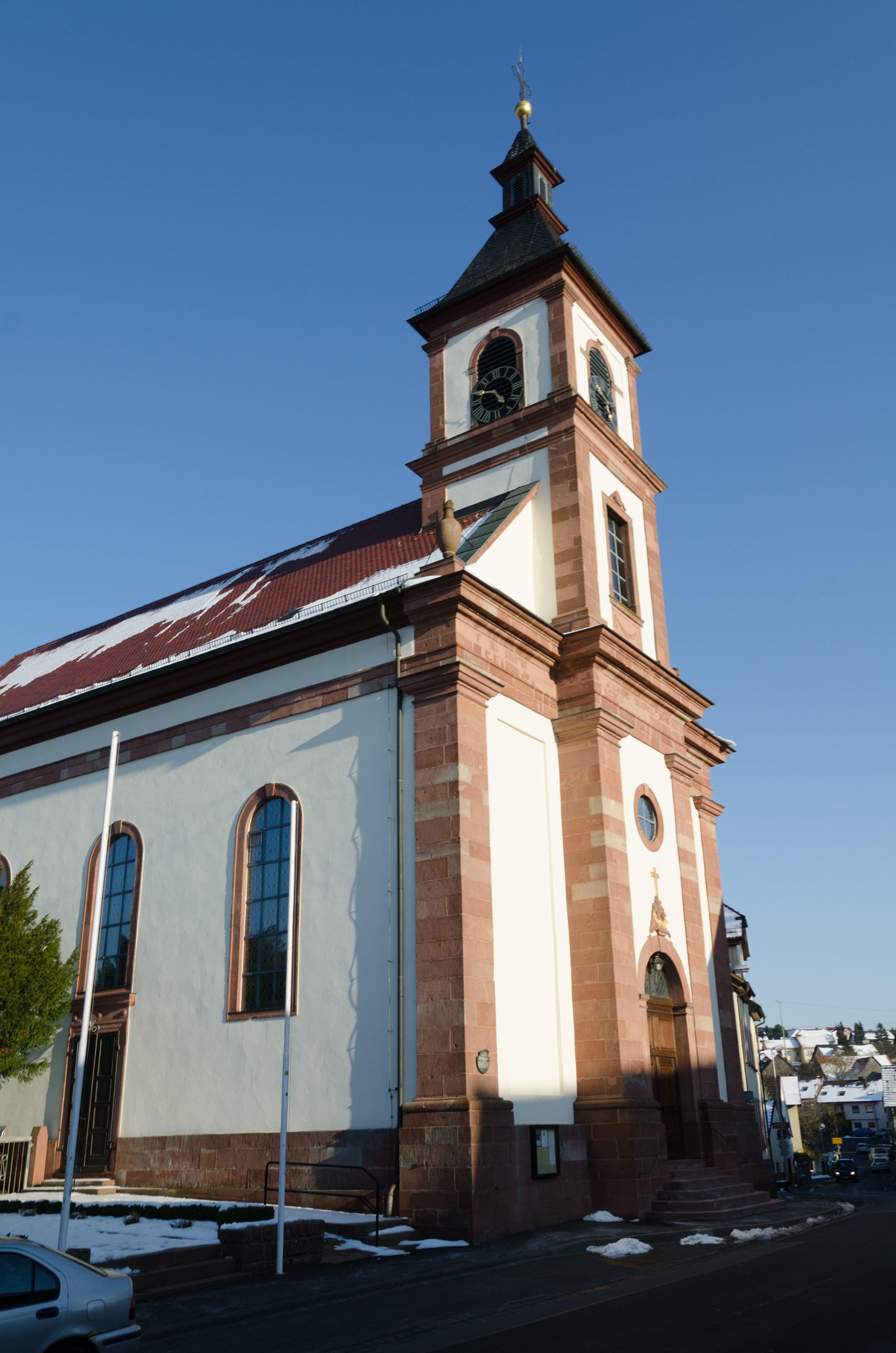
St. Margareta

#### Pfarreiengemeinschaft Maria – Patronin von Franken, Urspringen
- Kuratie St. Hubertus Ansbach
- Pfarrei St. Valentin Birkenfeld
- Pfarrei St. Vitus Karbach
- Kuratie St. Cyriakus Roden
- Pfarrei Maria von Berge Karmel Urspringen

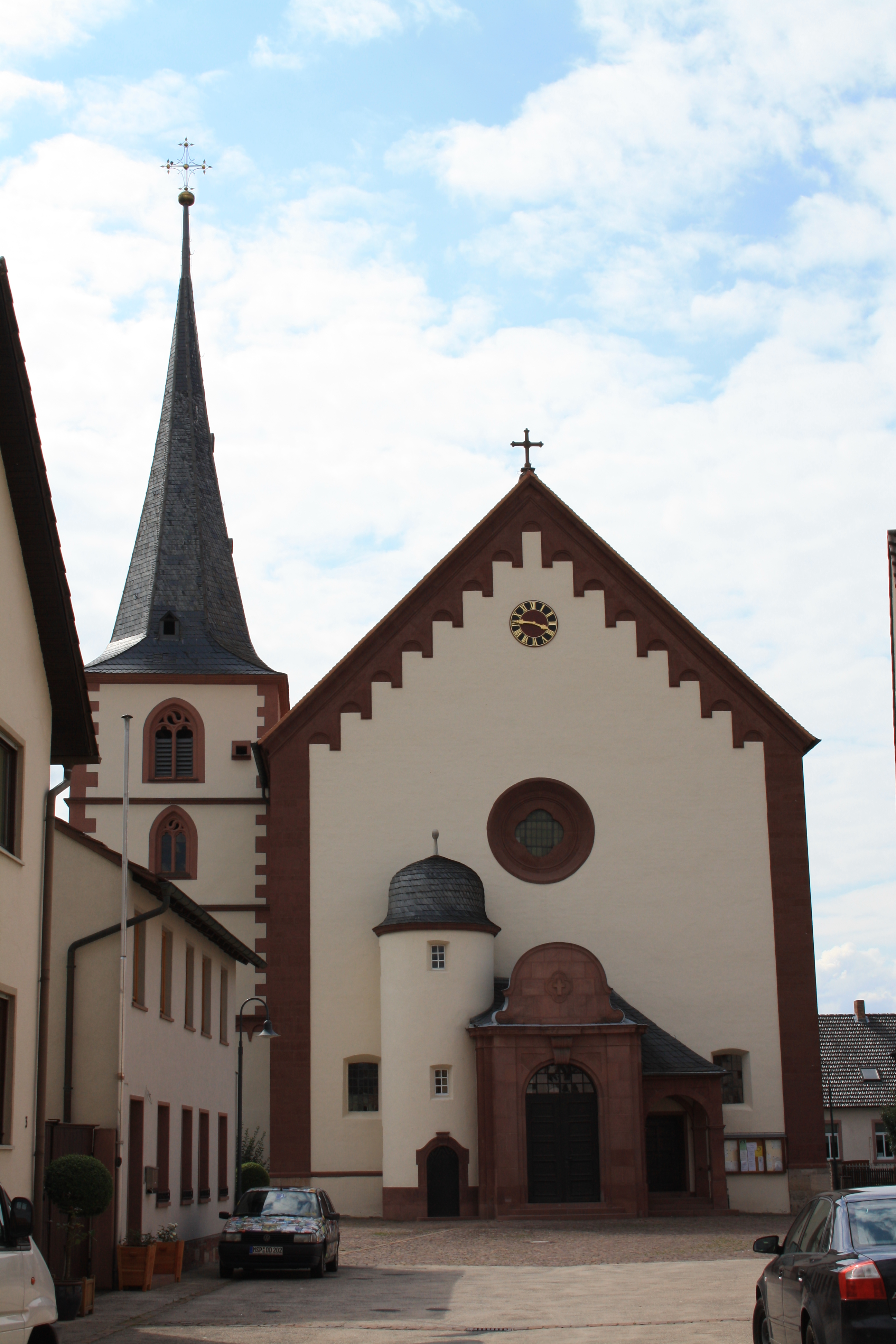
St. Valentin
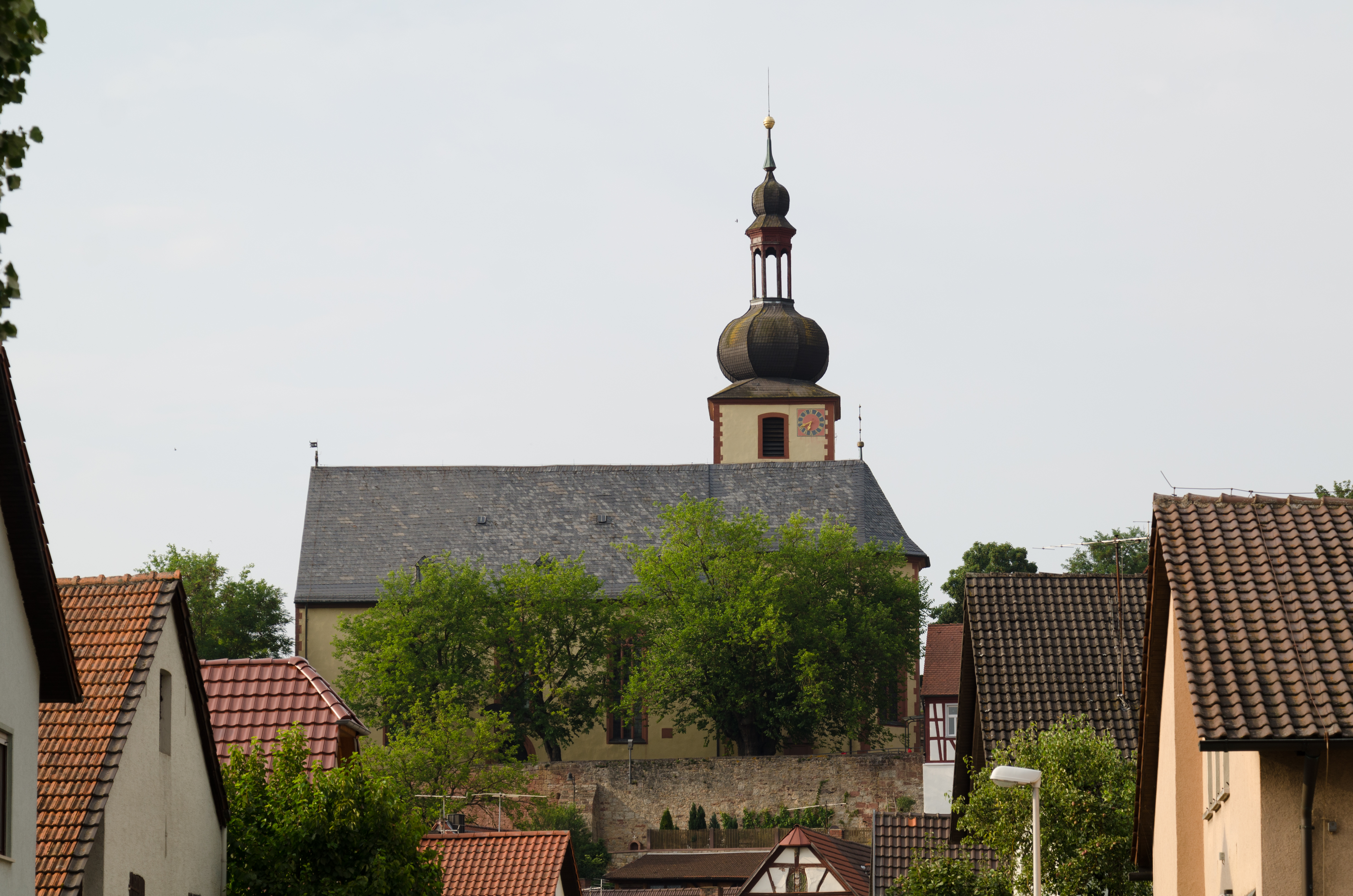
St. Vitus
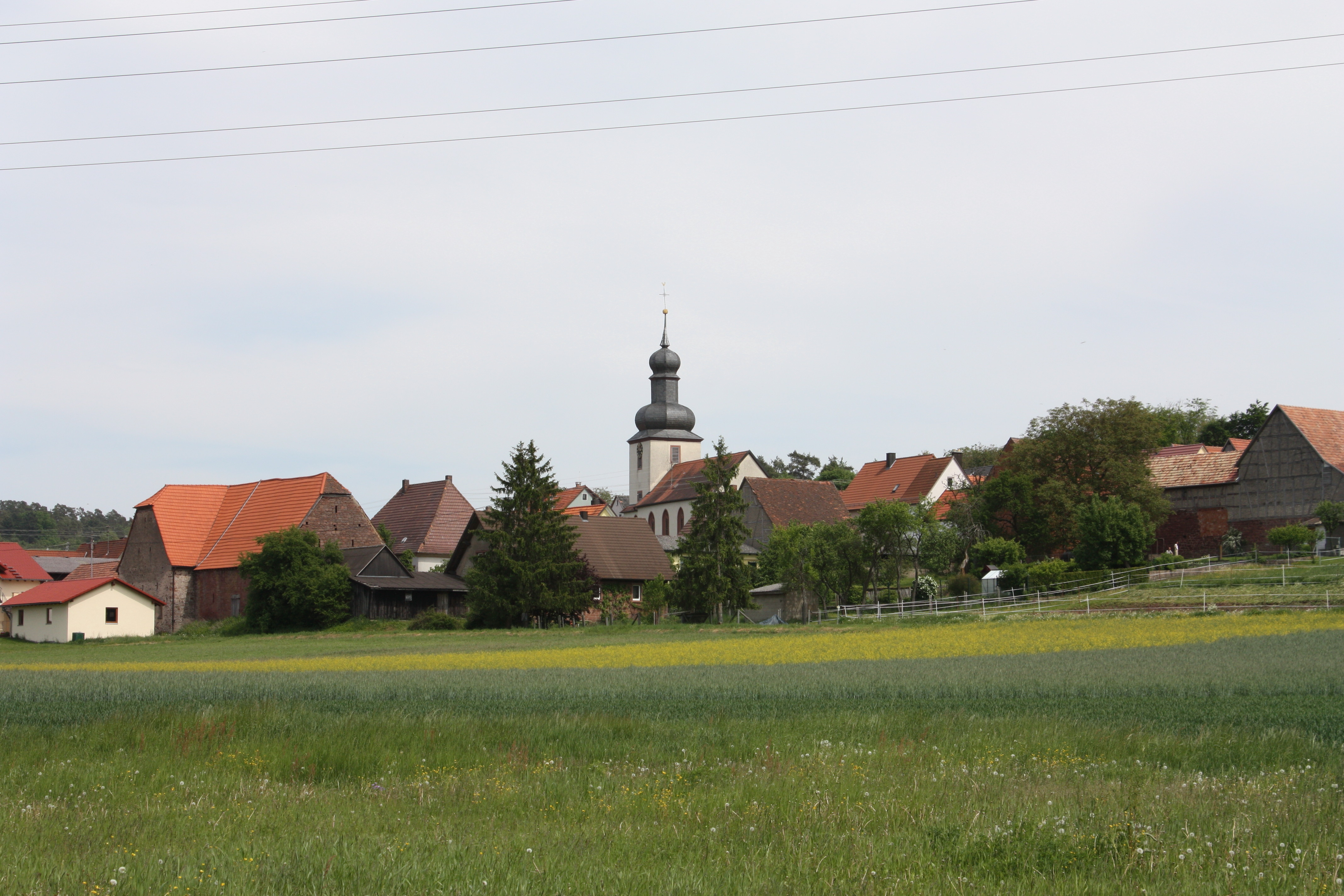
St. Cyriakus

#### Pfarreiengemeinschaft St. Laurentius am Spessart, Marktheidenfeld
- Pfarrei St. Jakobus der Ältere Hafenlohr
- Pfarrei St. Josef der Bräutigam Marktheidenfeld, Pfarrkirche St. Laurentius
  - Filiale St. Barbara Marienbrunn
- Pfarrei Mariä Himmelfahrt Rothenfels
  - Filiale St. Josef der Arbeiter Bergrothenfels, Burgkapelle St. Georg Burg Rothenfels
- Kuratie St. Cyriakus Windheim
- Kuratie St. Michael Zimmern

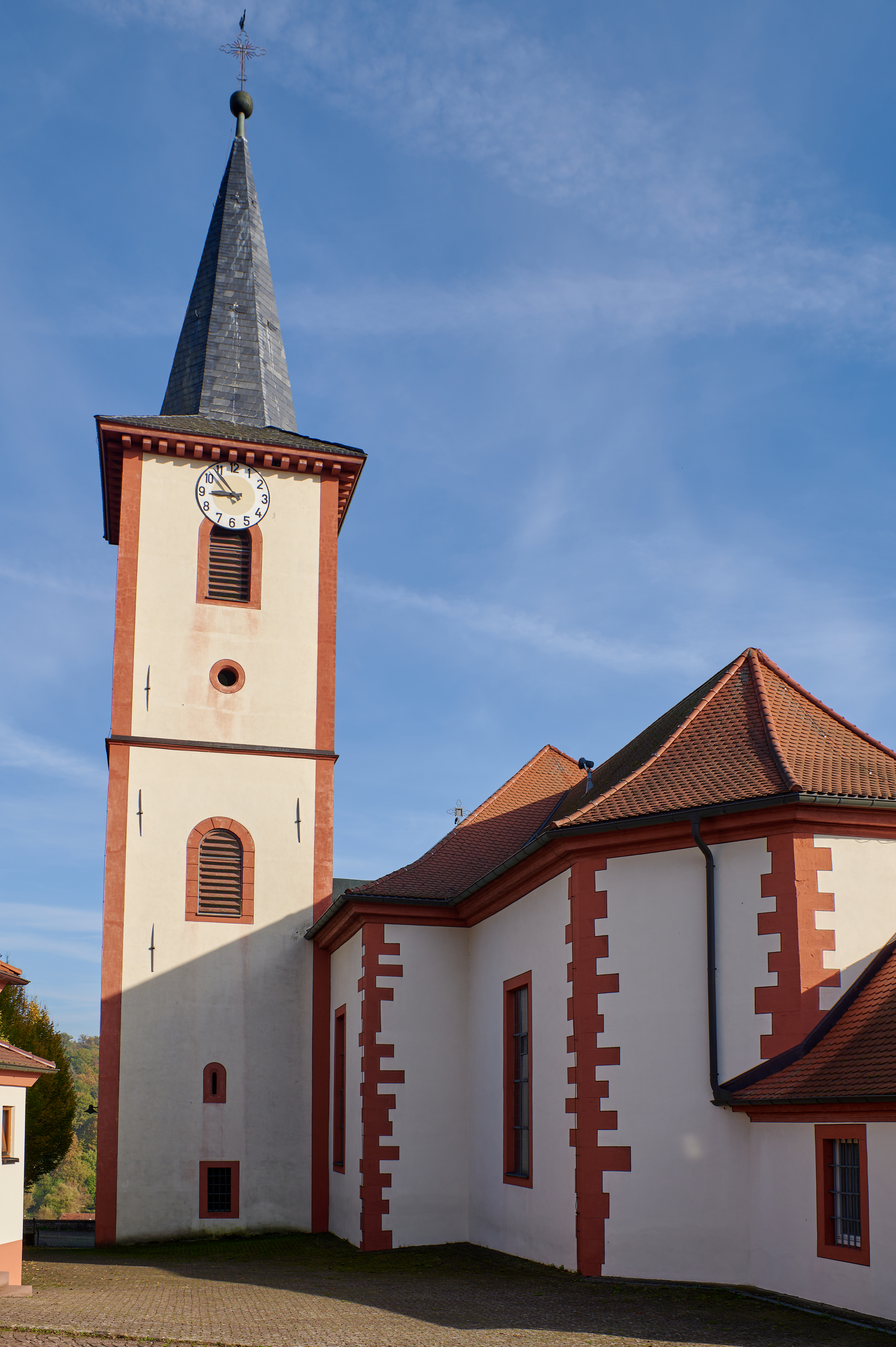
St. Jakobus d. Ä.
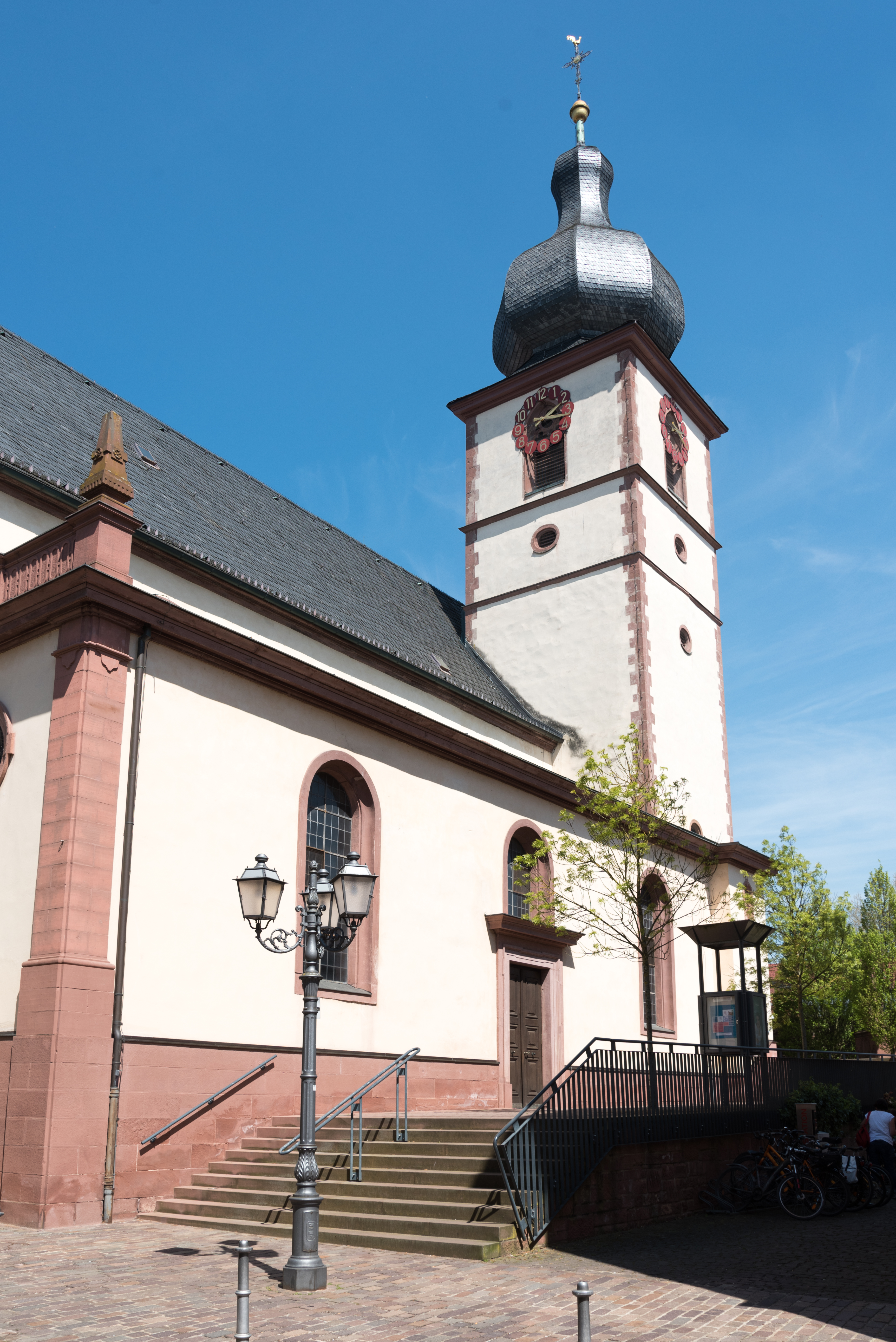
St. Laurentius
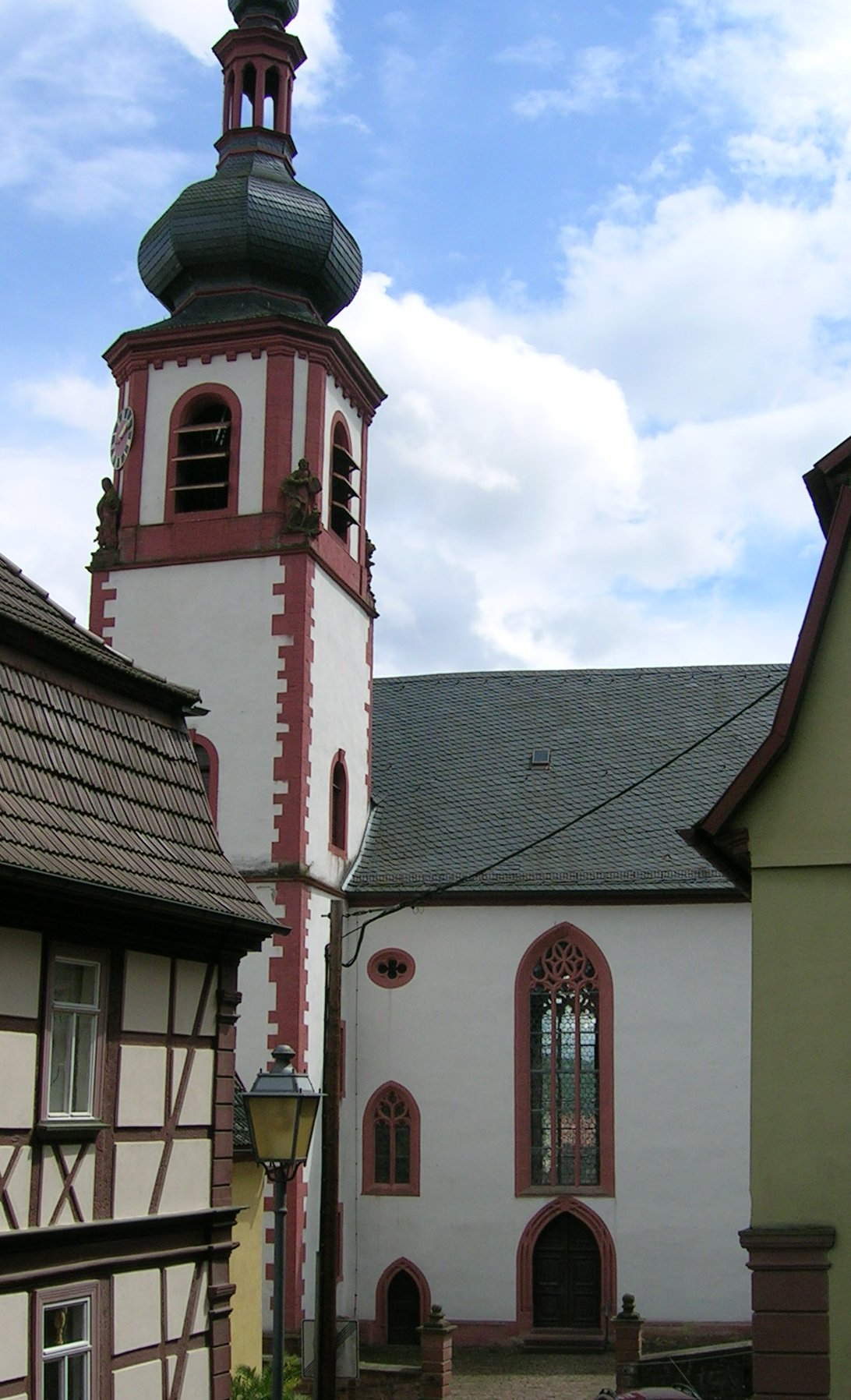
Mariä Himmelfahrt
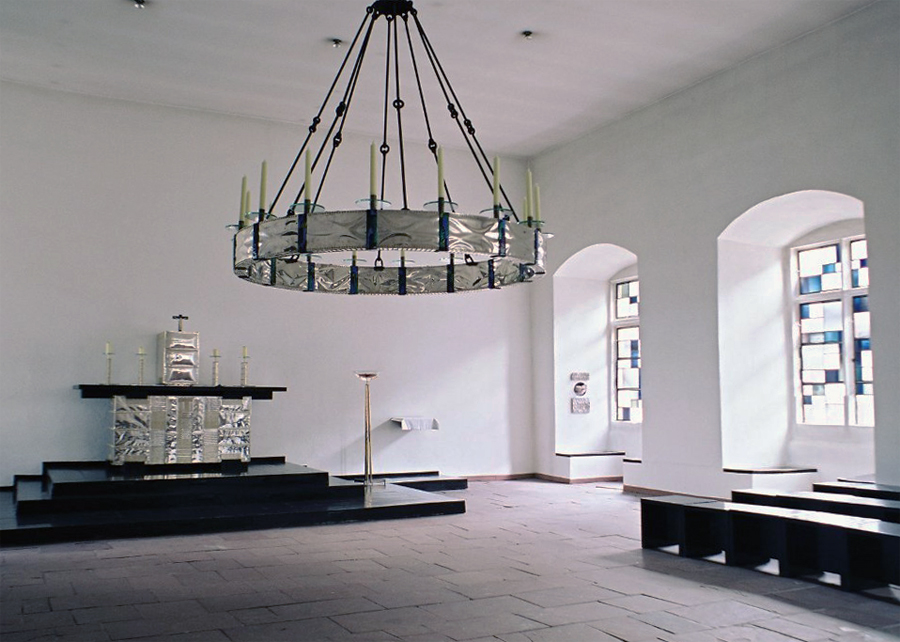
St. Georg (Burg Rothenfels)
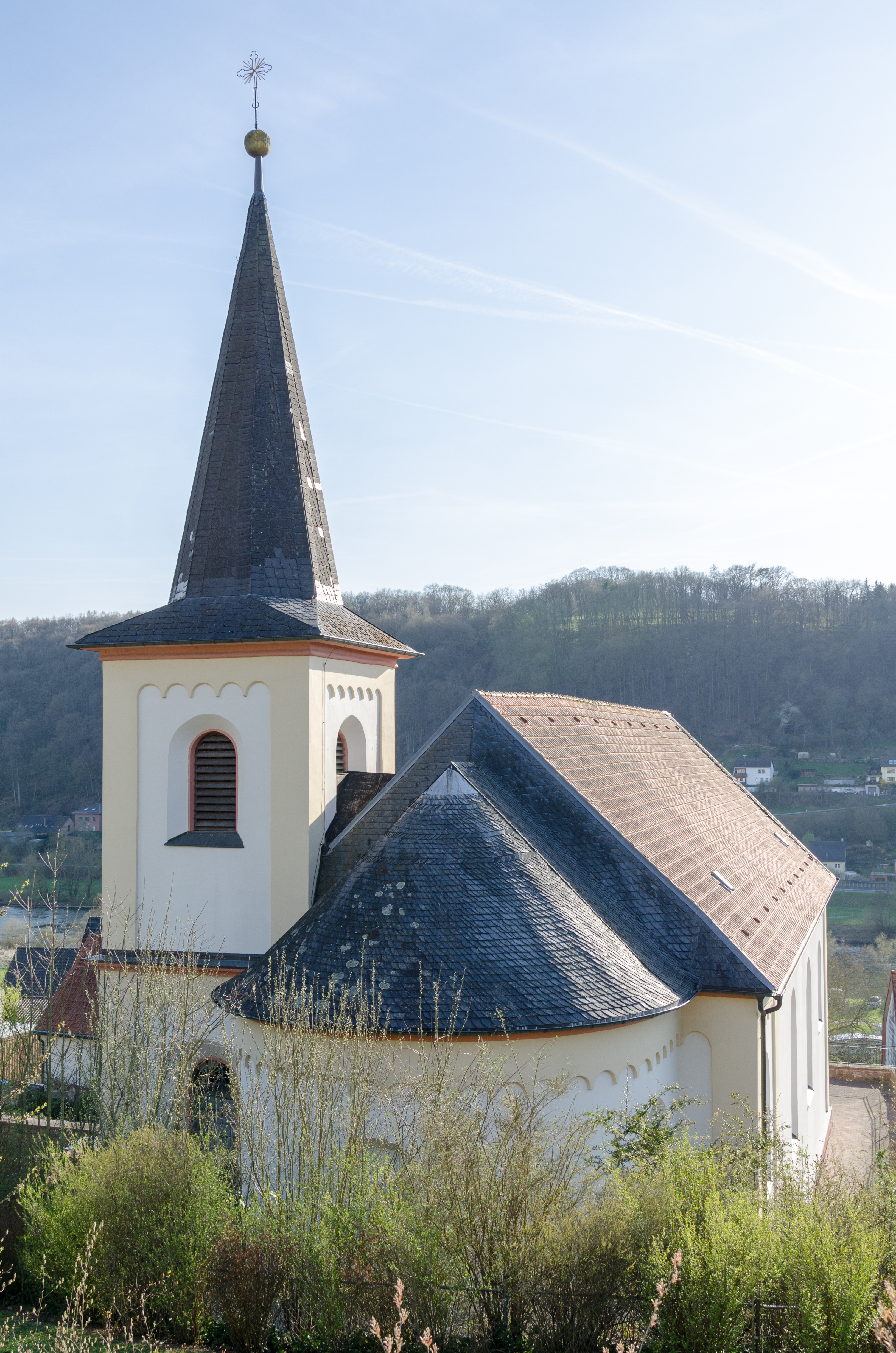
St. Michael